# Villena
Villena es un municipio y una ciudad española de la Comunidad Valenciana. Situada en el noroeste de la provincia de Alicante, limita al oeste con la Región de Murcia y Castilla-La Mancha y al norte con la provincia de Valencia. Es cabeza de partido judicial y capital de la comarca del Alto Vinalopó. Se sitúa a una altitud de 526 m s. n. m. y su término municipal abarca una extensión de 345,6 km² (lo que lo convierte en el 2.º más grande de la provincia). Cuenta con una población de 34 385 habitantes (INE 2024), siendo el 11.º municipio más poblado de Alicante y el 21.º de la Comunidad Valenciana. Se trata de un municipio hispanófono, en el que el español cuenta con el predominio lingüístico reconocido legalmente.
Se tiene constancia de poblamiento en la zona desde el Paleolítico Medio. Sin embargo, está discutido si la ciudad actual data de época visigoda o es anterior, aunque con total seguridad existía en el siglo XI, durante la dominación musulmana. Tras la conquista cristiana, pasa a ser señorío, principado, ducado y finalmente marquesado, hasta que el pueblo, alentado por los Reyes Católicos, se rebela contra el marqués. En 1525 Carlos V le concede el título de ciudad. Este es el momento de mayor prosperidad económica, como muestran los monumentos que han llegado hasta la actualidad. A partir del siglo XVI se abre un periodo de tranquilidad, solo interrumpido por las guerras en que se verá envuelta esta zona de España.
En 1833 pasó de depender del Reino de Murcia al Reino de Valencia, debido a la división provincial de 1833, que integró la ciudad en la provincia de Alicante. Pese a que en 1858 se inauguró una estación de ferrocarril, la economía siguió siendo esencialmente agrícola hasta el éxodo rural de los años 1960. A partir de entonces, el modelo económico cambió rápidamente y en la actualidad la economía se basa principalmente en el sector servicios y la industria, destacando las del calzado, la construcción y los muebles.
La ciudad conserva un importante conjunto histórico, compuesto por sus dos castillos y varias iglesias, ermitas, palacios y plazas, así como un importante patrimonio museístico, en el que destaca el museo arqueológico José María Soler. Entre los principales eventos culturales se encuentran las fiestas de Moros y Cristianos, las Fiestas del Medievo, y el concurso de Jóvenes Intérpretes «Ruperto Chapí».
|  |

## Toponimia
El primer topónimo del que se tiene constancia es el «Ad Turres» que aparece en los Vasos Apolinares, que ha sido identificado con alguna de las villas romanas o postas del itinerario de la Vía Augusta, en algún punto entre Villena y Fuente la Higuera. Cerca de esta última se tiene constancia de una torre citada como ya en ruinas en el siglo XIV. En cuanto al origen del término «Villena», hay cierta polémica. Menéndez Pidal propone que habría evolucionado de un hipotético antropónimo Bellius o Vellius y el sufijo -ana, tal como Lucena (Lucius + -ana) o Maracena (Marcus + -ana), que darían la forma romana «Belliana» o Velliana. Sin embargo, ni Belliana ni Bellius se han documentado en época romana, amén de que la evolución de "Belliana" a "Villena" comporta ciertas dificultades fonéticas. Por tanto, Domene Verdú indica que el origen del topónimo sería el término بليانة «Bilyāna», netamente árabe, y significaría «la llenada (por Alá)». Esa forma árabe, documentada a partir del siglo XI, habría evolucionado de dos maneras distintas. De un lado, siguiendo las normas del castellano medieval, a «Belliena», tal cual aparece en la Historia Roderici (hacia 1190). Esta forma, no obstante, habría desaparecido a raíz de la conquista cristiana de 1241 a favor de la forma Billena, según las reglas fonéticas propias del aragonés, que hablarían la mayor parte de los repobladores cristianos. A partir del siglo XV, y atraída la grafía por la palabra villa debido a la ya mayoritaria confusión de b y v entre los hablantes de español, se consolida la forma «Villena», que ha permanecido inalterada hasta la actualidad.

## Geografía
Villena está situada al noroeste de la provincia de Alicante, en la comarca del Alto Vinalopó, a 57 kilómetros de la capital provincial. Se encuentra en una importante encrucijada de caminos entre las comunidades valenciana, murciana y castellano-manchega, a las que se accede en pocos minutos. Su singular enclave geográfico, en el Corredor del Vinalopó, de importancia capital desde época prehistórica (aquí accedía la Vía Heráclea al interior de la Meseta) y en torno a pueblos como Biar, Sax, Fuente la Higuera, Yecla y Caudete, ha hecho que Villena sea un importante nudo de comunicaciones. Su amplio término municipal (345,6 km²) es el segundo con mayor superficie de la provincia de Alicante.
El término municipal está atravesado por la autovía de Alicante A-31 (integra la carretera N-330 entre los pK 48-65 y 69-73), la carretera autonómica CV-81 (permite la comunicación entre Onteniente y Yecla) y la autovía A-33 (conecta la A-31 con la autovía A-35 permitiendo un acceso más rápido hacia Valencia).

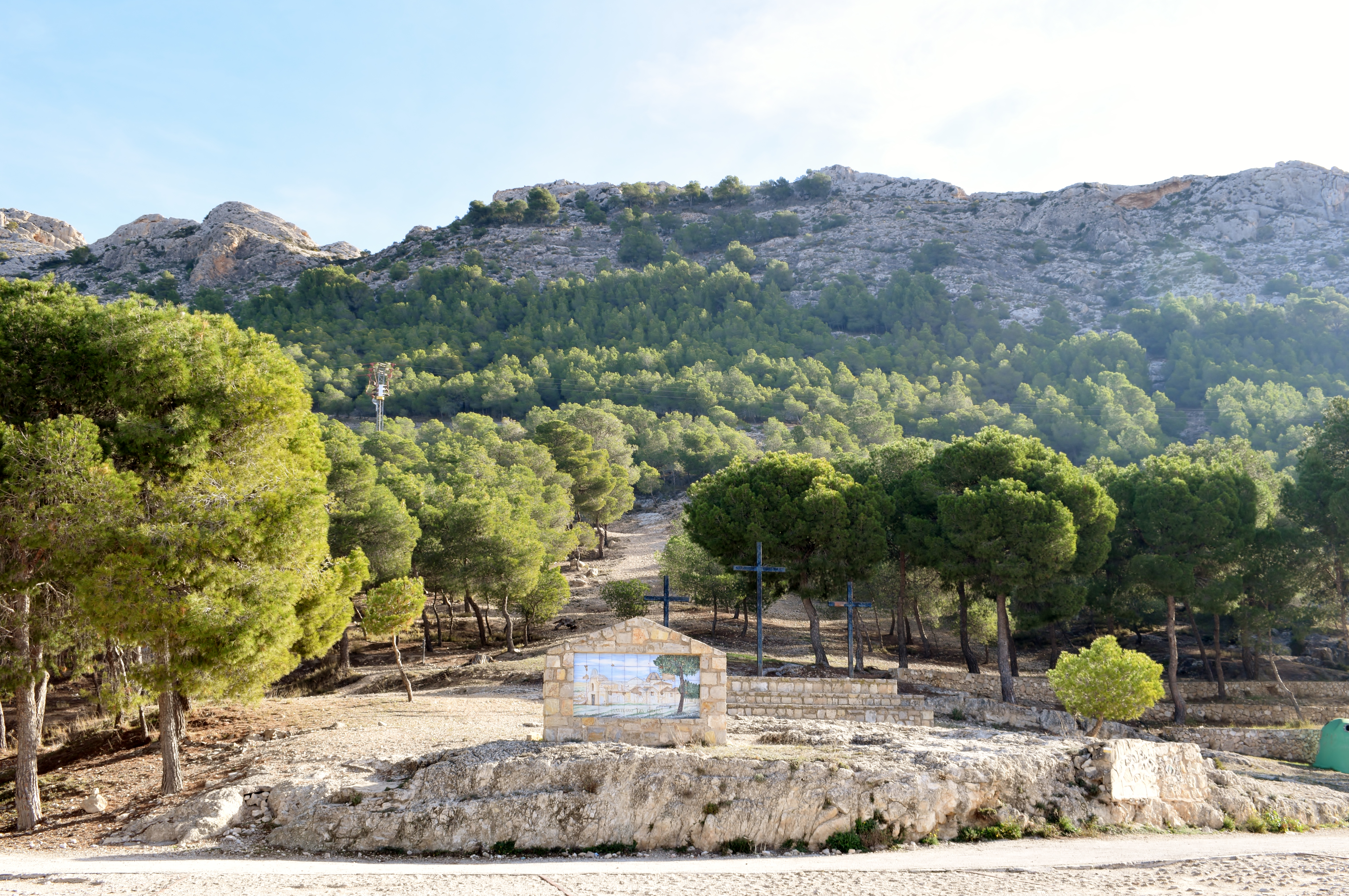
Sierra de la Villa, en primer plano la pinada de Las Cruces, arriba las ruinas del castillo de Salvatierra coronando la sierra

| Noroeste: Caudete          | Norte: Almansa (Albacete) y Fuente la Higuera | Nordeste: Fontanares y Campo de Mirra |
| Oeste: Yecla               |                                               | Este: Cañada y Biar                   |
| Suroeste: Monóvar y Pinoso | Sur: Salinas                                  | Sureste: Sax                          |

### Orografía
La zona puede encuadrarse dentro de las áreas de los pasillos prebéticos. Por su situación y configuración, se considera un altiplano con rasgos de transición entre el paisaje manchego y el levantino.
Por lo que respecta a su génesis, el relieve presente en el término de Villena y comarca está relacionado con dos factores: las condiciones climáticas y la tipología del roquedo. La zona está sometida a la acción de un sistema erosivo mediterráneo puesto de manifiesto en el ritmo de precipitaciones y en las temperaturas, que favorece la formación de glacies, ramblas y barrancos, potenciados por la escasa cobertura vegetal que existe en algunas zonas. El predomino de calizas, margas y arcillas se manifiesta en las cumbres y en espacios arcillosos como los Cabezos.
Las principales unidades montañosas las constituyen: la sierra de Salinas, al suroeste, donde se alcanza la máxima altura en el pico de la Capilla con 1236 metros de altitud; los picachos de Cabrera, al sur, una formación aislada y bastante abrupta que alcanza los 873 metros; la Peña Rubia, al sureste (934 metros); la Sierra del Morrón, al noreste (910 metros) y la sierra de la Villa (780 metros), a cuyas faldas se encuentra la ciudad, que se alza a 505 metros sobre el nivel del mar.

### Hidrografía
El río Vinalopó entra en el municipio procedente del valle de Biar y se dirige hacia Sax, saliendo del territorio a 485 metros sobre el nivel del mar.

### Clima
Pese a la cercanía con la costa, las montañas representan un obstáculo para recibir la influencia del mar, y dado que la altitud media está por encima de los 500 metros, se condiciona un peculiar clima duro. Villena presenta unas temperaturas extremas que suelen oscilar entre los -8 °C y los 35 °C. El 17 de enero de 1957 se registraron -24,0 °C, mientras que el 15 de agosto de 2021 se registraron 45,6 °C en la estación de El Hondo de la Lagunilla. Por su parte, la temperatura media se sitúa en los 6 °C en el mes de enero, mientras que en julio y agosto está en torno a los 24 °C. Térmicamente Villena presenta las características propias de un clima continental de la meseta, que se manifiesta en la existencia de un verdadero invierno, y un verano en el que se constata un aumento de las temperaturas en las horas centrales del día con noches muy refrescantes.
El período de máximas lluvias se registra durante los meses de primavera y otoño con cotas de bajas a medias: entre 350 y 550 mm dependiendo de la zona del término. El periodo entre 1943 y 1962 arrojó una media de precipitaciones anuales de 348,4 mm frente a los 556 mm del Valle de los Alhorines. Así, el número de días de lluvia en otoño en Villena es, por término medio, de 11, mientras que la primavera se caracteriza por unas precipitaciones de tono más débil o moderado. Las altas temperaturas y la escasez de precipitaciones, junto con la irregularidad de éstas, ilustran la aridez de la llanura villenense, que va disminuyendo al aproximarse hacia la parte oriental del Alto Vinalopó.
Cabe destacar que los -24 °C que se registraron es la temperatura más baja histórica de la Comunidad Valenciana según el INM, y los 45,1 °C es una de las más altas históricas de la Comunidad Valenciana.
| Parámetros climáticos promedio de Villena en el periodo 1981-2010 | Parámetros climáticos promedio de Villena en el periodo 1981-2010 | Parámetros climáticos promedio de Villena en el periodo 1981-2010 | Parámetros climáticos promedio de Villena en el periodo 1981-2010 | Parámetros climáticos promedio de Villena en el periodo 1981-2010 | Parámetros climáticos promedio de Villena en el periodo 1981-2010 | Parámetros climáticos promedio de Villena en el periodo 1981-2010 | Parámetros climáticos promedio de Villena en el periodo 1981-2010 | Parámetros climáticos promedio de Villena en el periodo 1981-2010 | Parámetros climáticos promedio de Villena en el periodo 1981-2010 | Parámetros climáticos promedio de Villena en el periodo 1981-2010 | Parámetros climáticos promedio de Villena en el periodo 1981-2010 | Parámetros climáticos promedio de Villena en el periodo 1981-2010 | Parámetros climáticos promedio de Villena en el periodo 1981-2010 |
| Mes | Ene.                                                              | Feb.                                                              | Mar.                                                              | Abr.                                                              | May.                                                              | Jun.                                                              | Jul.                                                              | Ago.                                                              | Sep.                                                              | Oct.                                                              | Nov.                                                              | Dic.                                                              | Anual                                                             |
| --- | ----------------------------------------------------------------- | ----------------------------------------------------------------- | ----------------------------------------------------------------- | ----------------------------------------------------------------- | ----------------------------------------------------------------- | ----------------------------------------------------------------- | ----------------------------------------------------------------- | ----------------------------------------------------------------- | ----------------------------------------------------------------- | ----------------------------------------------------------------- | ----------------------------------------------------------------- | ----------------------------------------------------------------- | ----------------------------------------------------------------- |
| Temp. máx. media (°C) | 12.4                                                              | 13.2                                                              | 15.8                                                              | 18.5                                                              | 22.2                                                              | 26.8                                                              | 32.1                                                              | 31.5                                                              | 27.1                                                              | 21.8                                                              | 16.7                                                              | 12.8                                                              | 20.9                                                              |
| Temp. media (°C) | 6.6                                                               | 7.2                                                               | 10.0                                                              | 12.7                                                              | 15.9                                                              | 20.6                                                              | 24.7                                                              | 24.5                                                              | 20.9                                                              | 16.0                                                              | 11.0                                                              | 7.5                                                               | 14.8                                                              |
| Temp. mín. media (°C) | 0.8                                                               | 1.2                                                               | 4.1                                                               | 6.8                                                               | 9.5                                                               | 14.3                                                              | 17.2                                                              | 17.4                                                              | 14.6                                                              | 10.1                                                              | 5.2                                                               | 2.1                                                               | 8.6                                                               |
| Precipitación total (mm) | 28                                                                | 30                                                                | 33                                                                | 46                                                                | 38                                                                | 22                                                                | 8                                                                 | 15                                                                | 42                                                                | 62                                                                | 44                                                                | 32                                                                | 400                                                               |
| Fuente: Ministerio de Agricultura, Alimentación y Medio Ambiente. Datos de precipitación para el periodo 1981-2010 y de temperatura para el periodo 1981-2010 en Villena (7038). |                                                                   |                                                                   |                                                                   |                                                                   |                                                                   |                                                                   |                                                                   |                                                                   |                                                                   |                                                                   |                                                                   |                                                                   |                                                                   |

### Fauna y flora

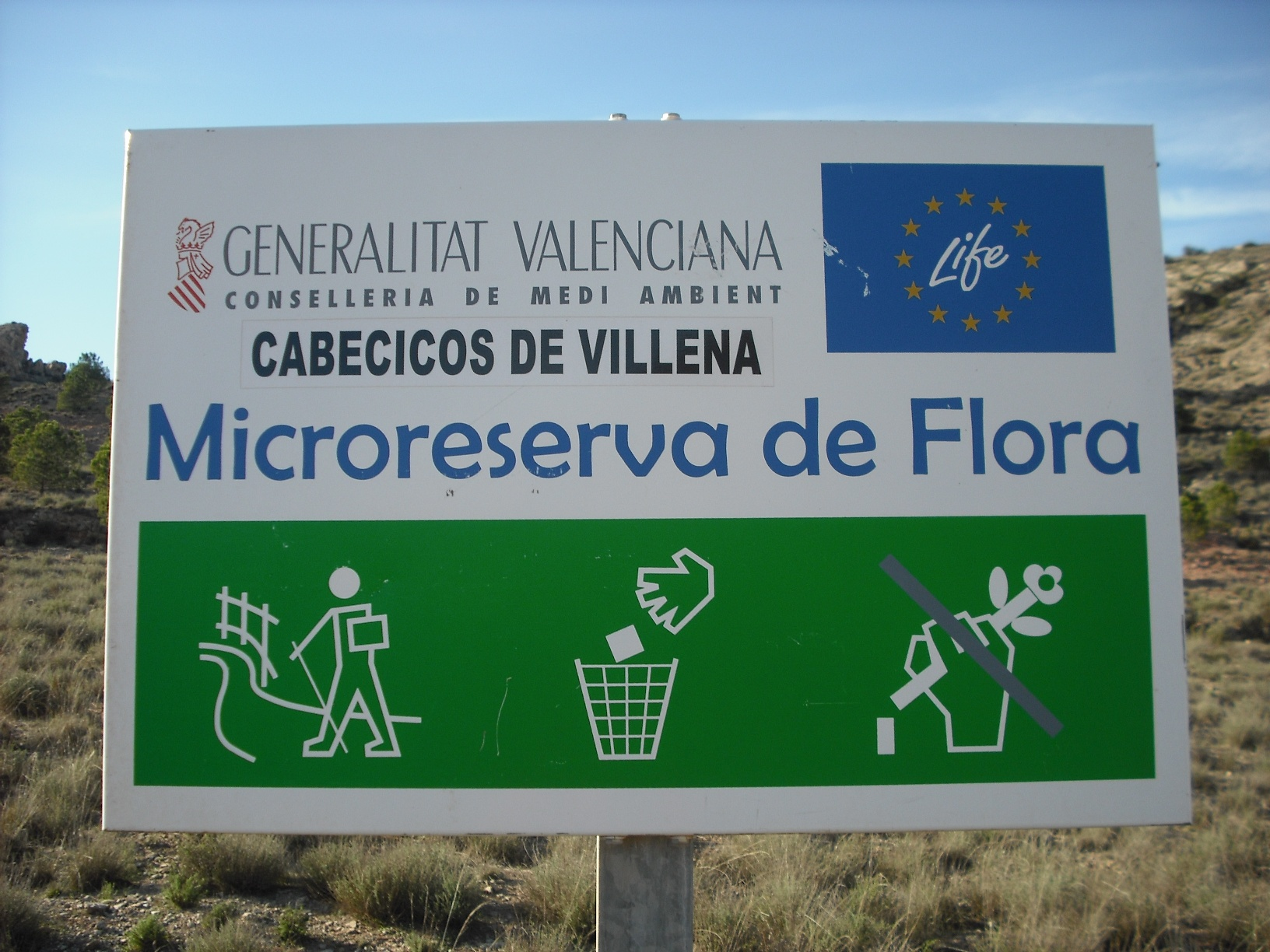
Señalización de la microrreserva de flora Cabecicos de Villena

Debido a su gran diversidad fisiográfica y faunística, el patrimonio natural de Villena es de gran importancia en el contexto de la provincia de Alicante.
En la sierra de Salinas es donde más abunda la vegetación boscosa —bosque mediterráneo—, conservando amplias zonas de carrascal y densos pinares. En otras sierras, de menor vegetación arbórea como son el Morrón y Peña Rubia, predomina el matorral dominado por el romero, el enebro, la sabina, el tomillo, la aliaga, etc., plantas que están ampliamente representadas en estas latitudes. Dentro del término de Villena se encuentran también ambientes subesteparios —zonas de vegetación muy baja y aclarada—, acompañando normalmente a los cultivos de cereales, como sucede en el paraje de Los Alhorines.
Existen en Villena tres microrreservas de flora: desde 1994 la microrreserva Cabecicos de Villena y la microrreserva Cueva del Lagrimal y desde 2002 la microrreserva Miramontes.

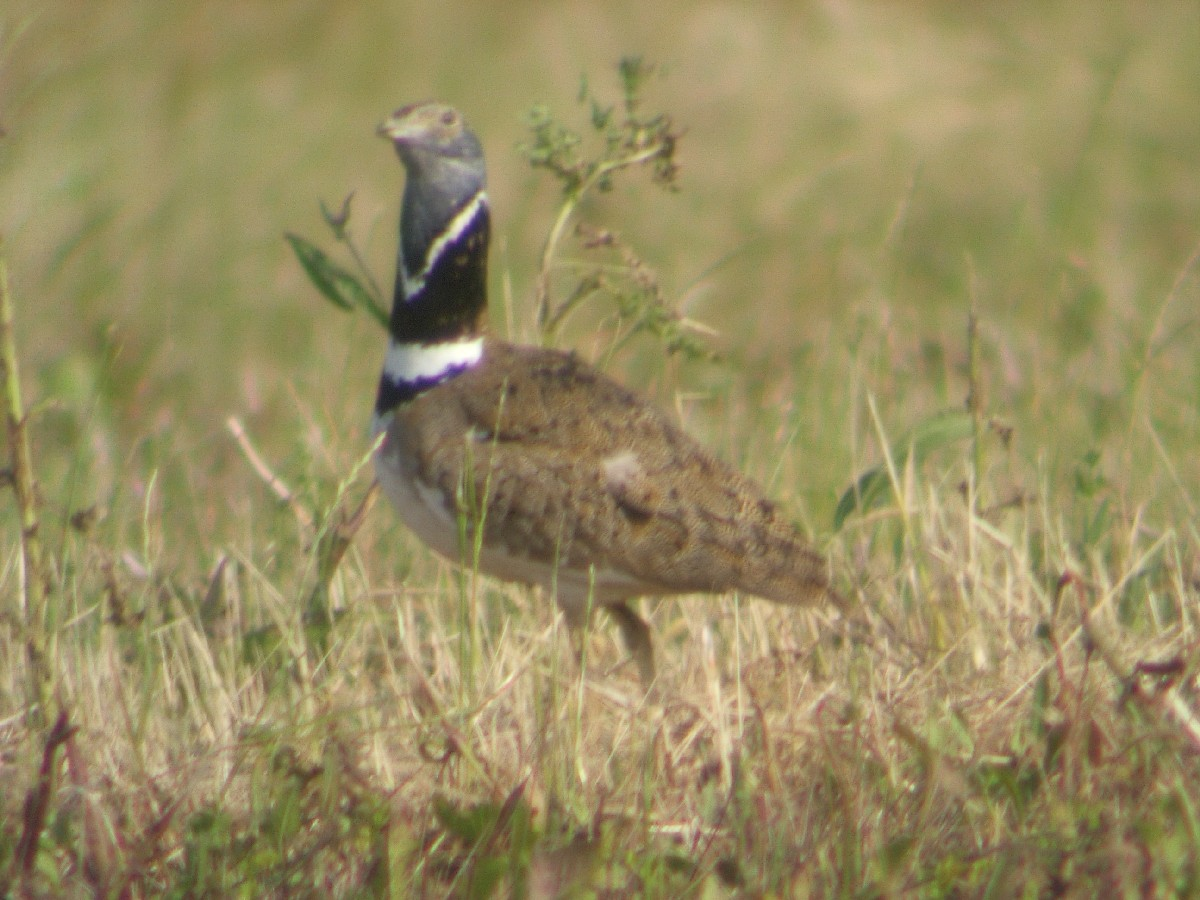
Sisón

La sierra de Salinas es la zona de mayor diversidad faunística de Villena, destacando la jineta, el gato montés y el jabalí y, entre los animales de caza que habitan el campo, se encuentra el conejo y la perdiz. Completan esta relación las aves rapaces diurnas y nocturnas. En el paraje de los Alhorines se ha reintroducido el cernícalo primilla. En otras zonas del amplio término se encuentran dos especies de aves únicas en la provincia de Alicante: la ortega y el sisón. Es muy abundante la presencia de la calandria común, y de diversos tipos de bisbitas, mientras que el alcaraván es más difícil de encontrar. Existen todavía zonas húmedas en la huerta de Villena, donde aparecen anfibios y un pez conocido como fartet —muy escaso— cuyo único hábitat es Marruecos y el sureste de España.

## Historia

### Prehistoria

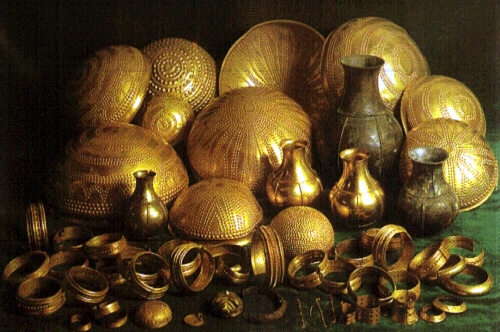
El Tesoro de Villena está formado por 59 objetos de oro, plata, hierro y ámbar que totalizan un peso de casi 10 kilos y está datado alrededor del año Se descubrió en 1963 en una rambla cercana a Villena, y se trata con mucha seguridad de una ocultación, quizás de un reyezuelo del Cabezo Redondo. El conjunto lo componen brazaletes, cuencos, frascos y otros pequeños objetos. Los brazaletes se llevaron puestos, dado están desgastados por el uso, pero no se sabe si la vajilla fue de uso cotidiano, ritual o votivo. Si bien su autor pudo ser local, dada su similitud con el Tesorillo del Cabezo Redondo, no hay acuerdo respecto a este punto

Los vestigios más antiguos hallados en el término municipal de Villena se remontan al Paleolítico Medio, hace aproximadamente 50 000 años, y se encontraron en la cueva del Cochino.
La continuación del proceso humano se halla en el paraje de la Huesa Tacaña (al oeste de la Peña Rubia), pudiéndose observar la evolución cultural en yacimientos como la cueva del Lagrimal. De la revolución neolítica se encontraron importantes restos en la Casa de Lara, representante del poblamiento neolítico en llanura, aunque los vestigios de esta época inundan toda la comarca: cuevas, las terrazas del Vinalopó, las orillas de la antigua laguna de Villena, etc. Sin embargo, el neolítico tal cual fue corto y en los estratos considerados eneolíticos ya se encuentran sencillos objetos metálicos, que caracterizan la llegada de la Edad del Bronce, cuyos asentamientos ya no se encuentran en llanuras, sino en estratégicas alturas fácilmente defendibles. Las cuevas que hasta entonces habían sido lugar de habitación, empezaron a reservarse para fines sepulcrales. Entre los yacimientos destaca, por la definitiva irrupción del urbanismo, una de las principales ciudades del Mediterráneo occidental: el Cabezo Redondo, que constituía la frontera entre la cultura argárica y el bronce valenciano. El desarrollo alcanzado en esta etapa le ha otorgado a Villena un lugar privilegiado en este periodo de la historia, ya que a esta cultura pertenece el conjunto conocido como Tesoro de Villena.

### Edad Antigua
Tras la Edad del Bronce se produjo en la zona un derrumbe poblacional, cuya recuperación no tuvo lugar hasta la Edad Moderna. No obstante, la continuidad del proceso humano está constatada por la presencia de yacimientos ibéricos, que tuvieron asentamientos en el puntal de Salinas, el Zaricejo y la sierra de la Villa. Sin embargo, dichos asentamientos no fueron en realidad mucho mayores que una aldea. También los celtas dejaron su huella en la necrópolis de incineración del peñón del Rey (en los Picachos de Cabrera). No se ha encontrado ningún núcleo de población estable durante la época romana, pero han aparecido restos de al menos cuatro villas repartidas por todo el término, en las que se cree que se distribuía la población, ya que los poblados ibéricos se destruyeron o abandonaron. Estas villas, junto con los hallazgos monetarios, cerámicos y de centuriación (división de la tierra en lotes), demuestran que la romanización fue intensa en la zona, sobre todo debido a que por el valle del Vinalopó pasaba la vía Augusta. Si bien estas villas sufrieron en cierto modo la crisis del siglo III, tuvieron un periodo de florecimiento durante los siglos IV y V, lo que no se corresponde con las terroríficas descripciones de la época que nos brindan Hidacio y Osorio.

### Edad Media

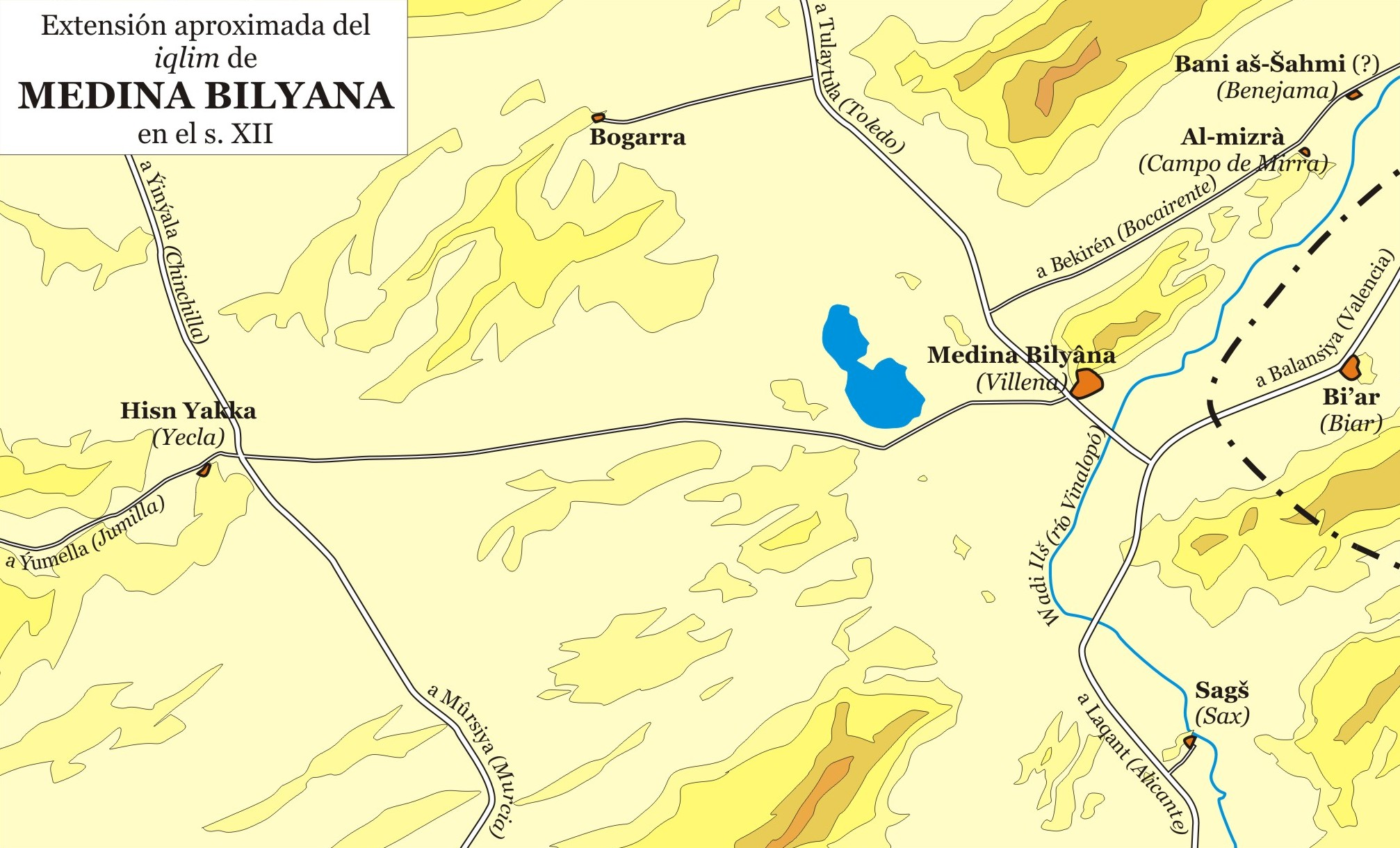
Extensión aproximada del iqlim de Villena en el

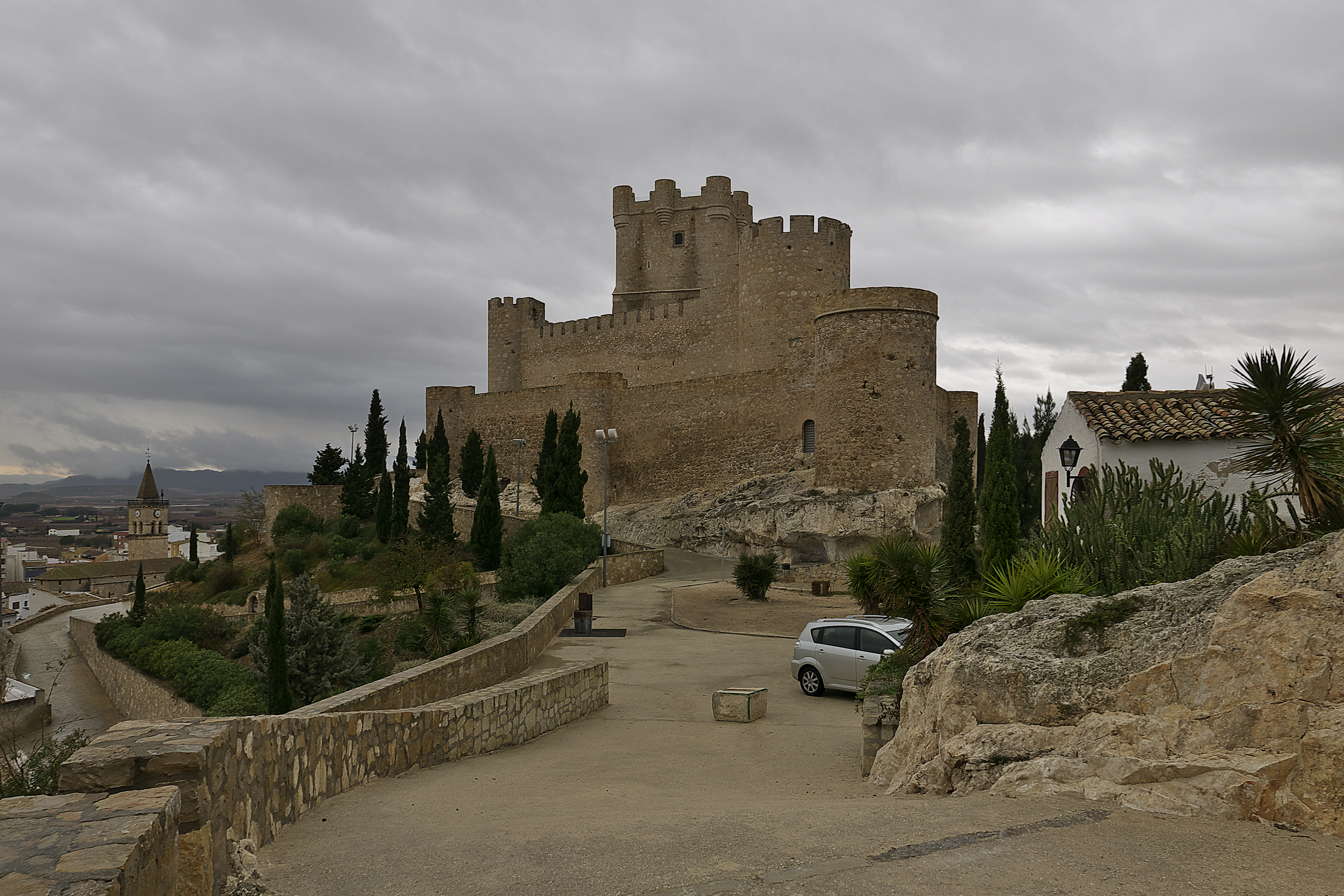
Castillo de Villena

Durante la dominación visigoda, la comarca de Villena formó parte de una provincia que se correspondía aproximadamente con la antigua Cartaginense. Cuando los musulmanes invadieron la península ibérica en 711, se encontraron con un duque visigodo llamado Teodomiro, que dominaba una amplia comarca que tenía por centro la ciudad de Orihuela. Se suele considerar que la primera noticia que se tiene de Villena como núcleo de población estable en su localización actual es la del tratado de los musulmanes con Teodomiro en el año 713. En él se nombra, entre otras, la ciudad de بلنتلة Blntla o su variante بلنتية Blntya, que ha sido identificada por algunos investigadores con Villena, aunque otros la relacionan con Valencia, Valentula (Elche) u otras localizaciones. El primer testimonio que con total seguridad se refiere a Villena es un documento del siglo XI en el que se menciona بليانة Bilyāna, nombre que dio lugar al actual en boca de los repobladores cristianos.
El territorio de Teodomiro pasó a denominarse cora de Tudmir, y el pacto se respetó hasta los tiempos de Abderramán I, quien lo rescindió unilateralmente. Según la Historia Roderici, en Villena citó Alfonso VI al Cid para que le apoyara en la conquista de Aledo, aunque esta narración guarda varias incoherencias y el hecho en sí está discutido, ya que es probable que el Cid nunca saliera de Onteniente, donde estaba acampado. El domingo 13 de agosto de 1172, el califa Yusuf I acampó en el castillo de Villena, camino de Huete a Murcia. De entre las circunscripciones menores llamadas aqalim (singular iqlim), se sabe que al menos desde el siglo XII Villena fue cabeza de una de ellas, no apareciendo como tal en las crónicas anteriores, lo cual indica, para algunos autores, que Villena se convirtió en un núcleo de importancia a partir de esta fecha. Este iqlim ejercería su jurisdicción sobre Hisn Yakka (Yecla), Al- Qabdag (Caudete), Bogarra, Benejama y Sax. Según Ibn Said al Maghribi, Villena era una ciudad con jardines en los que el agua de la antigua laguna y de numerosos manantiales jugaría un papel predominante. Además, se sabe de la existencia de una madraza de la que fue profesor de retórica el jiennense Mohamad ben Ahmad ben Hassan alrededor del año 1200 al huir de la persecución de los almorávides. Se han localizado dos cementerios musulmanes en la ciudad.

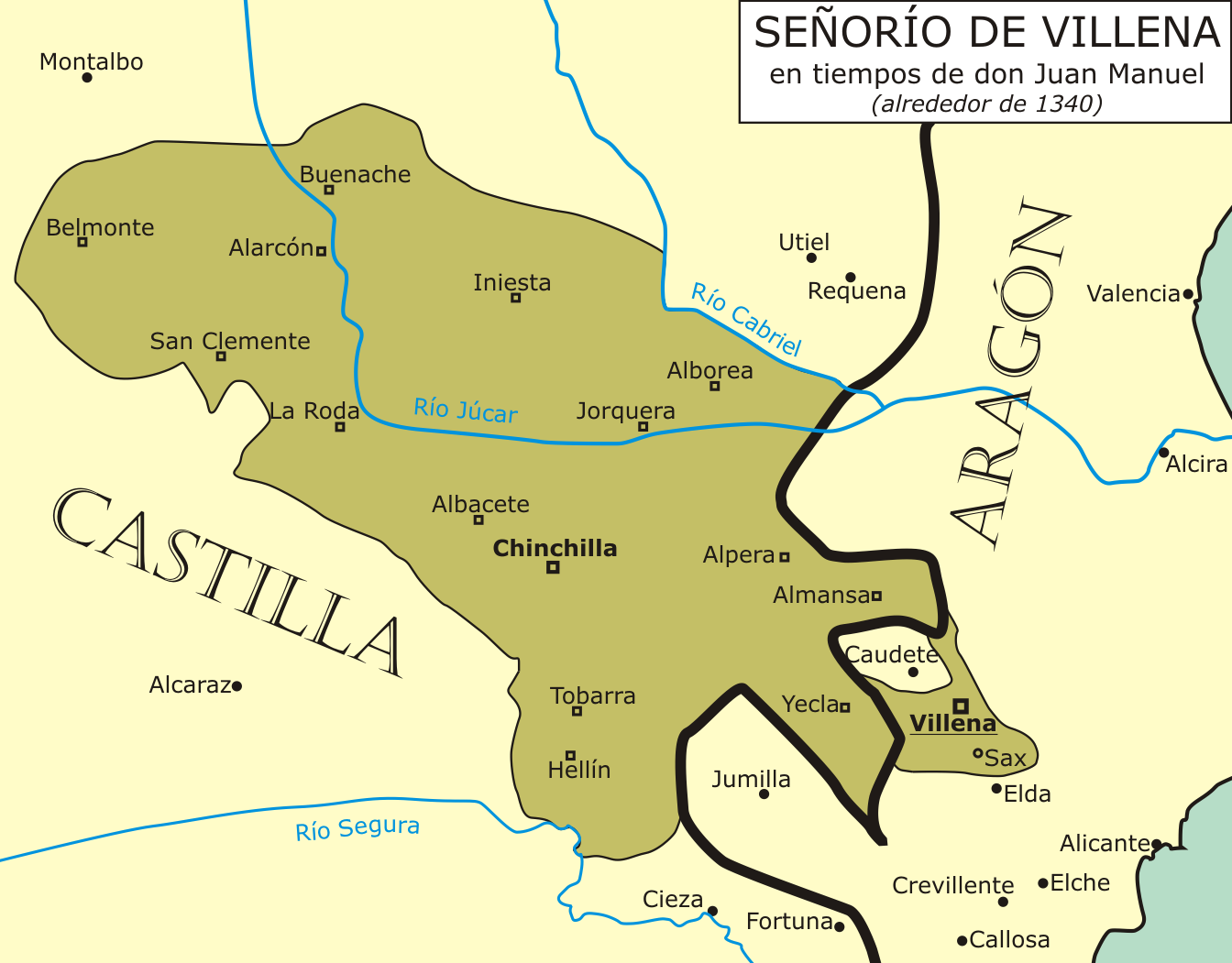
Extensión del señorío de Villena en tiempos de don Juan Manuel, alrededor de 1340

El primer intento serio de conquista por parte de los cristianos fue en 1238, aunque la conquista definitiva tuvo lugar en 1240, por los Caballeros de Calatrava en nombre de Jaime I y de la Corona de Aragón. Así pues, se incumplieron pactos anteriores que dejaban a la órbita castellana esta plaza. El tratado de Almizra en 1244 la devolvía a Castilla y fijaba la frontera entre Castilla y Aragón. Entre 1252 y 1256 se creó el señorío de Villena a favor de Manuel de Castilla. En 1264 Jaime I tuvo que volver a intervenir para sofocar una sublevación morisca promovida por el rey granadino Alhamar. El infante Manuel de Castilla, que poseyó el señorío a manera de rey, otorgó en 1270 el fuero y privilegio de Murcia y Elche y, en 1276, el de Lorca. Estos otorgamientos dan fe del fuerte interés del señor de Villena en repoblar la zona. A la muerte del infante Manuel de Castilla, el señorío lo heredó su hijo, don Juan Manuel, segundo señor, príncipe y primer duque de Villena. Este concedió en 1305 una feria a los moradores de la villa, y ya en 1308 comenzó a amurallar el barrio de los cristianos viejos.
Tras la conquista militar de Jaime II de Aragón del Reino de Murcia (1296-1300), el señorío de Villena pasó a formar parte del Reino de Valencia y la Corona de Aragón, situación que se mantuvo hasta la Guerra de los Dos Pedros (1356-1369), cuando Castilla ocupó de nuevo Villena.
El señorío pasó a ser principado en 1333 y en 1336 ducado. El ducado pasó finalmente a marquesado, el más antiguo de la Corona de Castilla, bajo el control de Alfonso de Aragón el Viejo. Se extendía por parte de las actuales provincias de Almería, Murcia, Albacete, Alicante, Valencia y Cuenca, y comprendía veintitrés localidades.

### Edad Moderna
En 1476 la población se levantó contra el marqués Diego López Pacheco, alentada por los Reyes Católicos, y en 1480 pasó a depender directamente del realengo y a disfrutar de distintos privilegios. No obstante, el término geográfico marquesado de Villena siguió utilizándose para denominar esta región, dentro del antiguo Reino de Murcia, al menos hasta el siglo XVII. En 1525 el emperador Carlos V le concedió el título de ciudad. Comenzó así un período de cierta tranquilidad, solo roto por el eterno conflicto territorial por el Valle de los Alhorines entre Caudete y Villena al filo del siglo XVI.
Durante la Guerra de Sucesión entre Austrias y Borbones, Villena apoyó a estos últimos en la figura de Felipe V, lo que le hizo ganar el título de: «Muy noble, muy leal y fidelísima». En el marco de este conflicto, una milicia formada por vecinos de Villena y cien Dragones del Regimiento de Mahoni atacaron y saquearon Caudete en 1706. En 1707 el concejo de Villena consiguió que Felipe V, en virtud al apoyo prestado durante la guerra, declarara a Caudete "lugar de Villena" e integrarla en su término, lo que terminó por zanjar definitivamente el conflicto de los Alhorines a favor de esta última. Esta situación se mantuvo hasta la recuperación de la independencia de Caudete en 1736, quedándose definitivamente el valle de los Alhorines en el término de Villena.
La imagen urbana de Villena a finales del siglo XVIII era la de una ciudad abierta que ya no tenía murallas, como da a entender Bernardo Espinalt en su Atlante español.

### SigloXIX

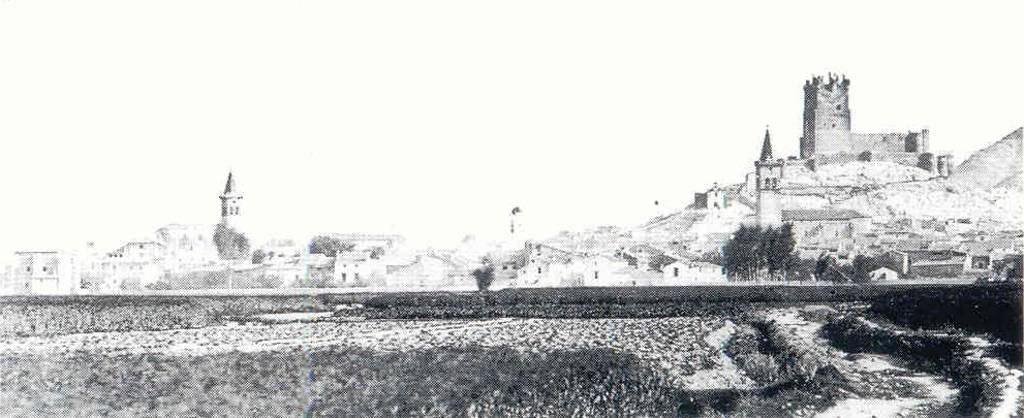
Vista general de 1858. De izquierda a derecha destacan la Torre de Santiago, la del Orejón, la de Santa María y el Castillo de la Atalaya

En 1803 se ordenó desecar la laguna de Villena, de la que se obtuvieron 1704 ha de tierra cultivable. Durante la Guerra de la Independencia, Villena fue tomada por el mariscal Suchet, de las tropas napoleónicas. Para provocar la rendición de las escasas fuerzas que defendían el castillo de la Atalaya, en 1811 Suchet lo bombardeó desde el exterior y, al tomar la fortaleza, hizo volar parcialmente las bóvedas almohades de la torre del homenaje, a fin de dejarlo inservible para apostar una guarnición.
En la división provincial de Javier de Burgos de 1833 Villena quedó dentro de la nueva provincia de Albacete. No obstante, en 1836, y con la finalidad de recuperar la cabeza de partido judicial que había perdido en beneficio de Almansa, Villena se incorporó definitivamente a la provincia de Alicante.
Con la construcción, en 1858, del ferrocarril que unía Alicante y Madrid y en 1884 con el trazado que la conectaba con Cieza y Alcoy (VAY), se aumentó significativamente la tasa de comercio y comenzaron a aparecer las primeras industrias. En verano de 1888 se derribó la torre del Orejón, eliminando así el último lienzo de muralla que quedaba en la ciudad.

### SiglosXXyXXI

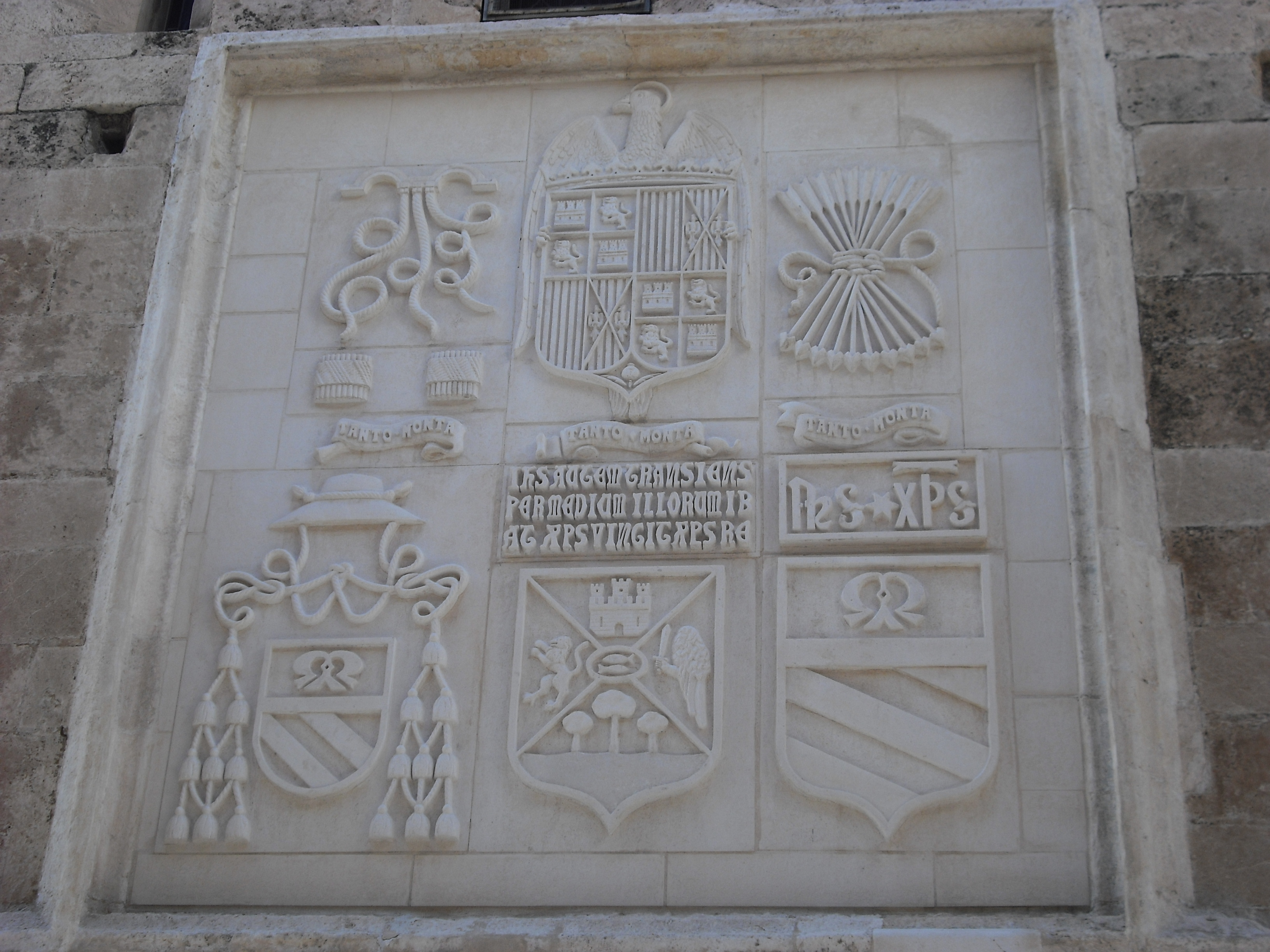
Escudos de la fachada este de la Iglesia de Santiago, destruidos durante la guerra civil, y restaurados en 2007

Desde principios de siglo el elemento asalariado y jornalero adquirió un fuerte peso, lo que condujo a una importante difusión del anarquismo y del socialismo, como demuestran los acontecimientos de la huelga general de 1917, que se saldaron con muertos y heridos. Al inicio de la guerra civil las autoridades alicantinas enviaron fuerzas de seguridad a Villena y Almansa para impedir que se extendiera la rebelión a estas ciudades. Aun así, los primeros días de la contienda reinó el caos en la población y se produjeron los mayores destrozos. La ciudad fue bombardeada en diversas ocasiones, a fin de cortar la conexión por ferrocarril entre Madrid y Alicante. En 1937 se creó un organismo económico, el Consejo Regulador de Economía Socializada, integrado por elementos de la UGT y la CNT, que administraba la socialización de todos los bienes intervenidos en las diversas actividades productivas y de distribución. Dada la escasez de moneda fraccionaria, el Ayuntamiento se vio obligado a emitir moneda. Durante 1939 la crisis económica se recrudeció, lo que sumió a la actividad política de la ciudad en un estado letárgico que finalizó el 29 de marzo de 1939 cuando las tropas franquistas entraron en la ciudad.
Finalizada la guerra civil, la situación de la ciudad era crítica, tanto económicamente por la falta de suministros como por la cantidad de infraestructura destruida que hubo que reconstruir lentamente. A partir de la década de 1960 tuvo lugar una explosión demográfica debido a la llegada de inmigrantes, sobre todo de Castilla-La Mancha, Granada y Almería. Así pues, entre 1960 y 1970 la superficie urbana creció sobre un 20 % y la construcción de viviendas aumentó en un 650 %. El 3 de agosto de 1979 se procedió al renombre de todas las calles con trasfondo franquista. El desarrollo actual de la ciudad ha desembocado en una buena infraestructura cultural, como el teatro Chapí, los diferentes museos, el pabellón deportivo municipal, los diversos eventos culturales o la Casa de la Cultura, donde está situada una de las tres bibliotecas de la ciudad, una sala para teatro y cine y varias salas de exposiciones. También, junto con la especialización de la economía ha crecido la infraestructura de servicios. La ciudad cuenta con dos polígonos industriales, el Rubial en las cercanías de la estación del ferrocarril y Bulilla en las de la autovía A-31, así como con otras zonas industriales en los principales accesos de la ciudad.

## Demografía

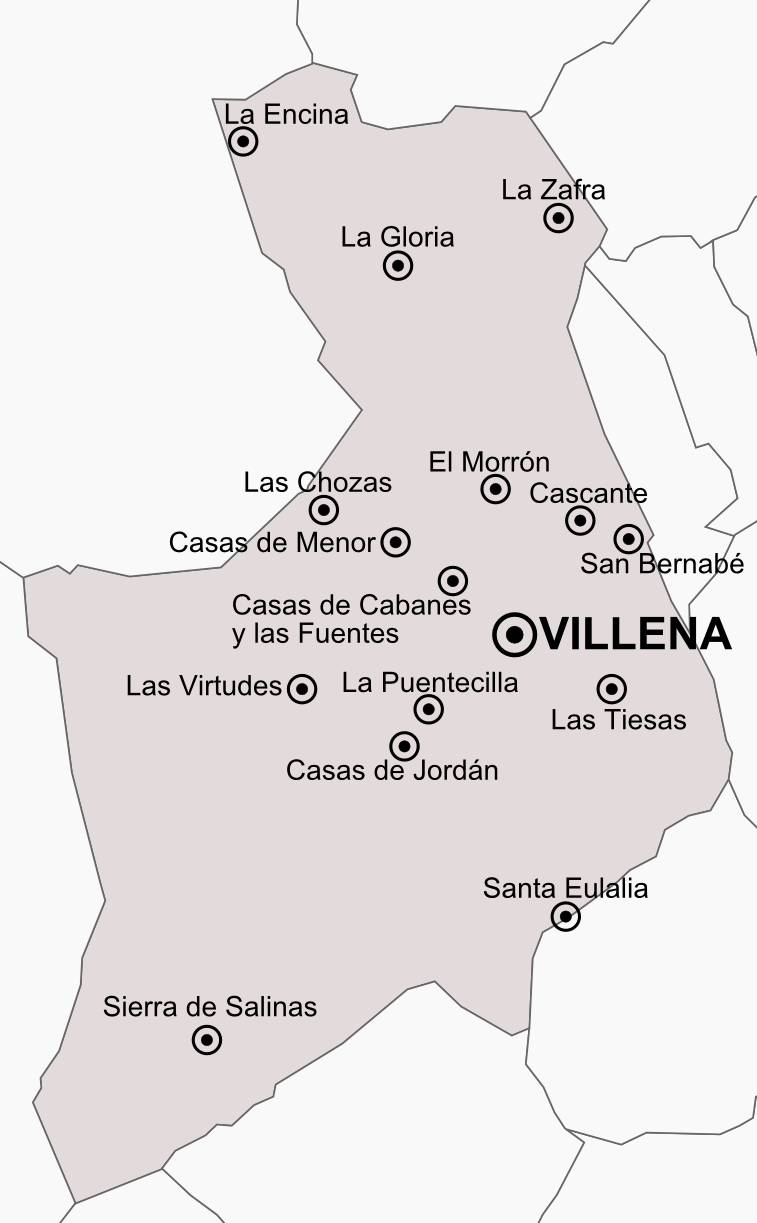
Pedanías y partidas rurales

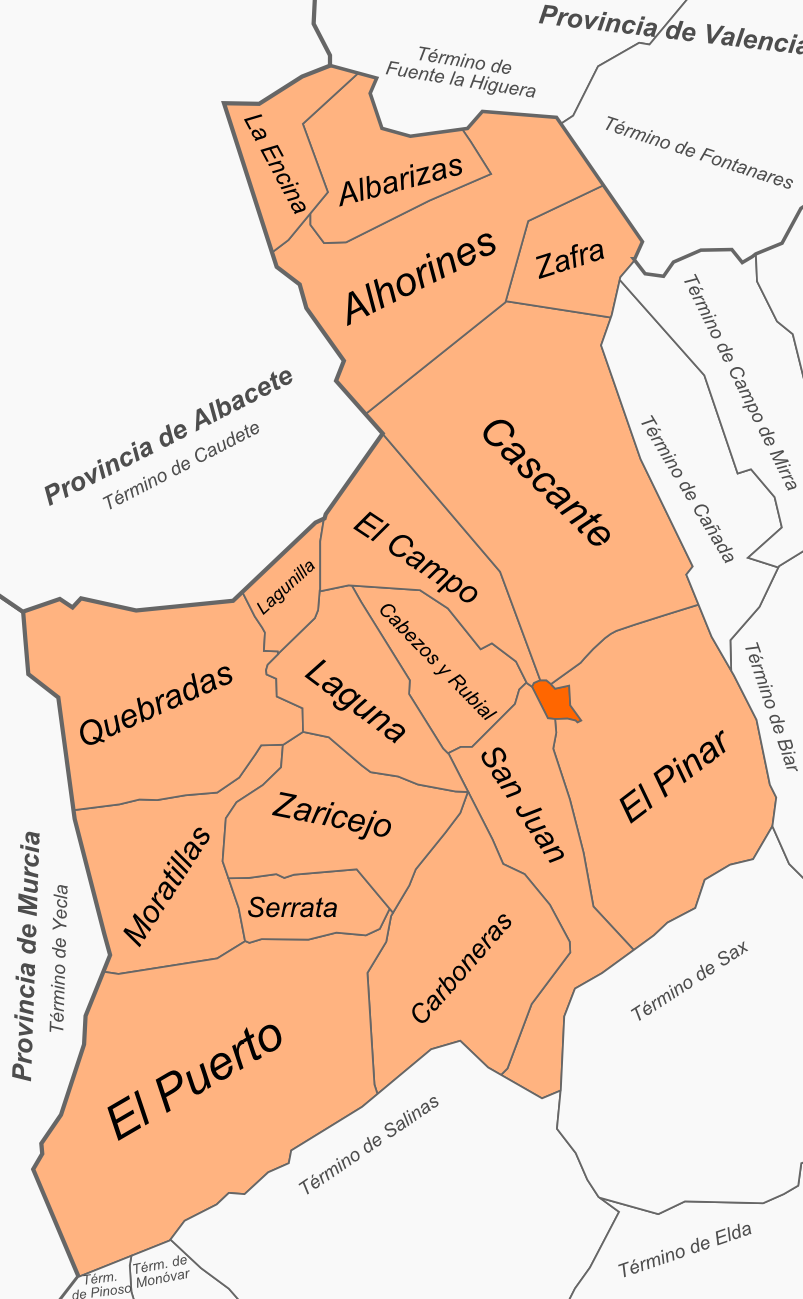
División tradicional de las partidas rurales, anterior a la Guerra Civil

Villena cuenta con una población de 34 385 habitantes (INE 2024).
| Gráfica de evolución demográfica de Villena entre 1842 y 2021                                                       |
| |
| Población de derecho según los censos de población del INE Población de hecho según los censos de población del INE |

En 2019, el municipio contaba con 33 964 habitantes empadronados, según cifras oficiales del INE. La gran mayoría de la población vivía en la ciudad de Villena, y el resto en unidades poblacionales, algunas de las cuales son consideradas como pedanías, que se encuentran esparcidas por el amplio término municipal. Según el nomenclátor de 2012, la población del municipio se reparte en las siguientes entidades singulares de población:
La población de Villena lleva creciendo de manera sostenida desde mediados del siglo XIX, debido principalmente al desarrollo industrial, que ha contribuido a mantener la población de Villena y a que siga siendo uno de los grandes núcleos urbanos del interior valenciano. Durante las décadas de 1960 y 1970, gracias al aumento de fábricas de calzado, la ciudad recibió inmigrantes de otras provincias, sobre todo Ciudad Real, Albacete, Granada y Almería. Aunque el crecimiento demográfico se ralentizó tras el éxodo rural español, en los últimos años el crecimiento demográfico se ha reforzado por la llegada de inmigrantes iberoamericanos y magrebíes.

#### Migración
En 2004 la concejalía de Inmigración de la ciudad creó el Plan de Integración de la Inmigración en Villena, que marcaba las directrices para integrar a la creciente población inmigrante de la ciudad en todos los ámbitos y así pudieran convivir en plano de igualdad con el resto de la población de la ciudad. A raíz de este plan se pusieron en marcha varios proyectos, como la feria Humana o la Semana Intercultural, que en 2009 celebró su quinta edición y se ha convertido en un referente de este tipo de eventos.
Villena ha sido sede del encuentro de distintas asociaciones de la Comunidad Valenciana para coordinar esfuerzos en materia de integración, así como de conferencias y cursos relacionados con esta área. Además, en 2009 fue sede de la Muestra Internacional de Cine y Derechos Humanos.
La población extranjera empadronada suma 3054 habitantes, representa un 8,67 %, muy inferior a la media provincial y estatal, siendo las nacionalidades más numerosas la marroquí (599 habitantes), la rumana (221), la búlgara (255), la ecuatoriana (686) y la colombiana (471).

### Urbanismo

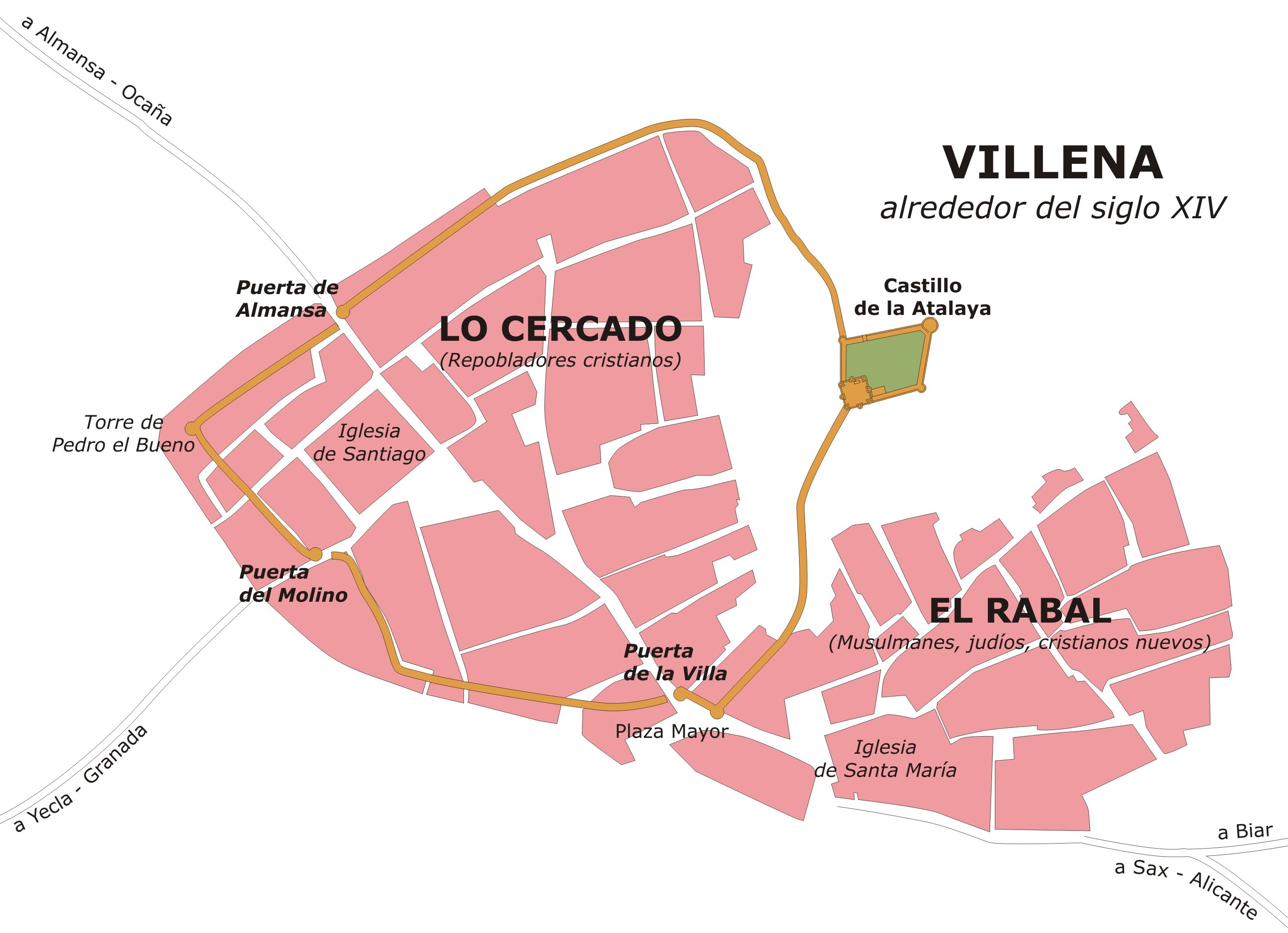
Reconstrucción hipotética de la planta de Villena alrededor del

Determinar el origen urbanístico del núcleo de Villena no es tarea fácil, dado que los datos anteriores al siglo XIII son muy escasos y las excavaciones arqueológicas no han sido concluyentes. Las teorías más aceptadas afirman que, o bien el núcleo apareció en los últimos periodos de la época visigoda o bien se conformó a partir de la conquista árabe. En cuanto a su localización, se cree que el núcleo andalusí más antiguo se encontraba en la zona del actual barrio del Rabal que se extiende al oeste de la iglesia de Santa María, bajo cuyo solar debió hallarse la mezquita. Esta idea se refuerza por los hallazgos de viviendas de labranza del siglo XII y XIII que se han hallado en diversos puntos alrededor de la iglesia de Santiago, que fue el centro de la ciudad cristiana, lo cual parece indicar la existencia de un asentamiento rural situado unos 200 metros al norte del casco principal.
Los nuevos pobladores cristianos que fueron llegando a Villena desde el momento de la conquista cristiana se establecieron alrededor de la actual iglesia de Santiago, como demuestra el tipo de urbanismo ortogonal con las calles dispuestas en posición radial formando manzanas regulares con una parcelación clásicamente medieval. El centro de la ciudad se trasladó a esta área, que posteriormente se amuralló por orden de don Juan Manuel. Así pues, el antiguo núcleo árabe se convirtió en un arrabal del nuevo núcleo amurallado cristiano (de ahí el nombre de Rabal que sigue teniendo hoy día) y allí se concentró la población musulmana, judía y de cristianos nuevos. El eje entre los dos espacios de población sería la plaza Mayor, en la cual se celebrarían los mercados, en cuyas inmediaciones se hallaba el pósito y donde se celebraban los concejos, al pie de una torre de la llamada Puerta de la Villa, que posteriormente sería conocida como torre del Orejón.

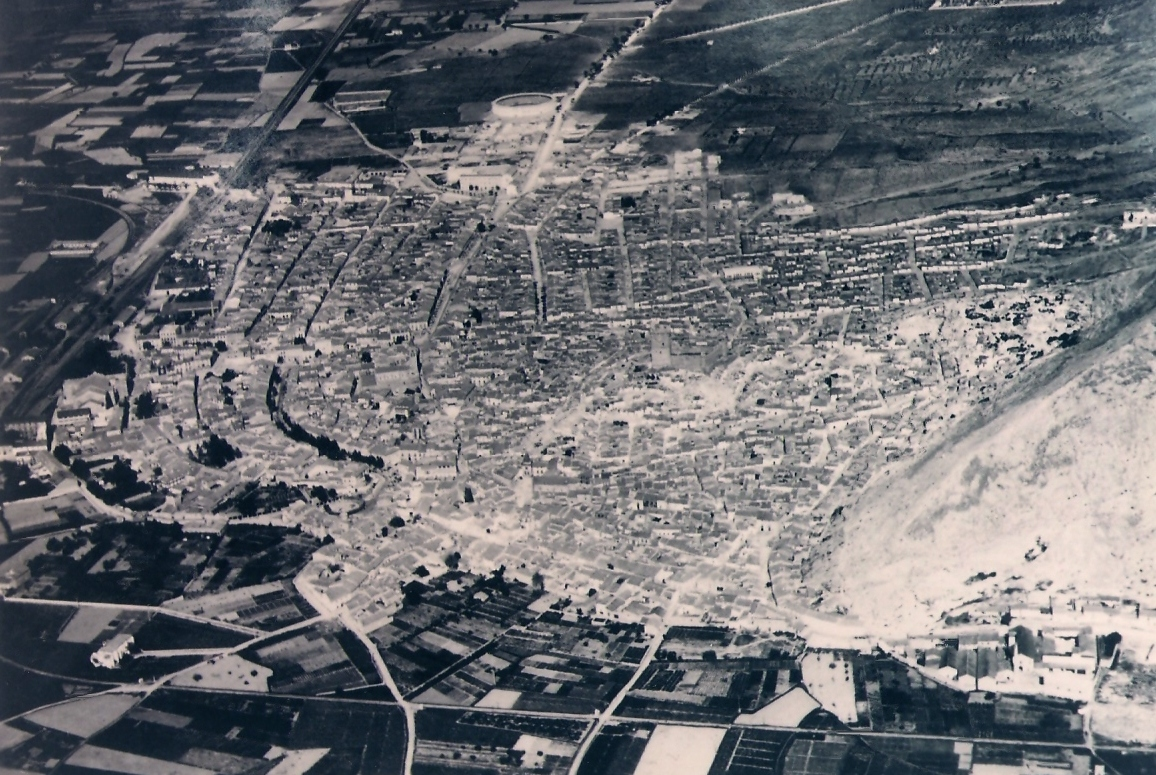
Vista aérea de Villena en 1933. A la derecha se distingue la mole de la Sierra de la Villa, sobre cuyas faldas se extiende el casco antiguo. En el centro de este último, sobre un cerro se alza el Castillo de la Atalaya. Al sur, entre los cultivos, se puede apreciar el trazado del ferrocarril VAY y, más al norte, a pies del castillo se alza la iglesia de Santa María y algo al NO la de Santiago. A su izquierda se ve el trazado arbolado de la calle Corredera, y más a la izquierda el Teatro Chapí, el parterre y las estaciones del ferrocarril, entre las cuales destaca el trazado de la MZA. Al norte se extiende el ensanche, con un plano más radial y vertebrado en torno a la calle de San Sebastián (actual avenida de la Constitución). Al final del casco urbano destaca el conjunto de la iglesia de María Auxiliadora y el colegio de Salesianos y, en el límite norte, la plaza de Toros, inaugurada en 1924

A finales del siglo XVIII Villena ya no tenía murallas. El geógrafo español Bernardo Espinalt nos la describe así en su Atlante español:

La antigua ciudad de Villena está situada en una espaciosa campiña, [...] à catorce leguas de Murcia, su Capital. Es Ciudad abierta; y aunque en lo antiguo tenía tres Puertas, en el día se puede entrar por muchas partes, por estar caídas las Murallas; pero se conserva una, llamada de la Villa, sobre la que está colocada la Torre del Relox: [...] Se conoce ser muy antigua por la Arquitectura del Castillo, que aún se conserva en lo más alto de una Sierra intrincada, que era Atalaya en tiempo de los Moros. [...] Tiene quatro plazas, catorce calles principales, diversas callejuelas, y dos mil vecinos, dividos en dos Parroquias. [...] [Tiene] otro Convento de Agustinos Calzados de la Provincia de Andalucía, que está distante una lengua de la Ciudad, en donde hay colocada una Imagen de nuestra Señora de las Virtudes, Patrona de esta Ciudad; un buen Hospital, y doce Hermitas, y varios Paseos. [...] Hay dentro de la Ciudad varias fuentes, y entre otras, la del Chorro, la de la Escuela, y la del Maestro, cuya agua pasa por debajo de un Puente, que es el paso del camino carretero de Madrid, Valencia, Cataluña, Aragón, Alicante y las Andalucías [...].

En verano de 1888 se derribó por insegura, aunque con una considerable oposición popular, la torre del Orejón, que había sido todo un símbolo de la ciudad desde hacía varios siglos. Con el derribo, se eliminó el último lienzo de muralla que quedaba en la ciudad y se ensanchó la calle Mayor, una de las principales arterias de la ciudad en aquellos años. El crecimiento posterior de la ciudad se hizo principalmente hacia el norte, a lo largo de la carretera de Madrid, y entre los espacios vacíos que quedaban entre el núcleo histórico y la línea del ferrocarril MZA inaugurada en 1858. La apertura a finales del siglo XIX del ferrocarril VAY limitó el crecimiento por el sur y el este, que a partir de este momento se concentró casi exclusivamente hacia el norte.
En la segunda mitad de la década de 1940 tuvieron lugar las obras de adoquinado y alcantarillado de las principales calles de la ciudad, incluyendo el adoquinado total de la llamada Puerta de Almansa (cruce de calles donde estuvo situada esta puerta) hasta la plaza María Auxiliadora. En 1954 se construyó el barrio de la Constancia, preludio de la gran explosión demográfica que tuvo lugar a partir de la década de 1960, debido a la llegada de mano de obra, sobre todo de Ciudad Real, Albacete, Granada y Almería. Así pues, entre 1960 y 1970 la superficie urbana creció sobre un 20 % y la construcción de viviendas aumentó en un 650 %. En 1961 se construyó el barrio de San Francisco de Asís a fin de ofrecer viviendas a los sectores más castigados económicamente. Este hecho hizo que fuera llamado popularmente «poblado de absorción» y actualmente se le conozca como «el Poblao» (sic). La supresión del ferrocarril de vía estrecha de Cieza a Alcoy permitió a mediados de los sesenta el ensanche de Villena en dirección al sur.
El aumento de la población, así como el cada vez mayor parque móvil, provocó un gran aumento de tráfico en el centro de la ciudad, lo que provocó que en 1978 se excavara un túnel en la sierra de la Villa a fin de construir una variante a la carretera N-330, precursora de la actual autovía A-31, una de cuyas calzadas circula por el mismo túnel. Uno de los principales problemas urbanísticos que se ha venido dando desde entonces es la compresión del casco urbano entre la línea del ferrocarril y la autovía, que ha hecho adoptar a la ciudad una forma alargada que provoca grandes problemas de tráfico en el centro de la ciudad. Esto ha producido que, al menos desde 1988, se haya hecho una propuesta de soterramiento de las vías, reclamación que sigue vigente en la actualidad.

#### Principales calles y plazas

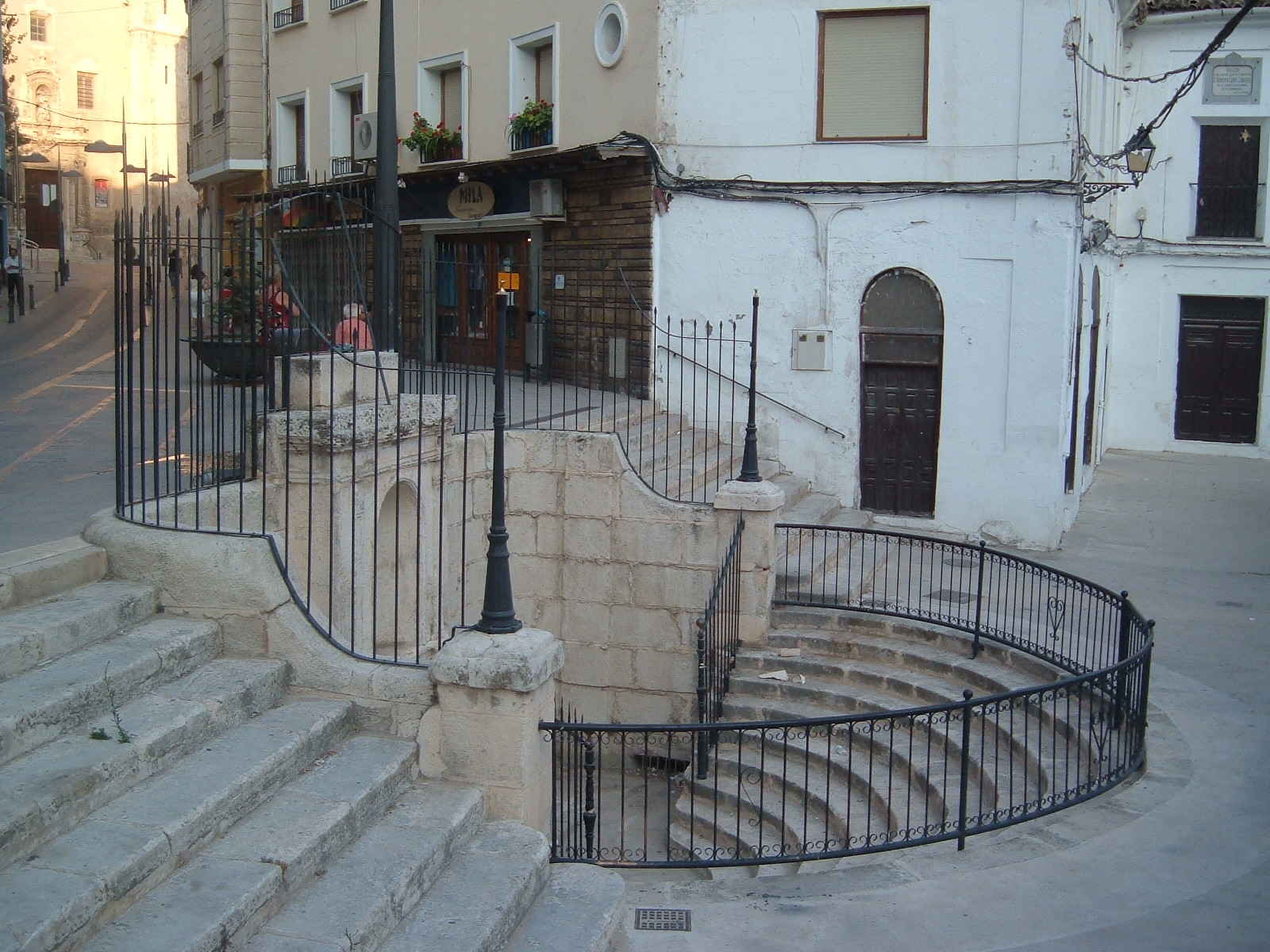
Fuente decimonónica de la plaza Mayor

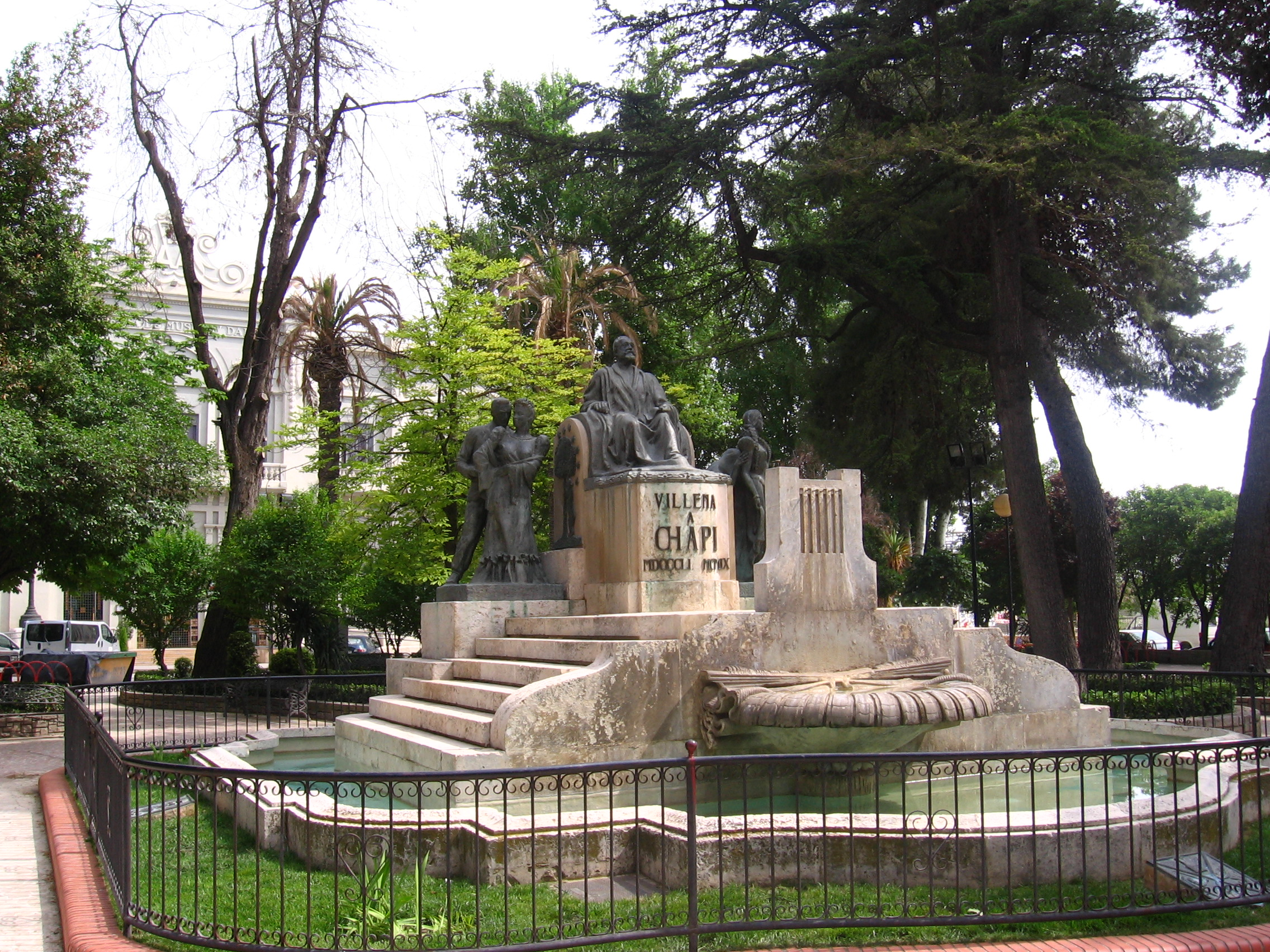
Monumento a Chapí

- Plaza de Santiago: constituye el espacio urbano más representativo del casco histórico de Villena. De trazado irregular, en torno a ella se concentran la iglesia de Santiago, de estilo gótico; el palacio municipal, renacentista; la casa Selva, decimonónica; y la casa de la Cultura, postmodernista.
- Plaza Mayor: sigue la tradición de las plazas mayores españolas. Originalmente fue un espacio abierto para reuniones del concejo municipal, hasta que en 1560 este decide edificar en el ángulo norte de la plaza el Almudí. Del siglo XIX data la fuente y alberca semicircular.[106] Está incoada como monumento perteneciente al conjunto histórico-artístico del casco antiguo de Villena, aunque en 1977 se iniciaron trámites de desincoación para declararla Monumento Histórico-Artístico.[107]
- Plaza de las Malvas: situada al oeste de la Corredera, esta plaza presenta una solución de acceso mediante calles junto a las esquinas. Se conservan edificios del siglo XVIII, de estructura barroca, con un intenso cromatismo en los revoques de las fachadas. La edificación más importante de la plaza es la casa-palacio de la familia Mergelina. A pesar de las sucesivas actuaciones urbanísticas que ha sufrido, la plaza todavía conserva un cierto sabor barroquizante.
- Monumento a Ruperto Chapí: está situado en el paseo de Chapí y lo construyó en 1947 el escultor villenense Antonio Navarro Santafé. Está presidida por una escultura sedente de Chapí, al que rodean figuras alegóricas de dos obras suyas: La bruja, a su izquierda y La Revoltosa, a su derecha. En el año 1998, debido al notable deterioro de la piedra, se sustituyó por la réplica actual en bronce. La escultura original preside el vestíbulo del teatro Chapí.

#### Parques y jardines
- Paraje de las Cruces: está situado en la umbría de la sierra de la Villa, en una vertiente bastante escarpada, cubierta con repoblaciones de pino blanco y algunas sabinas dispersas. En este lugar existía una ermita, de la que se conservan tres cruces que dan el nombre al paraje. Existe un mirador desde el que se puede observar una de las más típicas panorámicas de la ciudad y el castillo de la Atalaya.

## Economía

### Sector primario

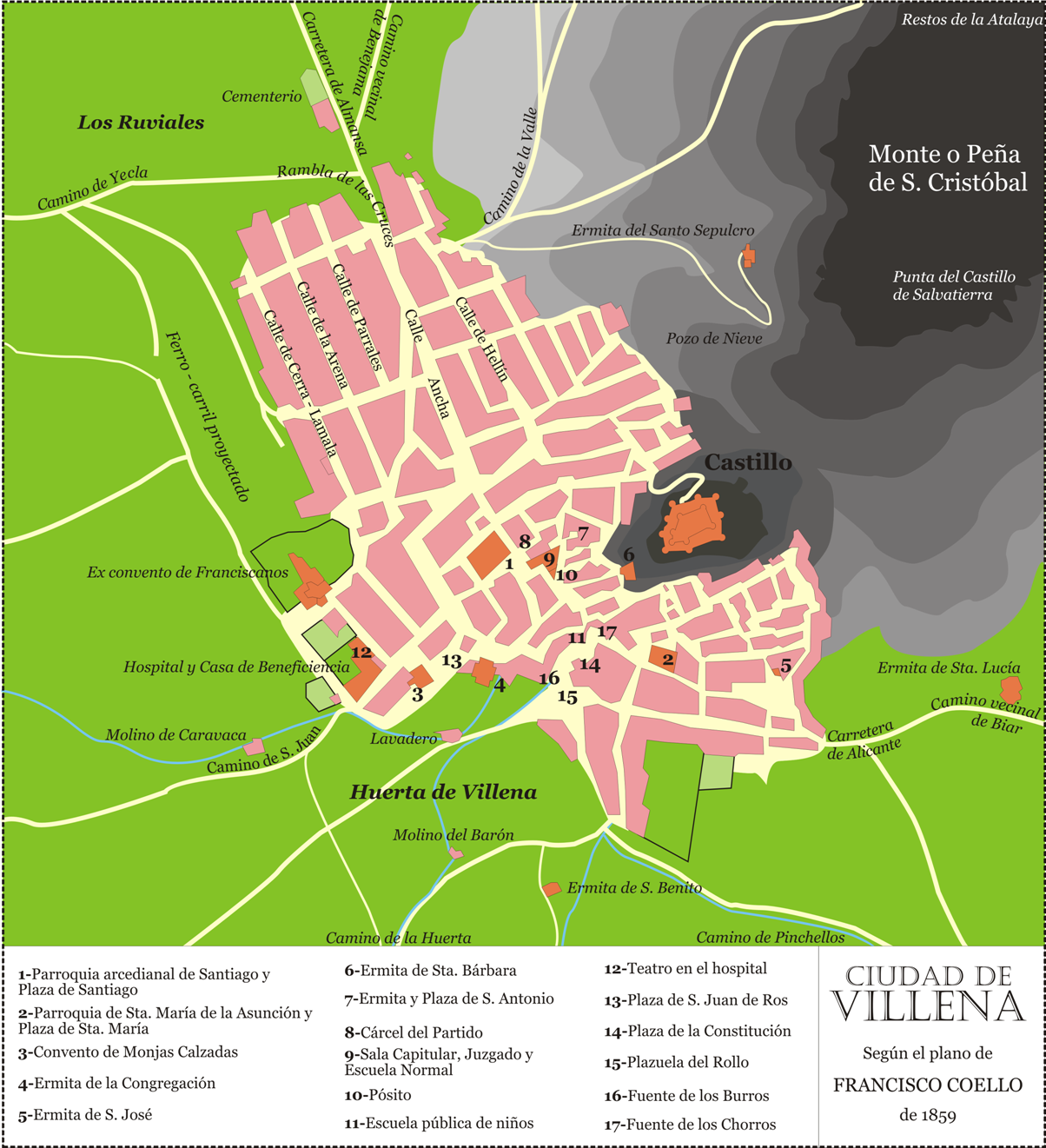
Extensión de Villena en 1859

Fue ya durante la Edad Antigua cuando se generalizó el sistema de cultivos que impone el paisaje local: cereales, olivo, vid y frutales de secano. Estos fueron objeto de comercio desde la Edad Media con las vecinas tierras de Castilla y Valencia. El paisaje agrario impone una ganadería esencialmente ovina, caprina y mular, que debió alcanzar cierto desarrollo en época andalusí. Durante la Edad Media se produjo una intensificación general, especialmente del ganado ovino. A partir del siglo XV hay constancia de la existencia de ganado bovino, caballar y asnal. Importante fue la explotación de las colmenas para obtener miel, al menos desde el siglo VIII, ya que formaba parte de los impuestos que se especificaban en el pacto de Teodomiro, y su utilización se intensificó sobre todo hasta el siglo XIX.
El desarrollo del regadío llegó a principios del siglo XVIII con la redacción de dos ordenanzas sucesivas con una exhaustiva reglamentación. En 1803, la desecación de la laguna aumentó las posibilidades de contar con tierras regadas. Los cambios del siglo XIX, principalmente la desvinculación de las desamortizaciones eclesiástica y civil, apuntaron a un importante traspaso de las tierras del clero, los municipios y la pequeña nobleza a elementos de la burguesía autóctona y forastera. La vid ocupaba en 1775 un total de 1088 hectáreas y el vino se vendía en Murcia y Madrid o bien se embarcaba en Cartagena y Alicante con destino a Francia y América, mientras que otra parte se convertía en aguardiente. Este proceso de concentración burguesa de la propiedad facilitó en la segunda mitad del siglo XIX el desarrollo capitalista, con el cultivo de productos comerciales, como la vid, las hortalizas, los frutales y, en menor medida, el olivo. Para esa expansión, también jugó un papel muy importante el ferrocarril Madrid-Alicante. A finales del siglo XIX la vid ocupada una extensión de 9000 hectáreas, pero la cantidad se redujo a 8000 después de las diversas crisis de filoxera. La economía de Villena fue básicamente agraria hasta la década de 1950.
El sector agrario, basado tradicionalmente en las abundantes aguas, vio como estas descendían notablemente debido a la sobreexplotación de los acuíferos a lo largo del siglo XX. En 1972, tan solo 1630 personas se dedicaban a la agricultura en Villena. La superficie cultivada ha disminuido de 19 700 hectáreas en 1975 a 14 100 en 2003, de las que 5200 están en riego y el resto en secano. La vid, a la que en 1945 se dedicaban 8000 hectáreas sigue siendo, con 4185, el cultivo más extendido, seguido por los cereales (3600), el olivo (2575) y el almendro (1258). Han seguido teniendo cierto peso los cultivos de productos hortícolas: zanahorias, espinacas, lechugas, coles, etc. y frutas: manzanas, cerezas, peras, y ciruelas, entre otras.

### Sector secundario
Las salinas del término habían sido explotadas desde la Edad del Bronce y fueron propiedad real durante la práctica totalidad de la Edad Media hasta finales del siglo XVIII. Ya en el siglo XVII se desarrollaron, junto con la actividad agraria, actividades industriales ligadas a ella: molinos harineros, textiles de fibras vegetales y destilerías. La industria de la primera mitad del siglo XX estaba basada en la fabricación de lienzos y colchas de lana, así como en vinos, aguardientes y aceite. También había un sector dedicado a la producción de calzado (alpargatas de esparto y yute) que empezó a derivar hacia el calzado de niño en la década de 1950.
El fuerte peso que adquirió el elemento asalariado y jornalero a principios del siglo XX condujo a una importante difusión del anarquismo y del socialismo con una actuación clara en momentos precisos como la huelga general de 1917, al arrancar los obreros las vías férreas y cortar las comunicaciones telegráficas y telefónicas así como el suministro eléctrico, causando así heridos y muertos. Esta actitud no varió en la Segunda República, ya que durante la Guerra Civil, en Villena se desarrolló una experiencia única en toda la Comunidad Valenciana al crearse el C.R.E.S., un organismo económico, integrado por elementos de la UGT y la CNT, que administraba la socialización de todos los bienes intervenidos en las diversas actividades productivas y de distribución. El periodo franquista supuso una desmovilización general de la población obrera a través de la Organización Sindical, que en Villena contó con una de sus sedes comarcales y con gran actividad centrada en la formación profesional, actuación de Educación y Descanso y creación de diferentes servicios.

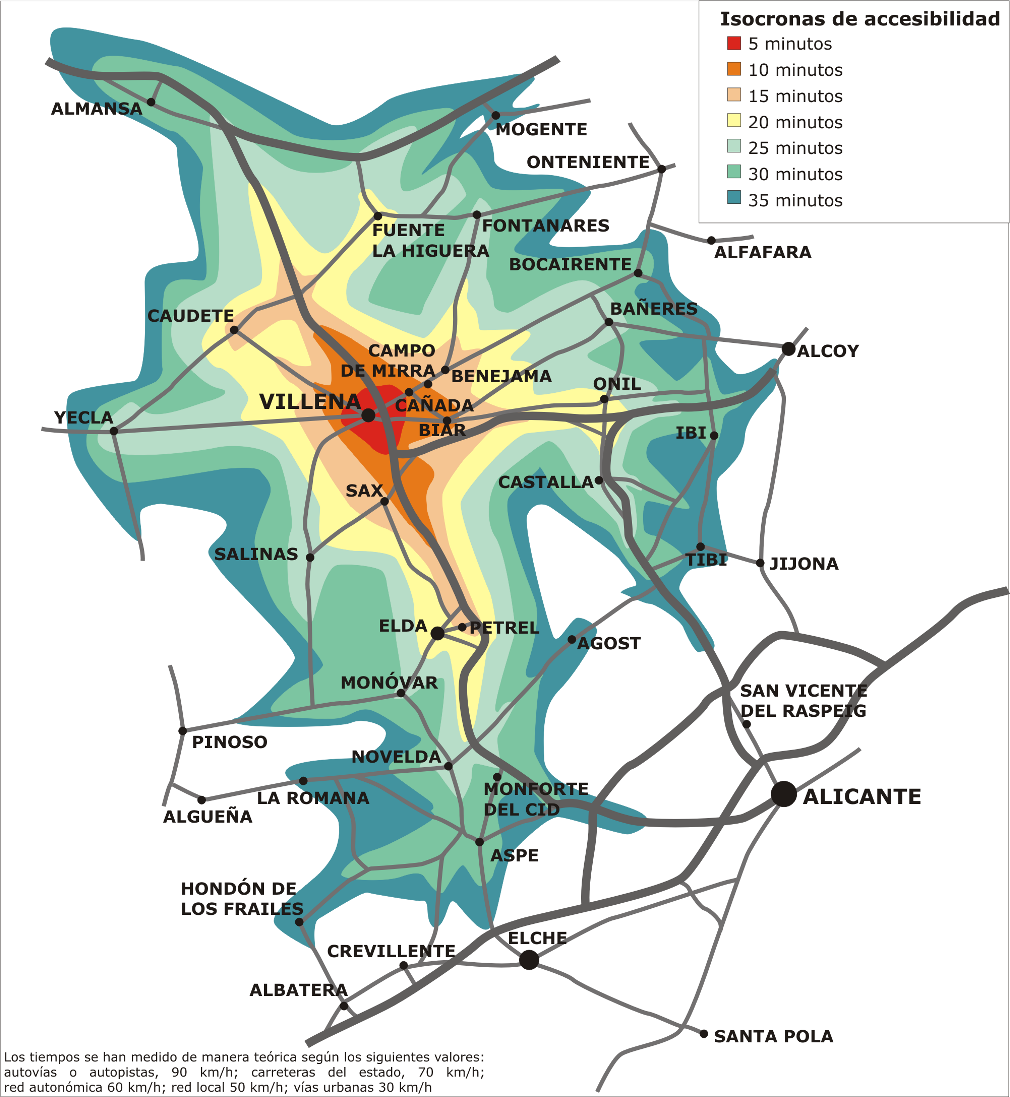
Isócronas de accesibilidad por carretera. Nótese el área de influencia de Villena en las zonas más rápidamente accesibles y la competencia hacia el sur y el este con centros de atracción como Elda-Petrel, Alcoy o Elche

El desarrollo industrial de Villena en la segunda mitad del siglo XX se centró, aparte de las actividades de consumo local, en el sector del calzado, así como en el mueble y el textil y posteriormente la construcción, lo cual ha contribuido a explicar el progresivo crecimiento demográfico, con una fuerte atracción migratoria. Ya en 1972 las principales actividades económicas eran: el calzado, que empleaba a 3500 personas en 150 empresas, la construcción, que empleaba 730 en 70 empresas y los transportes, que empleaban a 450 personas.
A principios del siglo XXI, la principal industria de Villena seguía siendo el calzado (infantil en su 90 %), constituyendo el 5 % de la producción nacional de calzado. Sin embargo, en los últimos años vio reducido su peso por el aumento de pequeñas y medianas empresas auxiliares de la construcción (pavimentos, revestimientos, ladrillos, electricidad, etc.), impulsadas por el aumento de la construcción tanto en la costa como en las zonas cercanas de interior. Este sector es el que se ha visto más afectado por la crisis económica. Por su parte, conservan su relevancia las industrias del mueble, el textil, las cárnicas, las artes gráficas y la artesanía, tomando una gran relevancia a nivel regional el surgimiento de una verdadera industria artesana en esta ciudad conocida como "artesanía festera", relacionada con las Fiestas de Moros y Cristianos. En cuanto a la industria agroalimentaria, aglutina un conjunto de industrias transformadoras de los productos para su posterior comercialización, predominando la producción de vino a partir de uva monastrell, de gran rendimiento cara a la vinificación por su color y su alto grado alcohólico (14-15 grados).

### Sector terciario
Desde la Edad Media el desarrollo comercial se ha visto facilitado por una serie de privilegios y por la celebración de ferias, aunque la verdadera expansión comercial vino favorecida por la apertura del ferrocarril Madrid-Alicante en 1858 y de los Ferrocarriles de Villena a Alcoy y Yecla en 1884.
El sector servicios era a principios del siglo XXI el principal motor económico, constituyendo el 71 % de las actividades comerciales de la ciudad en 2001. Estas se encuentran principalmente en torno al comercio de confección, calzado, electrodomésticos, y a las actividades profesionales como las asesorías, las agencias inmobiliarias y la administración, etc. Así pues, Villena es el centro económico de la comarca, aunque también de otras localidades más distantes como Bañeres, Fuente la Higuera y Caudete. Sin embargo, para localidades algo más alejadas, compite fuertemente con otros centros de atracción económica como Elda-Petrel y Alcoy.
En cuanto al turismo, el 20 de diciembre de 2010, se inauguró un Centro de Recepción de Visitantes enfrente del castillo de la Atalaya. Este proyecto se enmarca en el Plan de Dinaminación del Producto Turístico de Villena, aprobado en 2006 que tiene la finalidad de aumentar el número de visitantes. El 7 de julio de 2006, Villena fue declarado «municipio turístico» por la Generalidad Valenciana.

## Símbolos

### Títulos
Villena ostenta la categoría histórica de ciudad, con los títulos de «Muy Noble, Muy Leal y Fidelísima». De los Manueles obtuvo el título de «villa» y los de «Muy Noble y Muy Leal» en fecha incierta. Fue Carlos V quien le concedió el título de «ciudad» en 1525, como agradecimiento a la ayuda que había prestado la entonces villa a sus abuelos, los Reyes Católicos. Tras la Guerra de Sucesión, en la que Villena luchó a favor de Felipe V, este le otorgó el título de «Fidelísima».

### Escudo
El escudo de Villena se lleva utilizando de manera tradicional desde, al menos, 1477 aunque no se estandarizó hasta el 27 de noviembre de 2010. El diseño oficial, realizado por profesores en heráldica y catedráticos encabezados por Inocencio Galindo, se ratificó el 4 de octubre de 2012 y tiene la siguiente descripción:

Dividido en aspa con un quinto cuartel circular sobre el todo. En el primer cuartel, de azur, hay un castillo de oro y donjonado de tres torres, aclarado de gules y mazonado de sable mientras que en el segundo, de plata, se ve un león rampante de púrpura linguado y uñado de gules. En el tercer cuartel, de gules, se aprecia una mano de plata armada de una espada de plata sumada de medio vuelo de oro y en el cuarto, de oro, hay tres árboles al natural arrancados y terrazados. En el quinto cuartel, de azur con filiera de plata, se observan dos peces encontrados de plata en palo.

Tales símbolos, por su parte, tienen su origen en diversos acontecimientos históricos. El castillo del primer cuartel recuerda su pertenencia histórica a la Corona de Castilla, mientras que el león del segundo cuartel y la mano alada del tercero son herencia del infante don Juan Manuel, señor de la ciudad. Los tres pinos del cuarto cuartel y el estanque del quinto hacen referencia a la laguna de Villena o la Fuente del Chopo, antiguamente las mayores fuentes de riqueza de la ciudad, la primera como salinas y la segunda como fuente de agua dulce. La corona es en recuerdo del marquesado de Villena.
Hasta que se hizo oficial, existieron distintas versiones según las legislaturas, así como cierta polémica en cuanto a la posición y a dónde han de mirar los cuarteles segundo y tercero.

## Administración y política

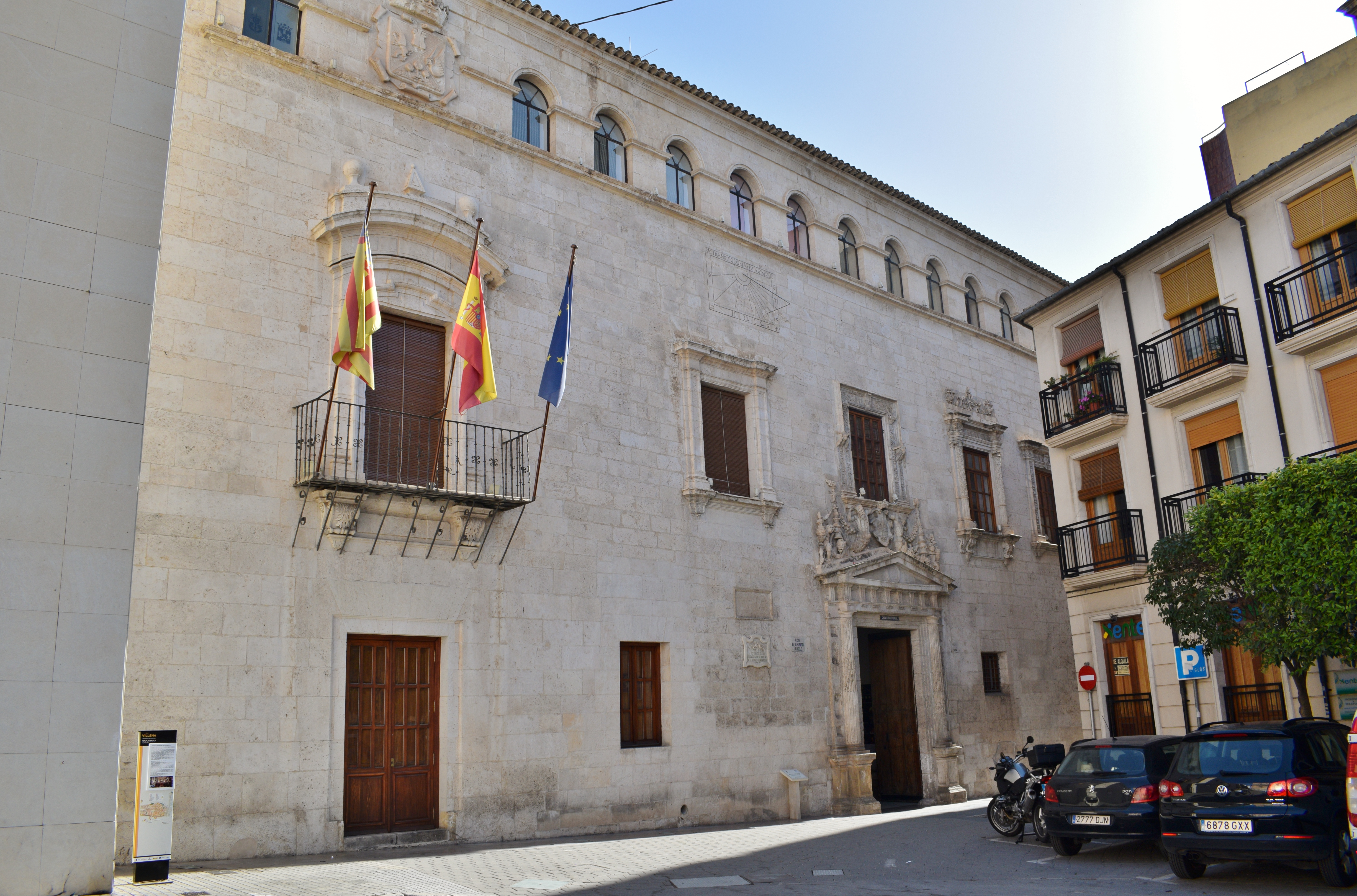
Ayuntamiento de Villena

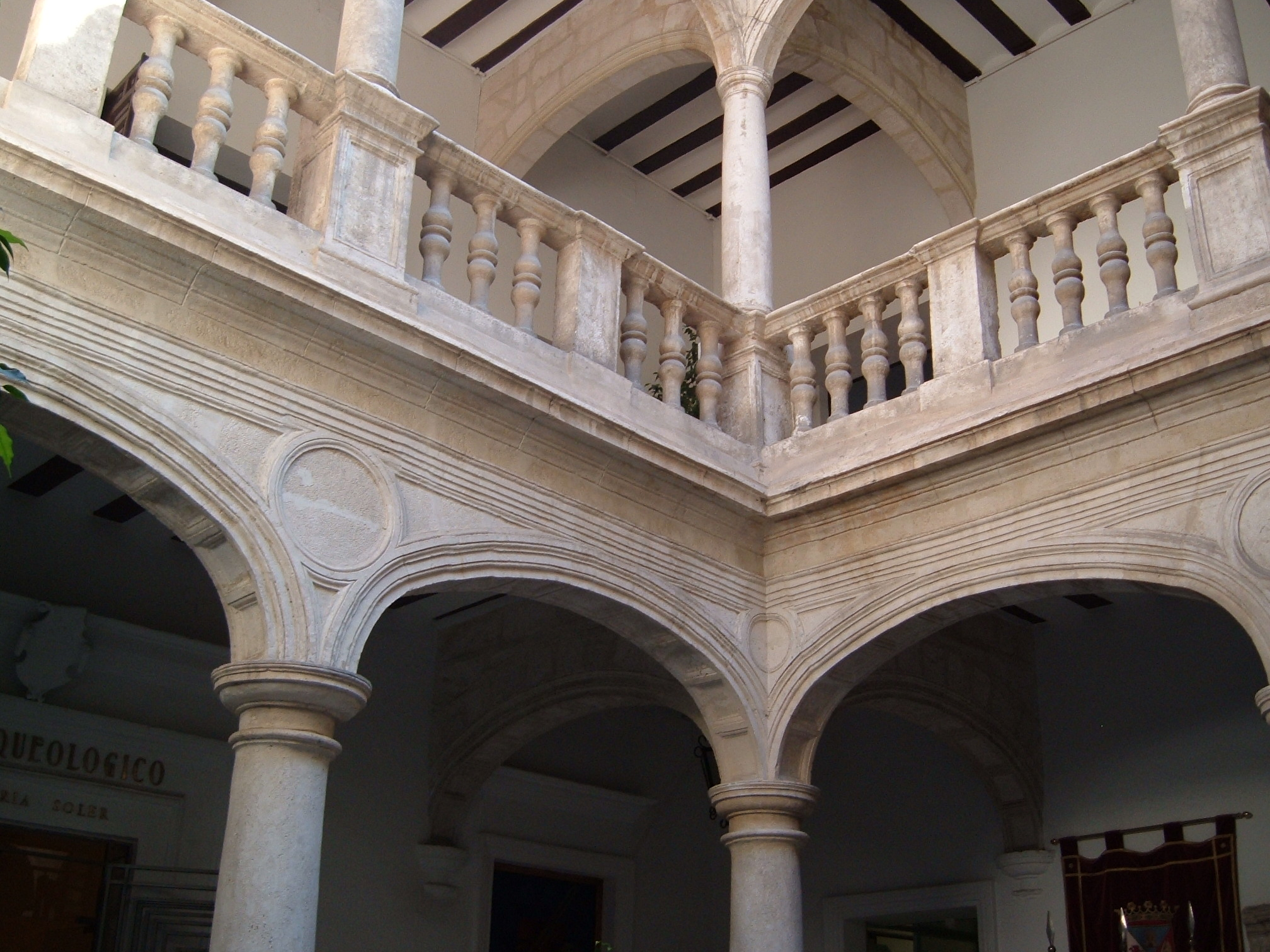
Patio del palacio municipal, formado por arcos carpaneles sobre columnas toscanas

### Gobierno municipal
Villena es gobernada por una corporación local formada por 21 concejales elegidos cada cuatro años por sufragio universal que a su vez eligen un alcalde. El censo electoral está compuesto por todos los residentes empadronados en Villena mayores de 18 años y nacionales de España y de los otros países miembros de la Unión Europea. Según lo dispuesto en la Ley del Régimen Electoral General, que establece el número de concejales elegibles en función de la población del municipio, la corporación municipal de Villena está formada por 21 concejales. La sede actual del ayuntamiento villenense está en el palacio municipal, edificio del siglo XVI situado en la plaza de Santiago, en el centro de la ciudad, aunque tiene diversas dependencias repartidas en otras localizaciones debido a la falta de espacio en el edificio. El ayuntamiento de Villena está actualmente presidido por Fulgencio José Cerdán, del PSPV-PSOE.
| Periodo   | Nombre                           | Partido | Partido                                         |
| --------- | -------------------------------- | ------- | ----------------------------------------------- |
| 1979-1983 | Ramón Navarro Díaz               |         | Partit Socialista del País Valencià (PSPV-PSOE) |
| 1983-1995 | Salvador Mullor Menor            |         | Partit Socialista del País Valencià (PSPV-PSOE) |
| 1995-2003 | Vicente Rodes Amorós             |         | Partido Popular (PP)                            |
| 2003-2007 | Vicenta Tortosa Urrea            |         | Partit Socialista del País Valencià (PSPV-PSOE) |
| 2007-2011 | Celia Lledó Rico                 |         | Partido Popular (PP)                            |
| 2011-2019 | Francisco Javier Esquembre Menor |         | Els Verds del País Valencià (EVPV)              |
| 2019-act. | Fulgencio José Cerdán            |         | Partit Socialista del País Valencià (PSPV-PSOE) |

| Partido político                                | 2023  | 2023  | 2023       | 2019  | 2019  | 2019       | 2015  | 2015  | 2015       | 2011  | 2011  | 2011       | 2007  | 2007  | 2007       |
| Partido político                                | Votos | %     | Concejales | Votos | %     | Concejales | Votos | %     | Concejales | Votos | %     | Concejales | Votos | %     | Concejales |
| Partido Popular (PP)                            | 6815  | 39,98 | 9          | 5053  | 29,34 | 7          | 4720  | 26,63 | 7          | 8246  | 44,01 | 10         | 9656  | 50,17 | 12         |
| Partit Socialista del País Valencià (PSPV-PSOE) | 5899  | 34,60 | 8          | 4504  | 26,15 | 7          | 2257  | 12,73 | 3          | 3303  | 17,63 | 4          | 5758  | 29,92 | 7          |
| Compromís                                       | 2478  | 14,53 | 3          | 3622  | 21,03 | 5          | —     | —     | —          | —     | —     | —          | —     | —     | —          |
| Vox                                             | 1013  | 5,94  | 1          | 784   | 4,55  | 0          | —     | —     | —          | —     | —     | —          | —     | —     | —          |
| Esquerra Unida del País Valencià (EUPV)         | 590   | 3,46  | 0          | 706   | 4,10  | 0          | 868   | 4,90  | 0          | —     | —     | —          | 523   | 2,72  | 0          |
| Ciudadanos (CS)                                 | —     | —     | —          | 1436  | 8,34  | 2          | 760   | 4,29  | 0          | —     | —     | —          | —     | —     | —          |
| Els Verds del País Valencià (EVPV)              | —     | —     | —          | —     | —     | —          | 8000  | 45,14 | 11         | 4061  | 21,67 | 5          | 1608  | 8,36  | 2          |
| Villena Centro Democrático (VCD)                | —     | —     | —          | —     | —     | —          | 566   | 3,19  | 0          | 2103  | 11,22 | 2          | —     | —     | —          |

### Organización territorial
| Entidad de población                        | Habitantes | Coordenadas                               | Distancia (km) |
| ------------------------------------------- | ---------- | ----------------------------------------- | -------------- |
| Casas de Menor (lugar)                      | 109        | 38°39′48″N 0°54′14″O / 38.66333, -0.90389 | 5,5            |
| La Encina (pedanía)                         | 161        | 38°45′55″N 0°57′07″O / 38.76528, -0.95194 | 16             |
| Las Virtudes (lugar)                        | 270        | 38°37′34″N 0°55′56″O / 38.62611, -0.93222 | 6              |
| La Zafra (barrio)                           | 11         | 38°44′39″N 0°51′06″O / 38.74417, -0.85167 | 18,5           |
| Santa Eulalia (colonia)                     | 16         | 38°34′04″N 0°51′00″O / 38.56778, -0.85000 | 8              |
| Sierra de Salinas (colonia)                 | 2          | 38°31′34″N 0°59′08″O / 38.52611, -0.98556 | 17,5           |
| Villena (entidad) repartidos en los núcleos | 34 325     | 38°38′6″N 0°51′57″O / 38.63500, -0.86583  | -              |
| * Casas de Cabanes y las Fuentes            | 133        | 38°39′07″N 0°53′04″O / 38.65194, -0.88444 | 1,5            |
| * Casas de Jordán                           | 42         | 38°36′29″N 0°54′06″O / 38.60806, -0.90167 | 5              |
| * Cascante                                  | 83         | 38°39′45″N 0°50′54″O / 38.66250, -0.84833 | 4              |
| * Las Chozas                                | 47         | 38°40′09″N 0°55′40″O / 38.66917, -0.92778 | 6,5            |
| * La Gloria                                 | 0          | 38°44′20″N 0°54′24″O / 38.73889, -0.90667 | 12             |
| * El Morrón                                 | 26         | 38°40′22″N 0°52′44″O / 38.67278, -0.87889 | 3,5            |
| * La Puentecilla                            | 74         | 38°37′01″N 0°53′19″O / 38.61694, -0.88861 | 3              |
| * San Bernabé                               | 23         | 38°39′55″N 0°49′52″O / 38.66528, -0.83111 | 4,5            |
| * Las Tiesas                                | 241        | 38°36′49″N 0°49′25″O / 38.61361, -0.82361 | 2              |
| * Villena (ciudad)                          | 33 144     |                                           |                |
| * diseminado                                | 512        |                                           |                |

## Servicios

### Educación

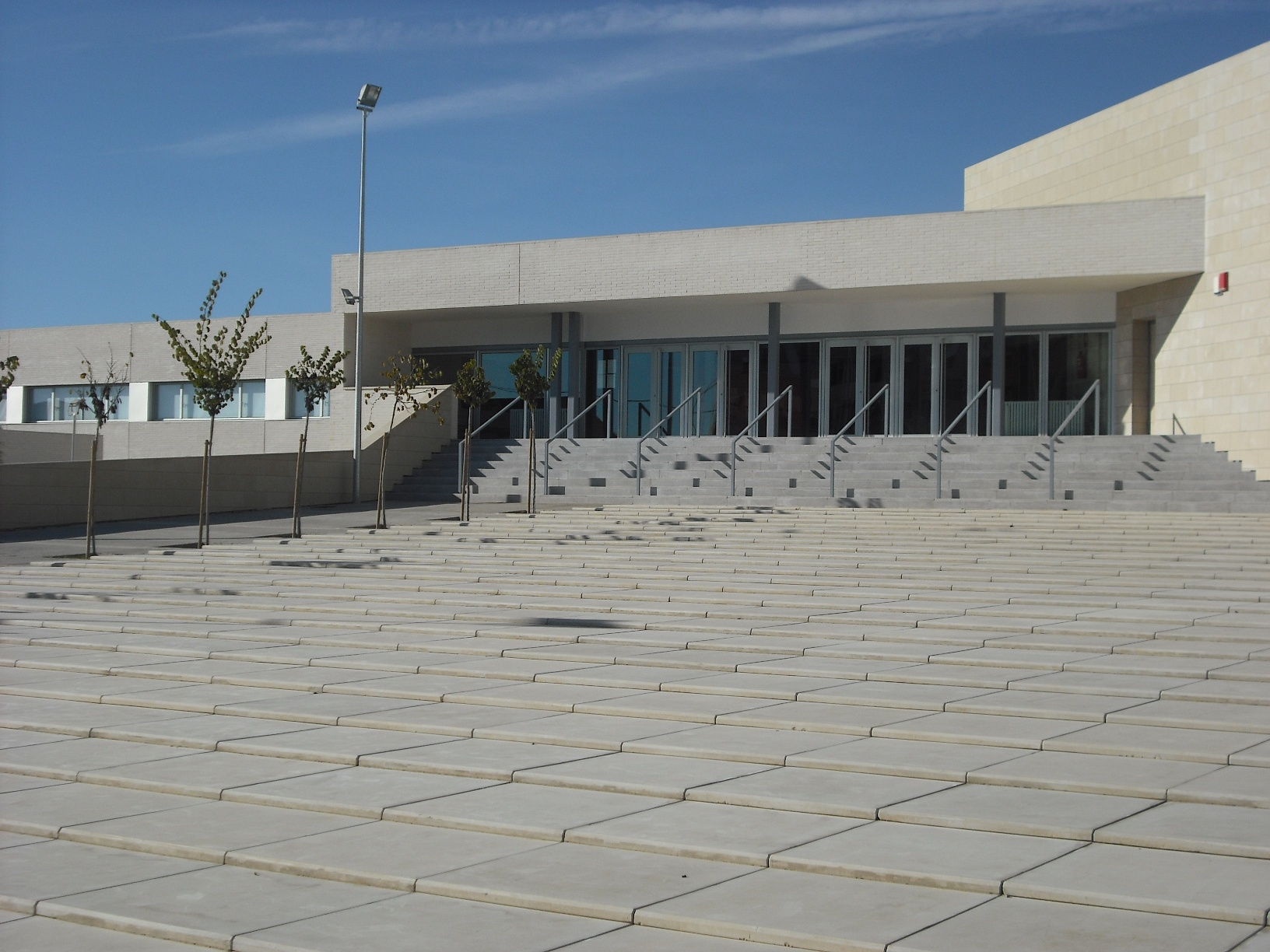
Entrada al IES Las Fuentes

Villena contaba en 2009 con 11 centros de educación primaria, 9 de ellos públicos (1 especializado en educación de adultos) y 3 de ellos colegio concertados, en los cuales es posible cursar la ESO. Desde 1981, la ciudad cuenta también con un centro de educación especial.
En cuanto a la educación secundaria, Villena cuenta desde 2008 con tres institutos de educación secundaria, siendo esta una reclamación histórica de la ciudad, ya que hasta esta fecha los colegios públicos se veían obligados a impartir el primer ciclo de la ESO por falta de aulas en los institutos. En uno de estos, además de la ESO y el Bachillerato se pueden estudiar diversos módulos de FP I y FP II. También existe en la ciudad un conservatorio profesional de música, fundado en 1984, que organiza el concurso de jóvenes intérpretes «Ruperto Chapí» junto con la concejalía de Educación.
Asimismo, desde 2004 funciona la Sede Universitaria de Villena, dependiente de la Universidad de Alicante, que organiza diversas actividades culturales como conferencias, presentación de libros o cursos formativos entre los que destacan los cursos de verano organizados por la Red de Universidades Instituto Joan Lluís Vives.

### Justicia
Villena es la cabeza del partido judicial número 7 de la provincia de Alicante, cuya demarcación comprende a la ciudad más las otras poblaciones de la comarca del Alto Vinalopó: Benejama, Biar, Campo de Mirra, Cañada, Salinas y Sax. En la actualidad dispone de 3 juzgados de Primera Instancia/Instrucción, y el juzgado de Vigilancia Penitenciaria número 3, las dependencias judiciales están ubicadas en la calle Sancho Medina, 13.

### Transporte y comunicaciones

#### Transporte interurbano

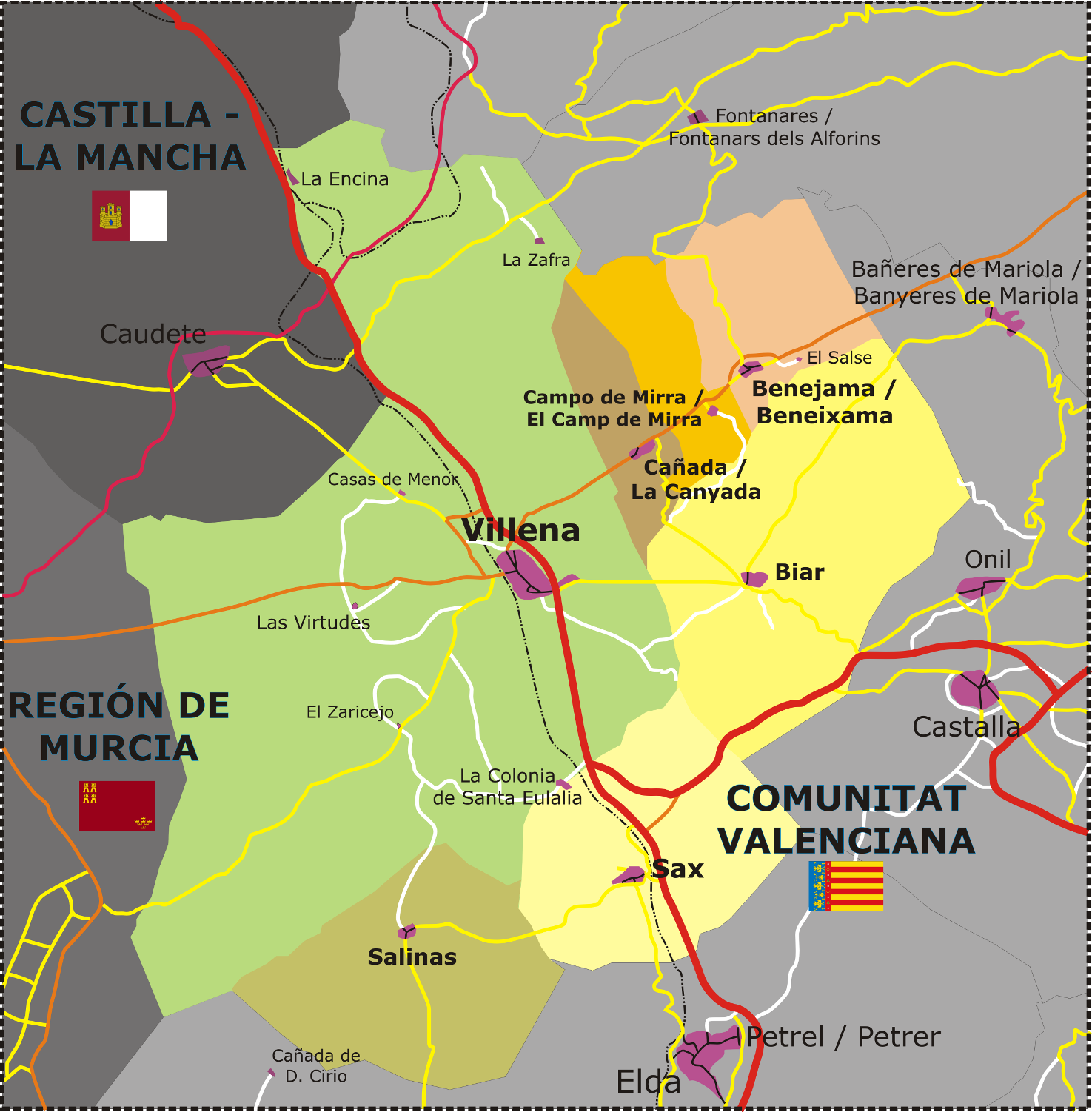
Vías de comunicación de la comarca del Alto Vinalopó

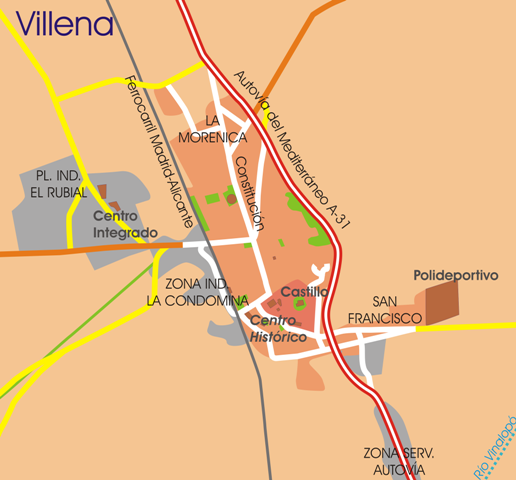
Plano esquemático de la ciudad, con las principales vías de acceso y comunicación.
Zona urbana
Centro histórico
Edificio de interés
Zona verde
Zona industrial
Carretera principal
Carretera secundaria
Autovía A-31
Ferrocarril
Vía verde

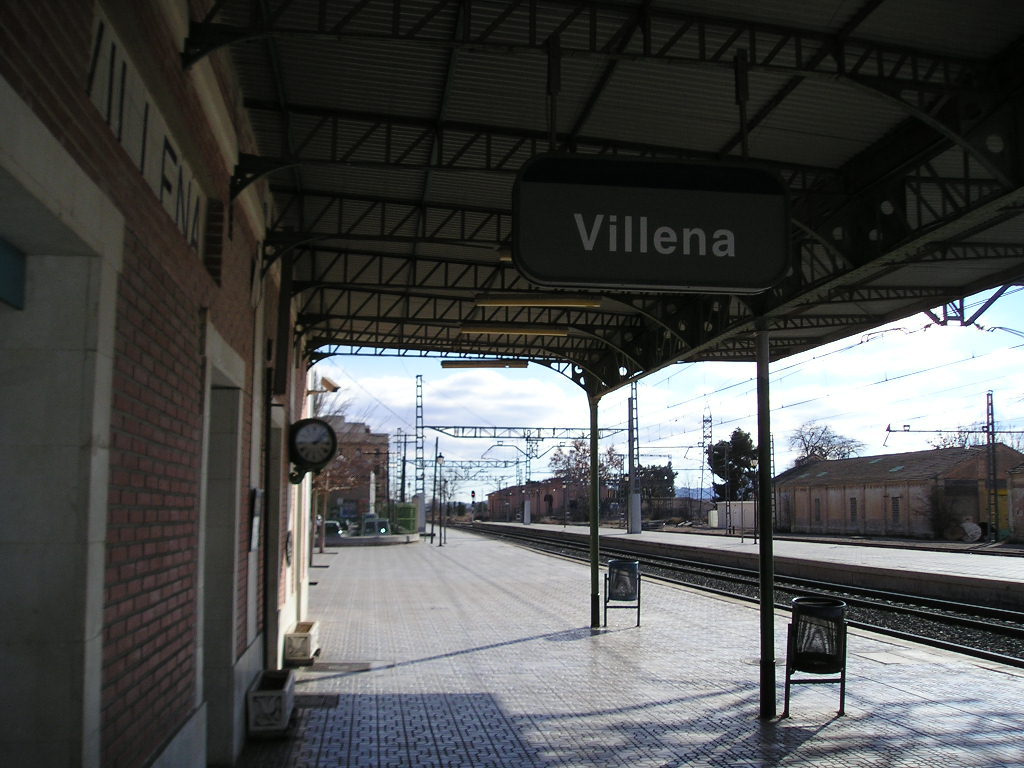
Estación de Villena

| Zona urbana Centro histórico Edificio de interés Zona verde Zona industrial | Carretera principal Carretera secundaria Autovía A-31 Ferrocarril Vía verde |

##### Carreteras
Villena está situada en el enclave conocido como Pasillo de Villena o Corredor del Vinalopó, lo que ha favorecido el desarrollo de unas buenas infraestructuras en las redes de comunicación por autovía, que la unen con la Meseta y la Costa alicantina, así como con Andalucía Oriental, Valencia y Alcoy. Además, a través de una serie de carreteras locales y comarcales, se comunica con los pueblos vecinos que forman la comarca natural del río Vinalopó y con las de la Hoya de Alcoy-Condado de Cocentaina, el Valle de Albaida como también con las poblaciones limítrofes de las provincias de Murcia y Albacete, como son Yecla y Caudete. Así pues, se tarda una media de 40 minutos en acceder a Elche, Alicante y al aeropuerto de Alicante-Elche y de una hora en acceder a ciudades como Valencia, Murcia y Albacete.
Carreteras por las que se accede directamente a Villena
| A-31 Une la A3, en Atalaya del Cañavate, con Albacete, Almansa, Elche y Alicante.                                                     |
| N-330 Une Almansa, Cofrentes, Requena (allí enlaza con la A-3), Teruel y Zaragoza (a través de la A23), hacia Huesca, Jaca y Francia. |
| CV-799 Une Villena y Onil. |
| CV-809 Une Villena y Caudete. |
| CV-81 Une Onteniente con Villena y Yecla.                                                                                             |
| CV-813 Une Villena y Portichuelo. |
| CV-814 Une Villena y Peña Rubia. |

Otras carreteras del término
| N-344 Une Almería con Fuente la Higuera y enlaza en la A-31. |
| CV-656 Une Fontanares y la A-31.                             |
| CV-808 Une La Encina y la A-31.                              |
| CV-812 Une Las Virtudes y la CV-81.                          |

##### Ferrocarril
Villena cuenta en su municipio con tres estaciones de ferrocarril desde 1858, la estación de Villena en el casco urbano y la estación de la Encina, en la pedanía de La Encina. En la estación de Villena tienen parada los trenes de largo recorrido Talgo y Alvia, el tren internacional Mare Nostrum (que circula entre Lorca y Montpellier) y los regionales Valencia-Alicante, Valencia-Murcia, Valencia-Cartagena y Alicante-Ciudad Real. La estación de la Encina fue un importante nudo de comunicaciones entre Madrid, Alicante y Valencia hasta la década de 1970, cuando su importancia cayó al construirse una variante entre Alicante y Valencia que hizo innecesaria la parada en dicha estación.
La línea de AVE entre Madrid y Alicante cuenta con una estación de alta velocidad en el término municipal de Villena a 6 km del casco urbano y 2,5 km de la Autovía A-31. Tiene una superficie de 2500 m² con aparcamiento para 300 plazas ampliable a 600. Esta estación sirve a unos 500 000 usuarios potenciales de toda la comarca y localidades vecinas de Murcia y Albacete y tiene como objetivo fomentar la actividad industrial en el norte de la provincia de Alicante.

##### Autobús
Urbano
Actualmente Villena cuenta con un servicio de autobuses urbanos que recorren las siguientes líneas:
| Línea | Recorrido                                             | Frecuencia         | Observaciones                                |
| ----- | ----------------------------------------------------- | ------------------ | -------------------------------------------- |
| A     | Morenica - San Francisco                              | Cada 20-30 minutos | Circula de lunes a sábado, excepto festivos  |
| AC    | Morenica - San Francisco - Centro Sanitario Integrado | Cada 20-30 minutos | Circula de lunes a viernes, excepto festivos |
| B     | Calle Ferriz - Barrio Las Cruces                      | Cada 20 minutos    | Circula de lunes a viernes, excepto festivos |

Interurbano
A través de los servicios de diferentes compañías, Villena está conectada diariamente con Alicante, Valencia, Murcia y Madrid así como con un buen número de localidades de la provincia. Durante los días laborables hay servicios (insuficientemente estructurados), a los pueblos de la comarca y área circundante (Bañeres, Benejama, Biar, Campo de Mirra, Cañada, Caudete, Yecla).

## Cultura

### Patrimonio
Centro histórico

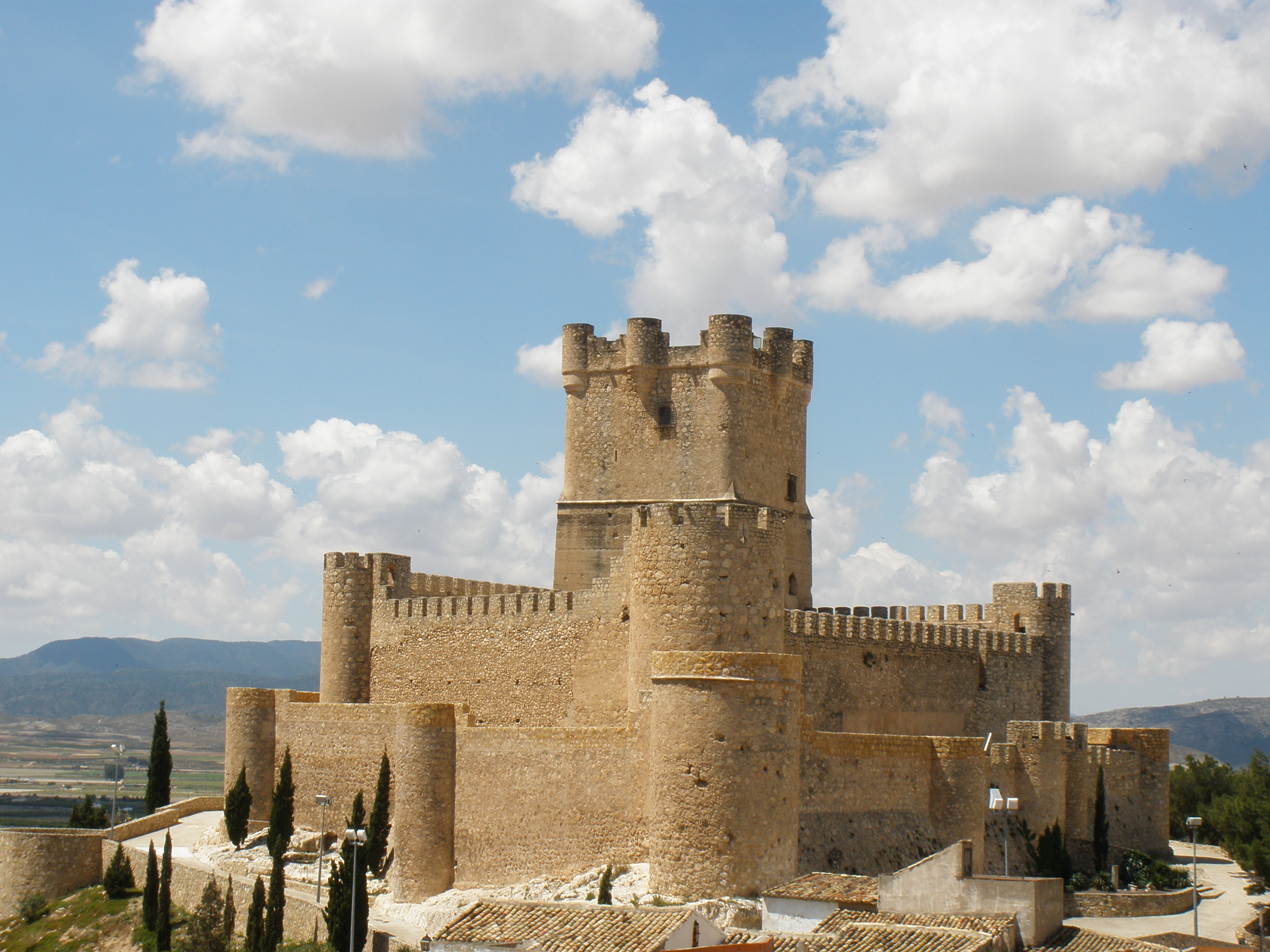
El castillo de la Atalaya

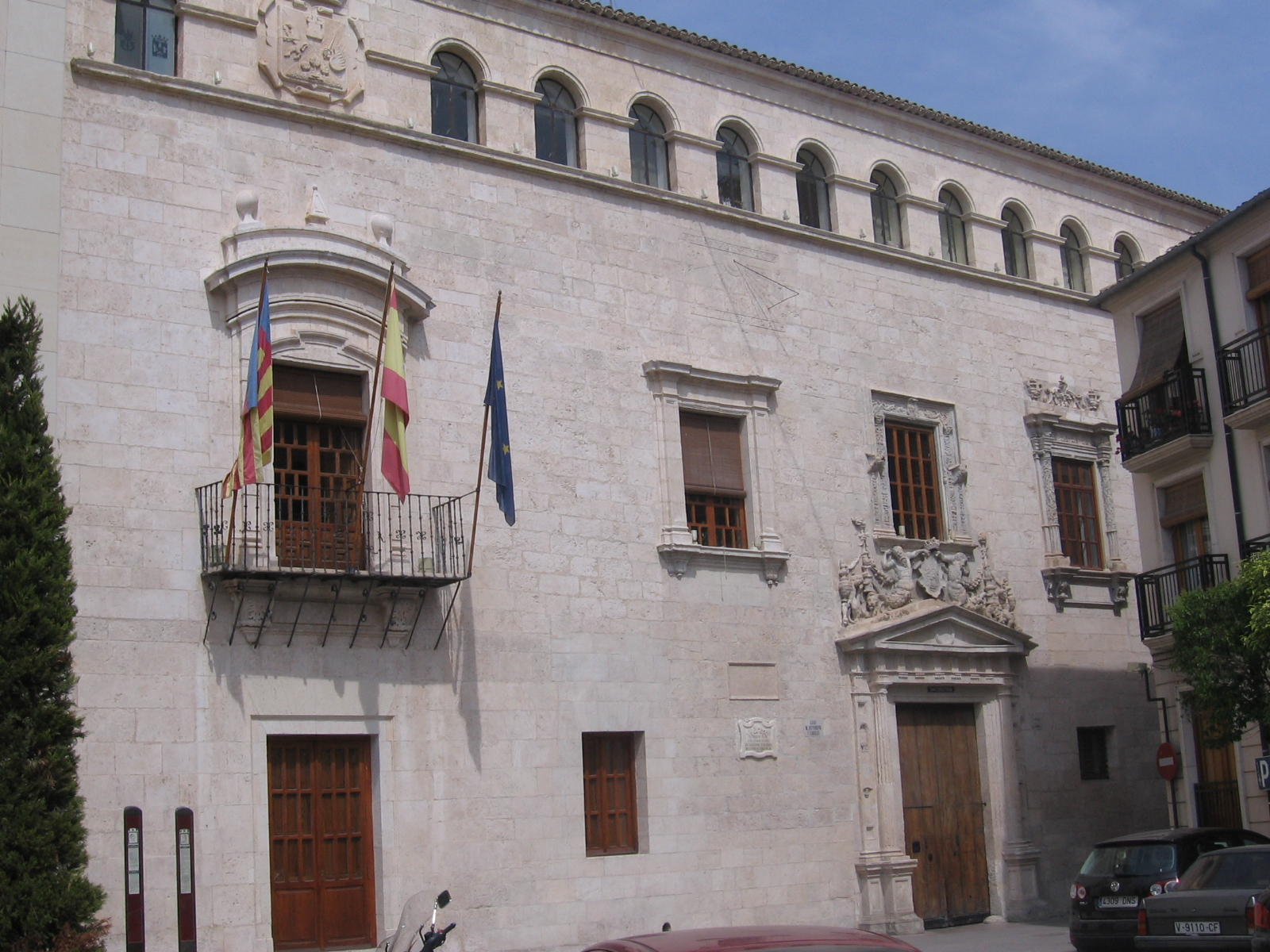
El palacio municipal

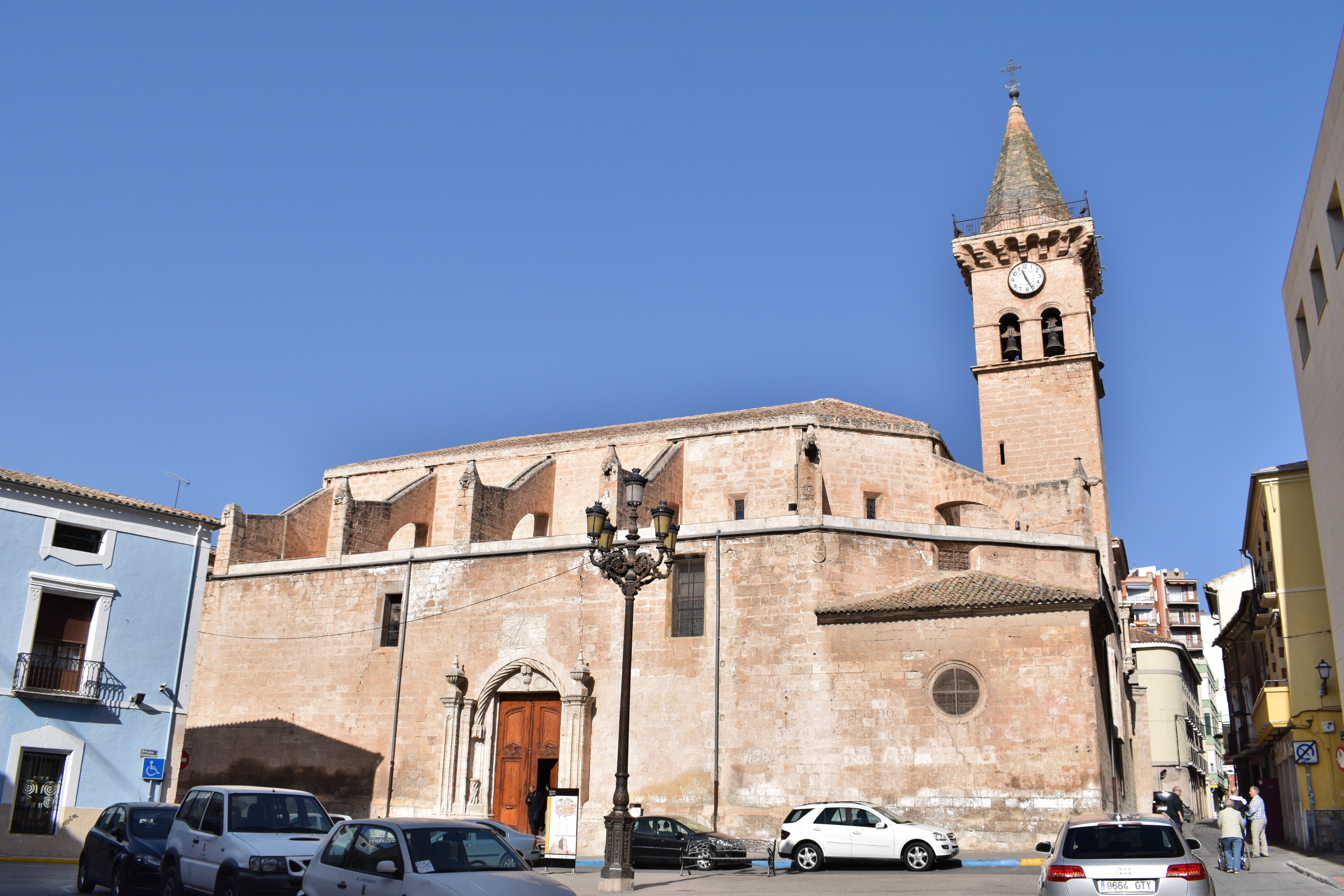
La iglesia arciprestal de Santiago

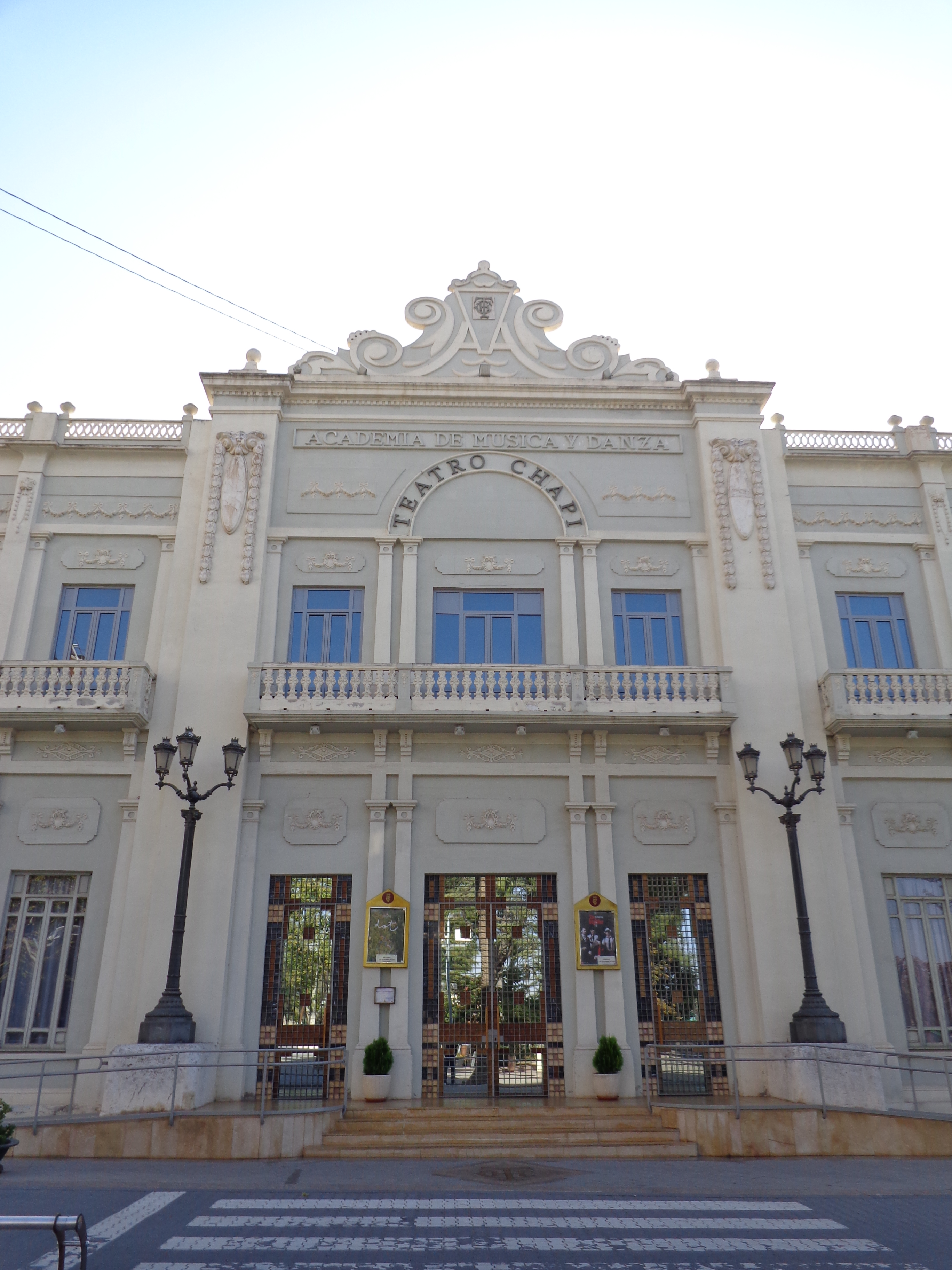
Puerta de acceso al teatro Chapí

El centro histórico de Villena se extiende alrededor del castillo de la Atalaya, y en él se concentran la gran mayoría de los monumentos de la ciudad. Fue declarado conjunto histórico-artístico en 1968.
Castillo de la Atalaya
El castillo de la Atalaya fue edificado por los árabes hacia el siglo XII. Consta de dos líneas de muralla, destacando en la interna la torre del homenaje, de planta cuadrada y de dos cuerpos. Las cubiertas de las dos primeras estancias están formadas por bóvedas almohades, de importancia excepcional por ser, junto a las del vecino castillo de Biar, las más antiguas de su estilo en España. Fue declarado Monumento Histórico-Artístico en 1931.
Castillo de Salvatierra
El castillo de Salvatierra se construyó sobre el siglo X sobre las ruinas de un antiguo poblado íbero y siguió en uso hasta el siglo XIV, cuando fue sustituido por el de la Atalaya. En la actualidad está casi totalmente reducido a ruinas, pero aun así se puede apreciar su estructura original árabe y los añadidos posteriores. Ha sido de gran interés para el estudio de la Edad Media en la comarca.
Palacio municipal
El palacio municipal se edificó a principios del siglo XVI. Fue primero casa abadía, luego propiedad del cabildo eclesiástico y posteriormente fue adquirido con el concejo de la ciudad para casas consistoriales. Su construcción se atribuye a Jacobo Florentino y no se descarta la participación de Jerónimo Quijano, continuador de aquel en la catedral de Murcia. Destacan la portada y el patio de arcos carpaneles sobre columnas toscanas. Fue declarado Monumento Histórico-Artístico en 1968.
Iglesia arciprestal de Santiago Apóstol
La iglesia arciprestal de Santiago comenzó a edificarse en el siglo XIV y se trata de uno de los conjuntos gótico-renacentistas más importantes de la Comunidad Valenciana. Su planta de tres naves y sus columnas torsas se pueden considerar típicas del gótico catalán, si bien adquieren aquí una mayor monumentalidad, además de ser las más antiguas construidas en un edificio religioso. En el siglo XVI se introducen los elementos renacentistas más destacados como son la puerta de acceso a la sacristía y el aula capitular, la pila bautismal y las dos ventanas del primer piso de la torre. Fue declarada Monumento Histórico-Artístico Nacional en 1931.
Iglesia de Santa María
La iglesia de Santa María se edificó sobre una antigua mezquita musulmana en el siglo XVI. Tiene una sola nave y sus bóvedas de crucería descargan en pilares con semicolumnas adosadas con relieves renacentistas. La fachada está enmarcada por un pórtico barroco, mientras que la torre se equipara a la de Santiago.
Teatro Chapí
El Teatro Chapí, dedicado al compositor Ruperto Chapí, comenzó a edificarse el 7 de septiembre de 1914 y se inauguró el 5 de diciembre de 1925. Destaca la diversidad de estilos arquitectónicos: las dos fachadas laterales y la zona de la caja del escenario guardan todavía el sabor del modernismo historicista de vertientes neoárabes, mientras que la fachada principal, construida entre 1922 y 1923, es de tipo clasicista, tratado con una cierta desnudez o frialdad por la escasa decoración. Se reabrió al público en abril de 1999. En la actualidad es uno de los teatros más activos de la Comunidad Valenciana, representando obras de calidad a escala nacional y, en ocasiones, internacional.
Santuario de Nuestra Señora de las Virtudes
El santuario de Nuestra Señora de las Virtudes está situado en la pedanía de Las Virtudes, a unos 5 km de Villena, guarda la imagen de la patrona de la ciudad. Se advierten diversas épocas constructivas. La primitiva ermita se remonta a la segunda mitad del siglo XV. La portada de acceso al templo es renacentista. El claustro es muy sencillo, con arcos de medio punto apoyados sobre pilares de ladrillo. La iglesia ha sido objeto de diversas intervenciones, pero su aspecto general la liga al último gótico. Fue declarado Conjunto Histórico en 1976.
Cabezo Redondo
El Cabezo Redondo es poblado argárico habitado entre los siglos XVI y siglo X a. C. cuya importancia cultural y económica queda patente por importantes hallazgos, como el Tesorillo del Cabezo Redondo y probablemente también el Tesoro de Villena, encontrado a unos 5 km del poblado. Fue incluido en el conjunto histórico-artístico de Villena en 1968 y declarado bien de interés cultural en 2020.
Ermita de San Antón
La ermita de San Antón data de al menos 1586 y está situada en las cercanías de la plaza de Santiago. En 2006 terminaron los trabajos de restauración con los que se ha convertido, además de en lugar de culto, en sala de exposiciones.
Ermita de Nuestra Señora del Pilar
La ermita de Nuestra Señora del Pilar se ubica a mitad de camino entre La Zafra y La Encina, data del siglo XVIII y es una construcción sencilla de una sola planta y cubierta a dos aguas.
Casa de la familia Selva
Se trata de un excelente ejemplo de construcción burguesa decimonónica. Está ubicada en la plaza de Santiago y se trata de una casa-palacio de tres plantas más una cuarta retranqueada respecto de la fachada. Su composición es totalmente simétrica, incluso en la situación del acceso. Tiene balcones de cuidada cerrajería en la planta primera y destaca el cuerpo de remate con una logia renacentista italiana. Tras la compra del edificio por la Junta Central de Fiestas, para sede de sus instalaciones, alberga las dependencias del Museo Festero. 
Casa de la familia Mergelina
Este edificio, situado en la plaza de las Malvas, se construyó como residencia señorial a finales del siglo XVII o comienzos del siglo XVIII y en la actualidad se utiliza como asilo de ancianos. Se conserva la fachada barroca que muestra una composición muy cuidada, alternando rítmicamente los vanos y los macizos con los entablamentos de disposición curva, tal y como ocurre con la ventana del palacio municipal, obra de Cosme Carrer. El interior está muy remodelado debido a las múltiples intervenciones que se han llevado a cabo para adecuarlo a su uso actual como asilo de ancianos. Existe una propuesta para declararlo Monumento Histórico.
Plaza de toros
La plaza de toros de Villena se inauguró en el año 1924 y tuvo aforo para 10 000 personas. Tras varias décadas de abandono, en 2007 se inició un plan de rehabilitación y reconversión, que culminó con la reinauguración de la plaza el 26 de marzo de 2011. Es una obra de interés por sus grandes dimensiones, su carácter macizo, su situación exenta y las características formales de su arquitectura: acceso y ventanas con arcos neoárabes apuntados, pilarcillos y aleros metálicos de último piso.

### Instalaciones culturales

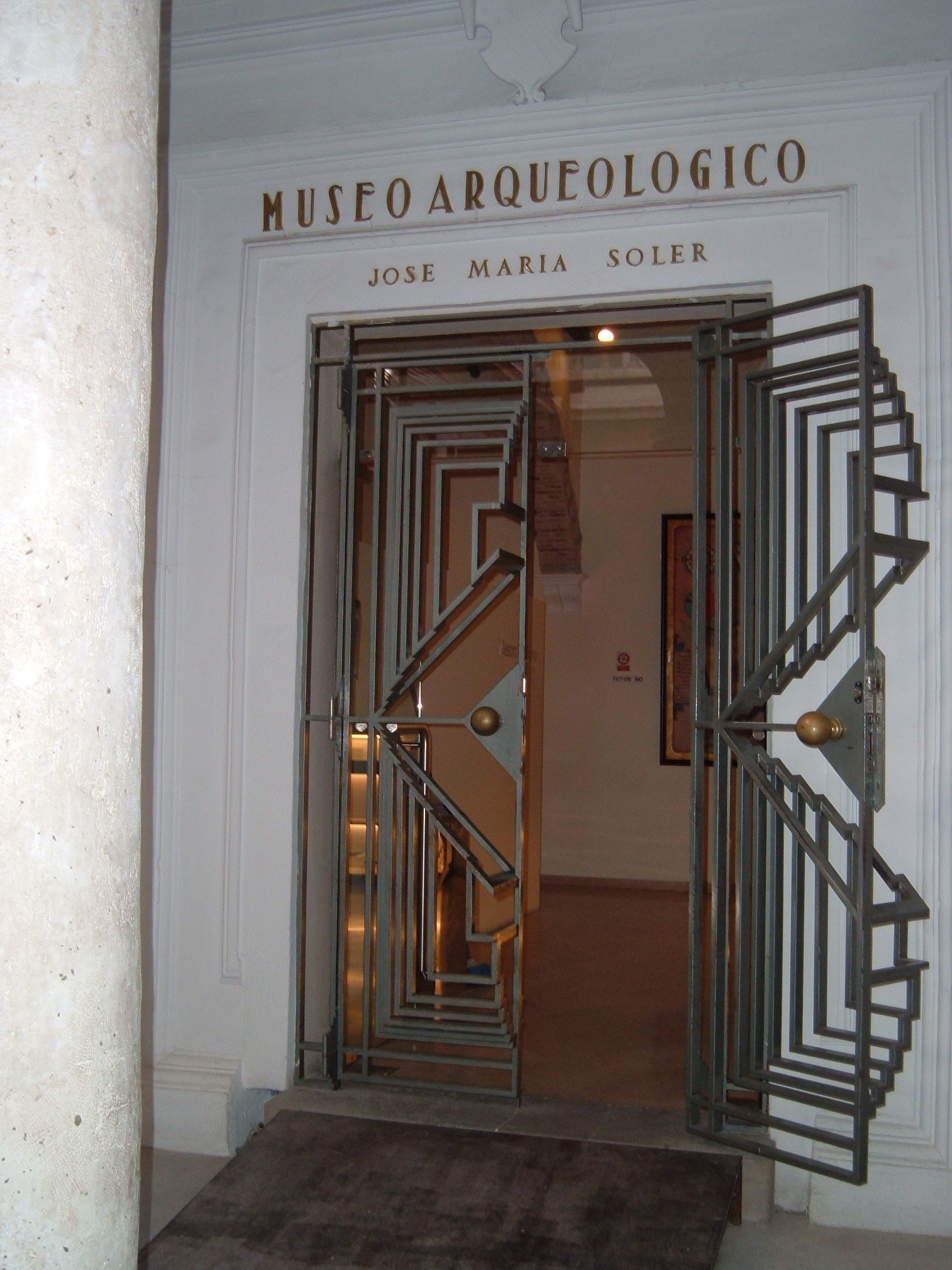
Entrada al Museo Arqueológico

#### Casa de la Cultura KAKV
Centro neurálgico de la actividad cultural del municipio, fue inaugurada el viernes 4 de diciembre de 1987. Desde finales de los años 80 del pasado siglo, la KAKV, cuyo nombre cariñoso es obra e invención del pintor Pablo Lau, ha venido acogiendo la gran mayoría de las iniciativas culturales de cuantas se han generado en la ciudad. Además de crear y poner en marcha proyectos tan importantes para la vida cultural de Villena, como la Semana del Libro, Festival Trojazz, proyecto Girarte, VEM (Villena es Música), Festival de Títeres “Las Cruces”, Noche de Fuego en el Rabal, Kakv en la Calle, A Micro Abierto, Frente de Iniciativas Contemporáneas, etc.
Museo arqueológico José María Soler
El Museo arqueológico José María Soler se fundó en 1957 con los materiales donados al ayuntamiento por José María Soler García. Exhibe vestigios que documentan la ocupación humana de la comarca durante un periodo de más de 50 000 años. En sus vitrinas se encuentran objetos desde el Paleolítico medio hasta el siglo XIX. El hallazgo más destacado es el Tesoro de Villena que está compuesto por casi 10 kilos de oro y 600 gramos de plata y ha sido declarado Bien de Interés Cultural. Similar a él es el Tesorillo del Cabezo Redondo. Son importantes también las piezas iberas de la dama de Caudete, la Leona del Zaricejo y la arracada de la Condomina.
Museo escultor Antonio Navarro Santafé
El Museo escultor Antonio Navarro Santafé se ubica en la planta baja de la que fue la casa del escultor. El propio artista acondicionó la planta baja colocando, sobre pedestales, los objetos que fue trayendo de su estudio de Madrid: obras escultóricas, pergaminos, escritos, bocetos, fotografías, etc. Exhibe grupos taurinos, figuras de temas animalísticos, retratos o los bocetos de la estatua del Oso y el Madroño de Madrid, entre otras piezas.
Museo del Botijo
El Museo del Botijo de Villena expone una colección de más de 1200 botijos de todo el mundo. Se encuentran ejemplares fabricados en materiales muy variados, como metal, madera o barro cocido, aunque la mayor diversidad aparece en el diseño. Su singularidad radica en que es una de las pocas colecciones visitables de toda España.
Museo del Festero
El Museo del Festero se ubica en la llamada casa Selva o casa del Festero, un edificio de cuatro plantas. Conserva una importante colección de objetos que guardan una estrecha relación con las fiestas de Moros y Cristianos: trajes e imágenes festeras, carteles y programas publicados a lo largo de numerosos años, recuerdos de fiestas anteriores, etc. Cabe señalar la sección destinada a la conservación de partituras originales de música festera.

### Eventos culturales

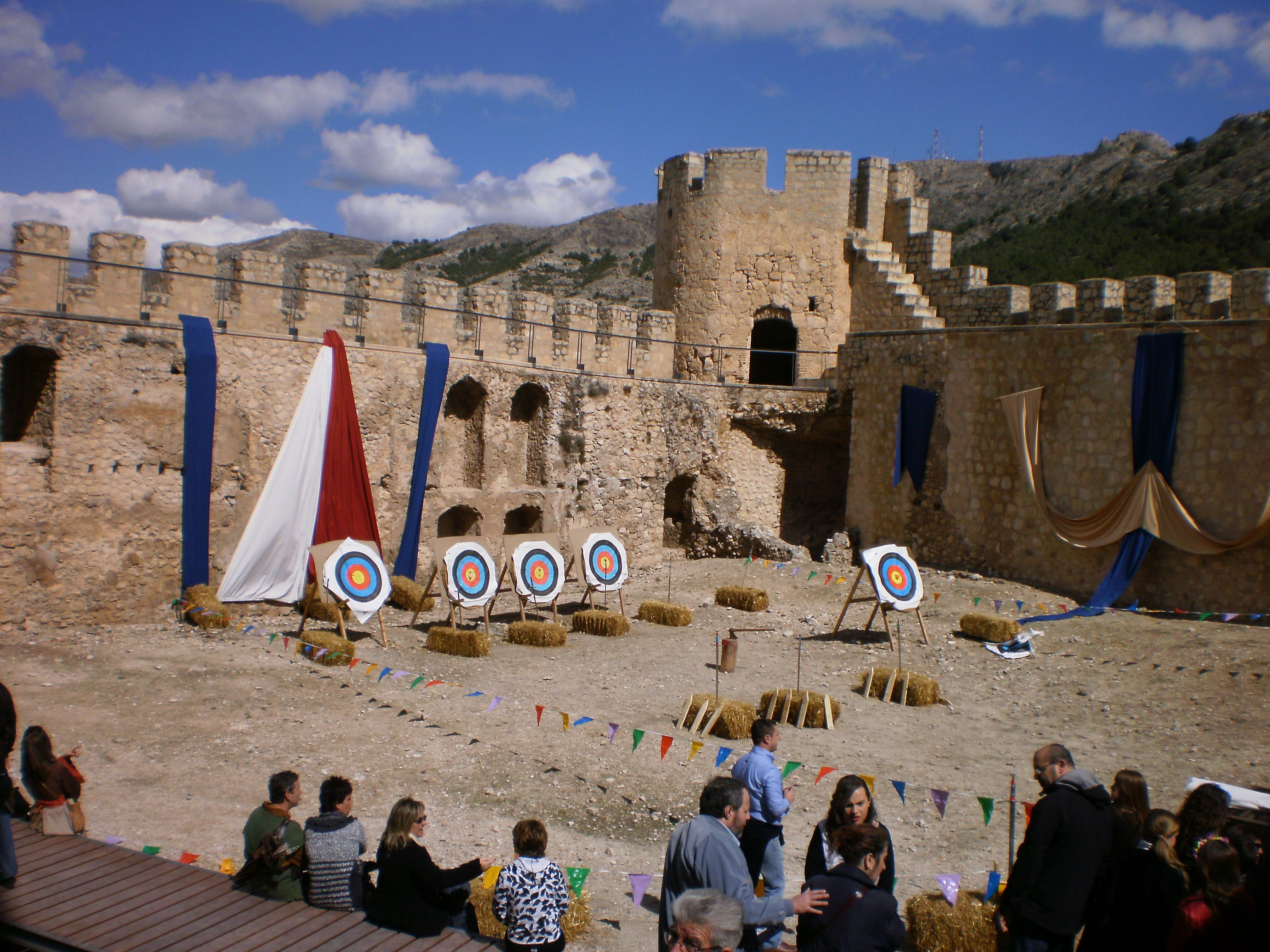
Exhibición de tiro con arco en el Castillo de la Atalaya en el marco de las Fiestas del Medievo

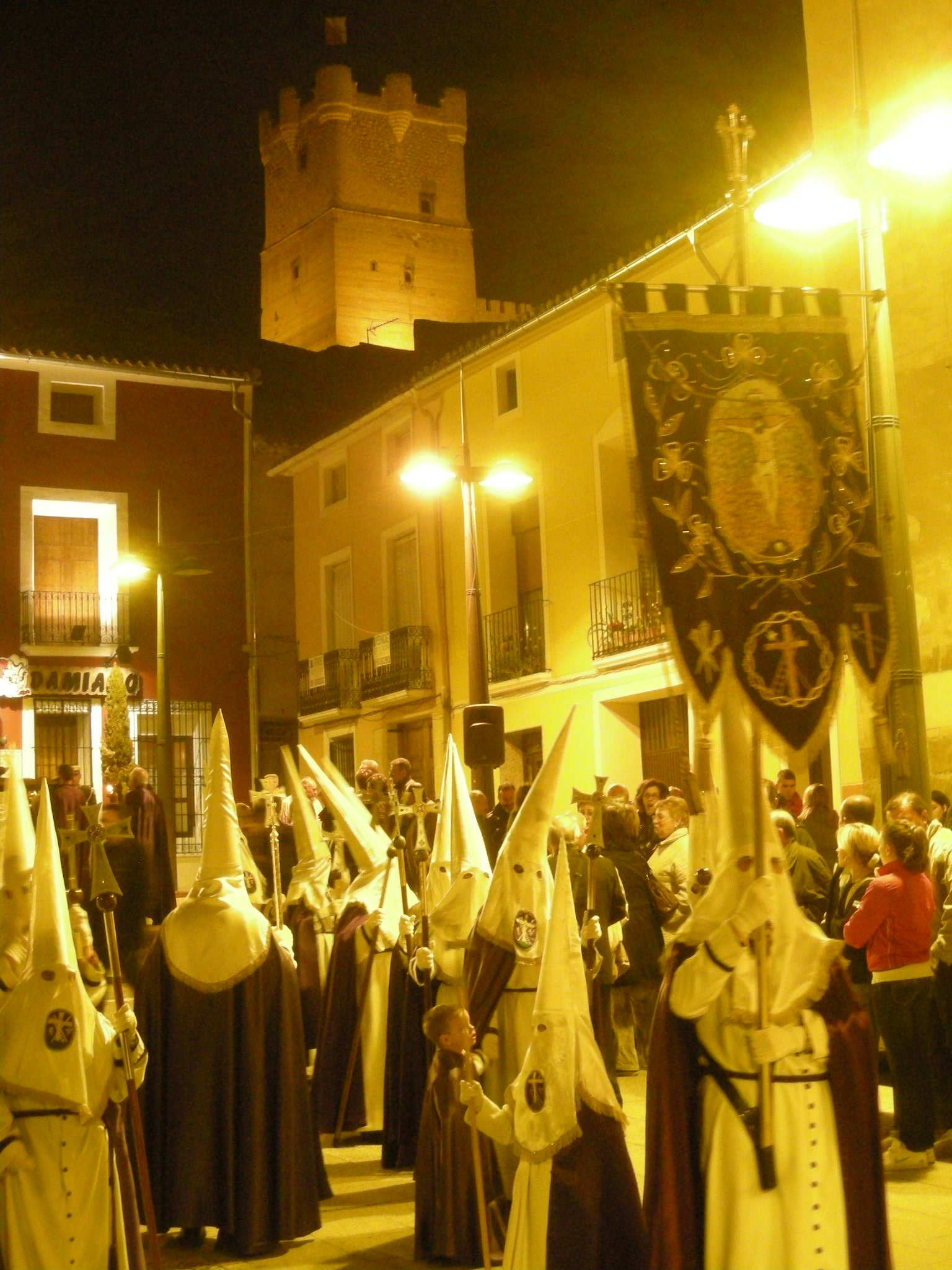
Procesión del Martes Santo

#### FIC (Frente de Iniciativas Contemporáneas)
Propuesta multidisciplinar desarrollada en la defensa de nuevos lenguajes, en concepto y presentación. FIC agrupa un número determinado de propuestas artísticas, creadas -exprofeso, o no- por una serie de artistas, seleccionados previamente por el grupo de comisarios y comisarías del Frente. El objetivo no es otro que el de reivindicar el papel del creador en el desarrollo cultural de la comunidad. FIC defiende propuestas culturales que se encuentran al margen, o en los extremos, de la mercadotecnia cultural, muchas de las cuales se apoyan en modelos de colaboración como el impulso cooperativo. Manifestaciones que mantienen la esencia de la innovación y del desarrollo como premisa. Se celebra durante la segunda semana del mes de octubre de cada año.
Fiestas del Medievo
Es tradición desde antiguo que en el barrio del Rabal se celebre la festividad de San José, donde este santo tiene su ermita. Desde el año 2001 se celebra en dicho barrio, en el fin de semana anterior a la festividad, un mercado medieval que se complementa con desfiles de correfocs, demostraciones de cetrería, visitas guiadas, bodas con ambientación medieval y otros elementos de corte similar. La edición de 2015 tuvo una afluencia de más de 70 000 visitantes.
Concurso de Jóvenes Intérpretes «Ruperto Chapí»
Se celebra durante el mes de marzo para conmemorar el nacimiento del compositor. Se trata de un certamen de carácter nacional, de los más prestigiosos dentro de su ámbito, que congrega en la ciudad de Villena cada año a unos cien músicos de hasta 20 años procedentes de todo el país.
Feria del Campo y de Artesanía Festera
A primeros de octubre se celebran las Ferias del Campo y la de Artesanía Festera en el recinto ferial, con una gran afluencia de público de toda la comarca. Paralelo a este evento se realizan actividades culturales y musicales, con la actuación de algún grupo y con visitas guiadas para conocer la ciudad. Los expositores muestran al público las últimas novedades en maquinaria agrícola, vehículos y artesanía festera, con la exposición de trajes festeros y los correspondientes adornos complementarios y regalos con motivos de fiestas. Especial mención merecen la exposición de las cooperativas agrícolas de la comarca, bodegas y empresas hortofrutícolas. Los días de feria se realizan actividades complementarias tradicionales como es el concurso de habilidad de tractoristas, la exhibición de doma y enganche de caballos, junto con exhibiciones de otros vehículos.
Semana de Cine
Es una de las actividades culturales más antiguas de Villena, ya que se celebró por primera vez en 1982. Sin tener pretensiones de Festival de Cine, procura a los aficionados de la zona ofrecer películas de interés cultural y de riguroso estreno en el Alto Vinalopó. Las fechas coinciden entre la primera y segunda semana del mes de agosto.
Leyendas del Rock
El Leyendas del Rock es un festival de música heavy metal y rock duro que se celebra anualmente desde el 2006. Desde la primera edición hasta la de 2012 se celebró en diferentes municipios de la Región de Murcia y desde el año 2013 se celebra en Villena. En los inicios del festival la gran mayoría de bandas que actuaban eran españolas, sin embargo, actualmente participan muchas bandas del panorama internacional.
Semana Intercultural
Se creó en 2004 a raíz del Plan de Integración de la Inmigración en Villena. Durante la semana se celebran cursos, conferencias, muestras de cine y de música así como la feria Humana. Sus cinco ediciones la han convertido en un referente de este tipo de eventos.
Festival de Folclore
Se celebra coincidiendo con el día de la Esclavitud, festividad local muy arraigada en la población, llevada a cabo en el mes de septiembre. La primera edición fue en 1999. En la actualidad se desarrolla en dos días, el sábado por la noche en la plaza de las Malvas y el domingo por la mañana en el santuario de Nuestra Señora de las Virtudes. Suelen participar un grupo extranjero, un grupo nacional y dos grupos de la Comunidad Valenciana, además del grupo de danzas de Villena que es el grupo anfitrión. Se lleva a cabo, en función del calendario, durante el segundo o tercer fin de semana del mes de septiembre.
Mercado de los jueves
Este mercado destaca por su continuidad histórica. El privilegio por el cual se concedió al infante Manuel de Castilla la celebración de un mercado franco cada semana está fechado en Sevilla el 18 de mayo de 1266, y desde entonces viene celebrándose sin pausa cada jueves, lo que lo incluye dentro de los mercados con creación más antigua de España. Su localización ha ido desplazándose dentro del casco urbano desde la plaza Mayor hasta el recinto ferial, donde se celebra en la actualidad.
Actividades navideñas

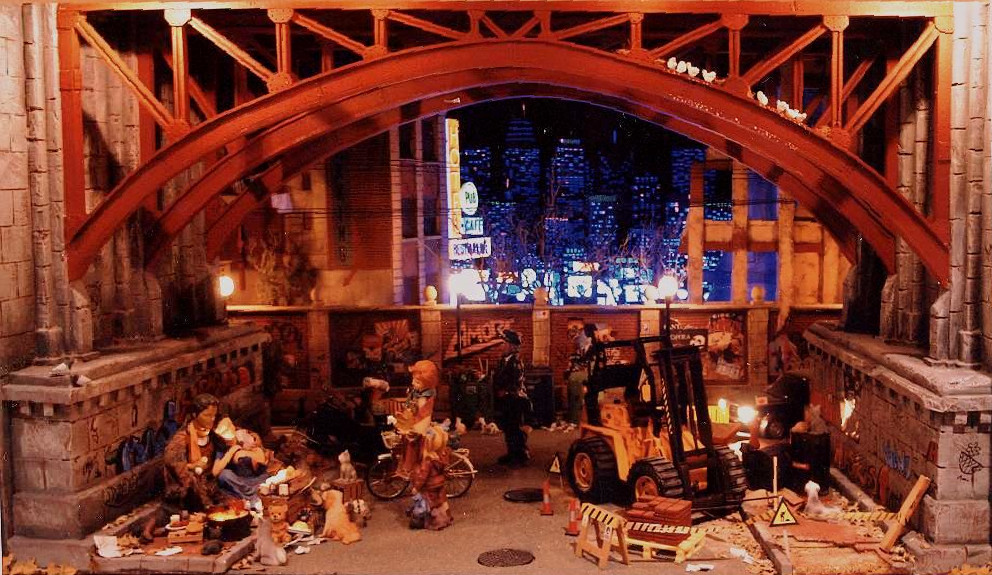
Diorama expuesto en la Casa de Cultura en el año 2004

Cada año se realiza una exposición navideña en la Casa de Cultura en la que se puede contemplar un Belén Monumental creado por la Asociación Belenistas de Villena, presidida por José Antonio Soriano, que se inaugura tras el Pregón Navideño organizado por el Ayuntamiento de Villena.

### Patrimonio inmaterial

#### Festividades y tradiciones
Moros y Cristianos

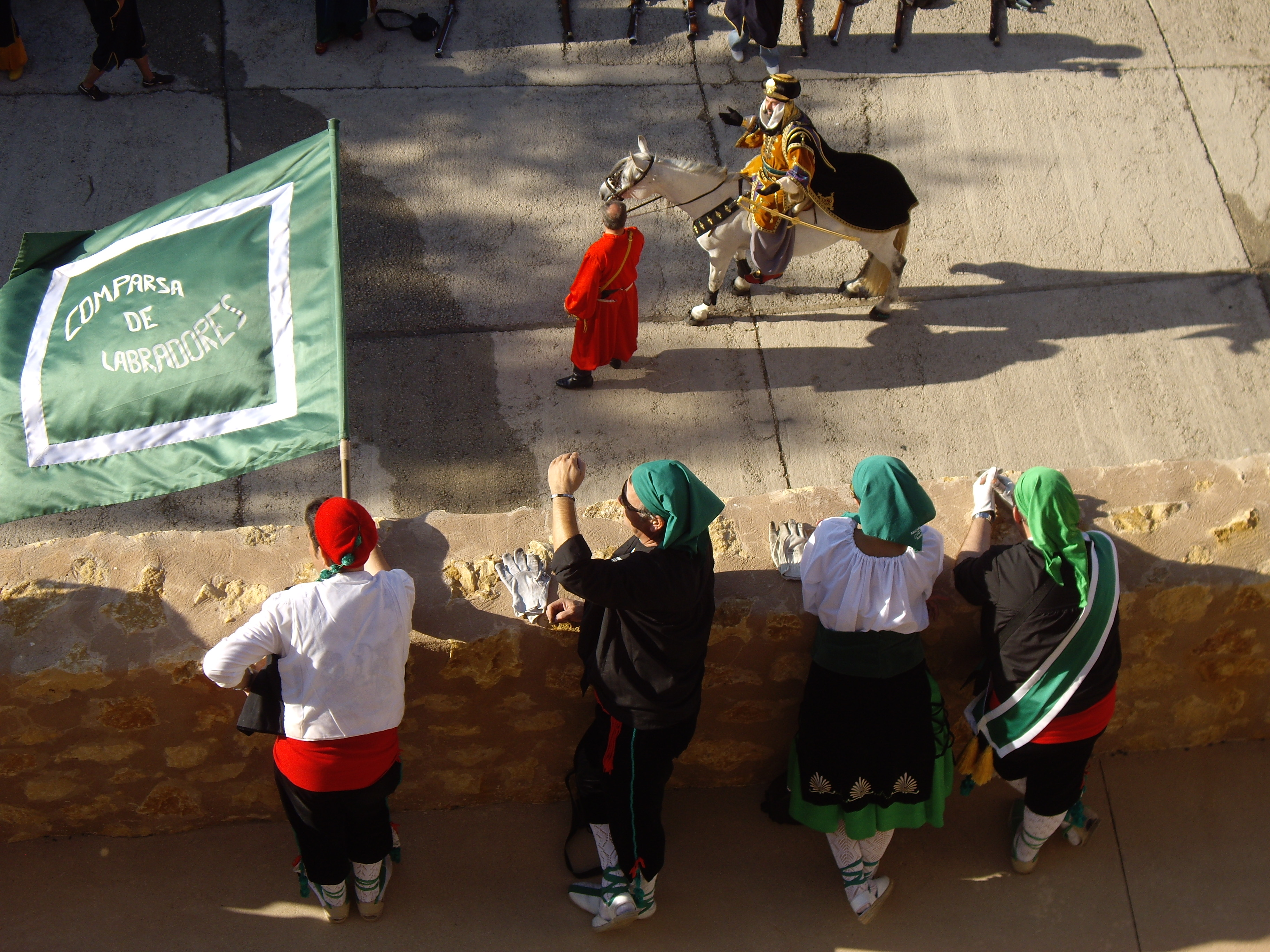
Embajada mora del 6 de septiembre, desde dentro del castillo

Las Fiestas de Moros y Cristianos de Villena se celebran del 5 al 9 de septiembre en honor a la Virgen de las Virtudes, patrona de la ciudad. Conocidas a nivel popular simplemente como "Las Fiestas" son unas de las festividades de este tipo más antiguas, siendo además las más participativas, interviniendo activamente en los desfiles casi un tercio de toda la población. Su origen está en 1474, cuando según la leyenda, la Virgen de las Virtudes, abogada contra la peste, fue proclamada patrona de Villena. Está estructurada mediante la participación de catorce comparsas, siete de ellas pertenecientes al bando moro y otras tantas al bando cristiano. Las Fiestas de Moros y Cristianos actuales son el resultado de la fusión de tres fiestas diferentes: la fiesta patronal o elemento religioso (procesión y romerías), la fiesta militar o alarde (desfiles militares) y el componente teatral de la fiesta de moros y cristianos propiamente dicha o elemento histórico (Embajadas, Conversión...).
Semana Santa
Organizada por la asociación de cofradías, la Semana Santa villenense es anterior a 1850 a tenor de los textos conservados. La Semana Santa comienza en Villena el Viernes de Dolores, con el traslado de los pasos a la iglesia arciprestal de Santiago, desde donde parten en procesión las siete cofradías. Entre las procesiones, la más destacada es la llamada procesión del Encuentro en la finalmente que se unen la imagen de Nuestra Señora de la Soledad y la de Nuestro Padre Jesús, momento culminante que va acompañado del canto de una saeta.
Fiestas de San Juan Bautista
Las Fiestas de San Juan Bautista se celebran en la pedanía de la La Encina del jueves al domingo siguientes al 24 de junio. Se celebran desde 1914 y su principal característica es que, desde 1962, se trata de la única quema de fallas del municipio.

### Gastronomía

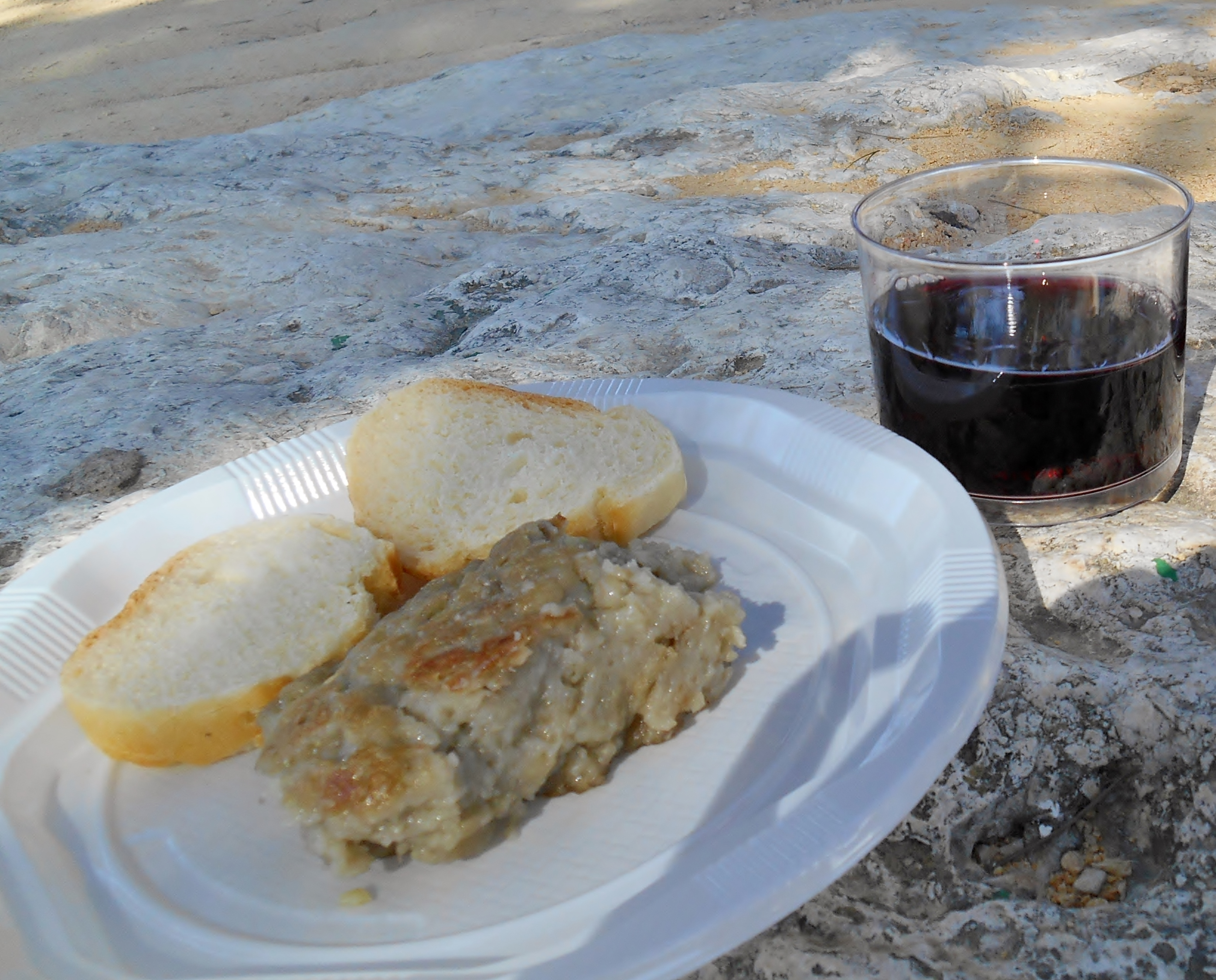
Una porción de gachamiga y un chato de vino gachamiguero, en el marco de las Fiestas del Medievo

Los platos típicos de Villena se caracterizan por ser de origen campesino y humilde, y por tanto altamente calóricos para combatir los fríos de la región como los gazpachos manchegos, las habas con alcaciles, el arroz con conejo, la paella de pata y callos o el triguico picao, entre muchos otros. A este último plato se refiere, además, una coplilla popular que va nombrando los diversos ingredientes que lo componen. La gran mayoría de ellos están influenciados por la tradición gastronómica manchega y mediterránea.
Cabe destacar el plato más simple, y quizás el más apreciado de los villenenses: la gachamiga. Es tradicional que la elaboren los hombres, en una sartén de lumbre, con asa larga y puesta sobre un trébede. En ella se mezclan aceite, ajos, harina, agua y sal y se remueve pacientemente hasta conseguir una especie de tortilla. Suele degustarse en la misma sartén y, como coloquialmente se dice, de «mojaíca y p'atrás», es decir, tomando una porción y dejando el turno a otro comensal.
Además, la repostería cuenta también con un buen número de pastas tradicionales como son los sequillos, los rollicos de vino, los almendrados o las toñas, que complementan en panorama culinario de la ciudad.
Vinos
Villena ha estado dedicada al cultivo de la vid y la elaboración de vinos desde tiempos inmemoriales. A principios del siglo XX existían en la ciudad numerosas bodegas, que exportaban sus productos por ferrocarril hasta el puerto de Alicante. La filoxera en principio y las posteriores crisis económicas del primer tercio del siglo (véase: Historia del vino), unidas a la constante implantación del vino embotellado, provocaron una reducción del cultivo de la vid y del número de bodegas.
Aun así, aunque el número de hectáreas cultivadas y de empresas haya disminuido a lo largo de los últimos años, la calidad de los caldos ha mejorado. Hoy día, las bodegas experimentan con nuevas variedades de uva, como la Cabernet Sauvignon o la Merlot, ambas francesas, que han conseguido adaptarse perfectamente a la climatología, la altitud y a las condiciones del terreno. En los últimos años se están realizando experiencias de crianza en barricas bordelesas de roble.
Destaca por su calidad el fondillón o «vino de las parteras», ya que era costumbre regalarlo a las madres de los recién nacidos. Se trata de un vino de postre varietal, elaborado con uva monastrell, que debe permanecer diez años en barrica de roble, y que ha sido calificado por la Unión Europea como uno de los cinco vinos de lujo. Son dignos de mención también los tintos jóvenes, los crianzas y los coupages de Monastrell con variedades francesas, así como los blancos secos o los olorosos de Moscatel.
Licores
Las bebidas alcohólicas de mayor tradición en Villena son las siguientes:
- Cantueso: es una bebida alcohólica de 25 grados, seca y con aroma de tomillo, que se obtiene por maceración de la planta del cantueso. Su consumo ha estado ligado desde siempre a las fiestas de Moros y Cristianos, por lo que podría decirse que es un producto típicamente festero.
- Herbero: se obtiene también por maceración de una serie de plantas (manzanilla, rabo de gato, hinojo, salvia, tomillo, etc.) recolectadas en la sierra Mariola. Una vez obtenidos los aromas de estas plantas, se le añade anís, con lo que se obtiene una bebida anisada de sabor agradable y una graduación de 30°.
- Crema de café: se obtiene de una maceración de café previamente seleccionado, que muy molido se deposita en alcohol, hasta que este le extrae los aromas.

Además, a raíz de la empresa que creó en 1922 Ricardo Menor Hernández se han popularizado mucho las dos bebidas siguientes:
- Anisete Villena Dulce: fue la primera marca de la casa. Se trata de un anís de 25 grados y paladar azucarado.
- KATAKI: su nombre proviene de la expresión villenense ¡cata'quí! (literalmente mira aquí, exclamación expresiva muy frecuente en el habla popular). Sus características son similares a las del anisete Villena en cuanto a graduación alcohólica y azúcar, pero con un sabor muy particular.

### Villena en el arte
Villena en la literatura

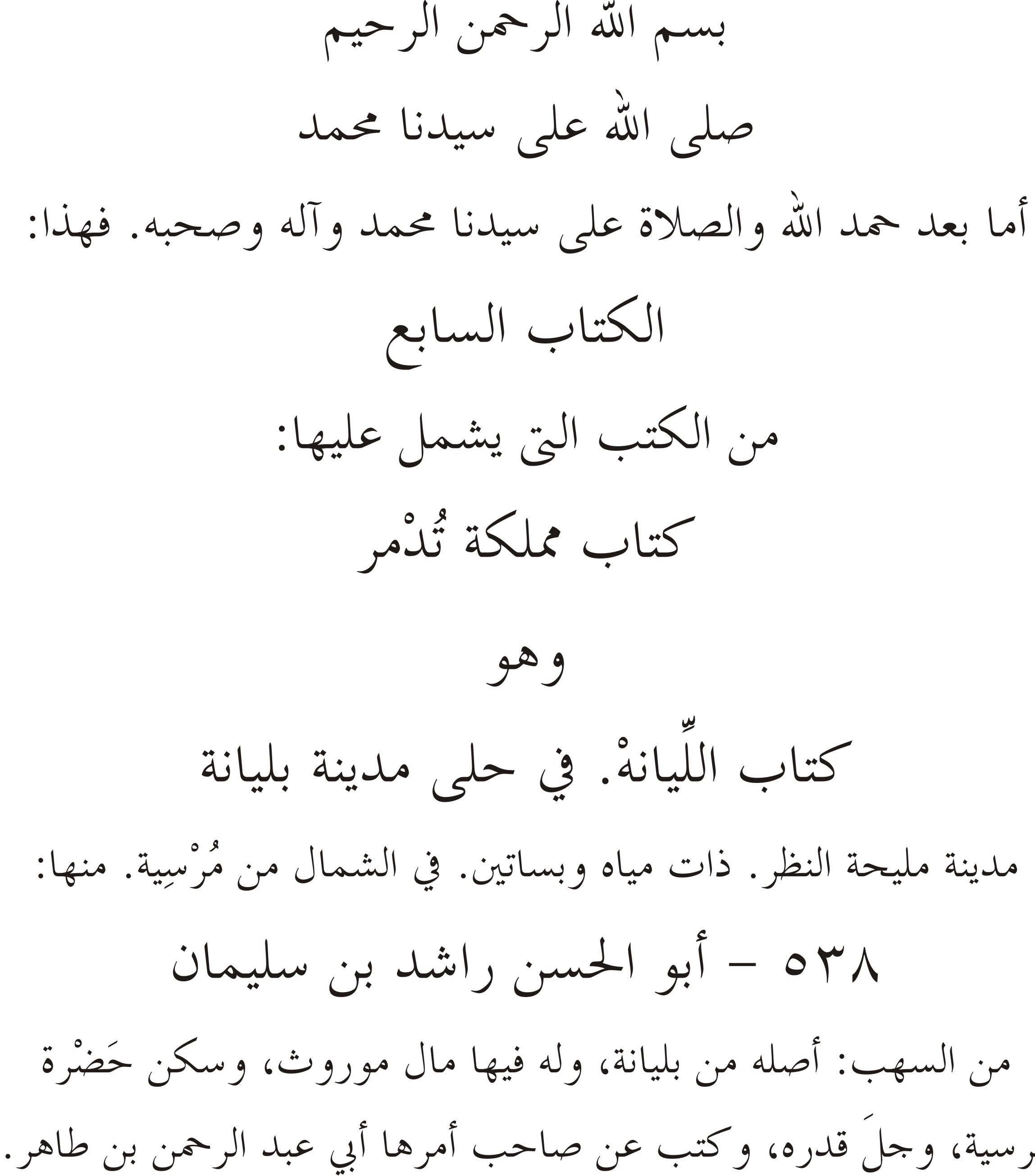
Extracto del capítulo sobre Villena de Al-Mugrib fī ḥulā al-Magrib, en el que se habla sobre Hasan Rashid

La aparición de Villena en obras literarias se remonta al siglo XIII, al haber sido ya citada en la obra geográfica de Ibn Sa'īd al-Magribī, Al-Mugrib fī ḥulā al-Magrib (المغرب في حلى المغرب). Esta obra la editó Dar al-Mu'arif en el Cairo en 1953, y posteriormente se editó en castellano por el Instituto de Estudios Alicantinos. El último de los capítulos del epígrafe «El libro de los beneficios acerca de los adornos del reino de Tudmir» comienza así:

«Libro de la ductilidad. Acerca de los adornos de la ciudad de Villena: Ciudad bella de aspecto, poseedora de agua y de jardines, en el norte de Murcia».

Luego añade que Villena es cuna de Abū l-Hasan Rāshid ibn Sulaymān, que llegó a ser secretario del emir de Murcia. Esto nos confirma que la ciudad seguía perteneciendo a la cora de Tudmir en el siglo XIII, y nos informa acerca de la fama de uno de sus habitantes. También aparece citada por Ibn Al-Abbār en su Takmila, en la que cuenta lo siguiente:

«Abu Abdallah Muhammad ben Ahmad [...], de Jaén [...] Ibn'Iyyad, que tansmitió tradiciones que aprendió de él, dice: Lo conocí en Bilyāna, [cabeza de] uno de los distritos de Murcia; creo que había tenido que salir de su tierra con motivo de los sangrientos conflictos que estallaron en época de la caída del régimen de los almorávides».

Las primeras menciones cristianas a Villena provienen de la Crónica o Llibre dels feits de Jaime I el Conquistador, en el que se narran los dos intentos fallidos de tomar la ciudad, así como brevemente el tercero y definitivo.

«E, al primer lloc que vingueren a qui volguessen feer mal fo Villena. E, quan foren prop Villena, faeren guarnir los cavalls; e, arma's tota la companya de les armes que hi avien, e feeren brocada contra los sarraïns de Villena, e tolgren-los bé les dues parts de la vila de Villena, e puis no ho pogren sofrir d'aturar pus, per la força dels sarraïns que eran llaïns; e hagren-se a exir de la vila, però tragueren-ne molta roba que trobaren en les cases. [...] don Ferrando ab los de Calatrava, e ab don Pero Cornell, e don Artal d'Alagó, e don Rodrigo Liçana anaren assetjar Villena, e llevaren un almajánec [...] E nos dixem-los que anàssen en bona ventura, e, si la podien haver, que l'haguessen. E anaren-hi, e assetjaren-la, e pararen-hi un fenèvol. [...] E nós fom-nos-ne a Cullera, e no hi poguem menar molts cavallers, car tots eren anats a Villena, e no poguem justar sinó tro a trenta cavallers. [...] E, quan nós fom a Cullera oím noves de don Ferrando, e els rics-homens, e els de Calatrava, que s'eren llevats de Villena, car los de dins havien feita una eixida de dia al fonèvol quan lo guardava don Pero Cornell, e que els havien morts dos cavallers, e d'altres, e per aquella eixida que faeren se n'era llevat lo seti [...] E puis lo comanador d'Alcanís ab los frares e ab almogavers faeren una bastida a Villena. E ells estant així, aenant vengre los de Villena, e dixeren-nos que si nos los manavem que rentrien Villena al comanadar. E nós manam-los que la rendessen, e renderen-la als frares».
«Y el primer lugar al que llegaron y quisieron atacar fue Villena. Y cuando estuvieron cerca de Villena, hicieron guarnecer los caballos; y se armó toda la compañía con las armas que había y atacaron a los sarracenos de Villena y les quitaron al menos dos partes de la villa de Villena, y después no pudieron mantener el terreno por más tiempo, dada la fuerza de los sarracenos, que eran ladinos; y hubieron de salir de la villa, pero se fueron con mucho botín que encontraron en las casas. [...] don Ferrando con los de Calatrava, con don Pedro Cornell, don Artal de Alagón y don Rodrigo Lizana fueron a asediar Villena y llevaron un almajaneque [...] Y nós les dejamos ir en buena ventura y, que si la podían tomar, que la tomaran. Y fueron, la asediaron, y plantaron un fundíbulo. [...] Y nós nos fuimos a Cullera y no pudimos llevar muchos caballeros, pues todos habían ido a Villena, y no pudimos conseguir sino unos treinta caballeros. [...] Y cuando nós estábamos en Cullera oímos nuevas de don Ferrando, los ricohombres y los de Calatrava, que se habían ido de Villena, pues los de dentro habían hecho una salida de día al fundíbulo mientras lo guardaba Pero Cornell y les habían matado a dos caballeros y a otros, y por dicha salida que hicieron, se había levantado el sitio [...] Y después el comendador de Alcañiz con los frailes y con los almogávares armaron una bastida en Villena. Y estando ellos así, llevando las de vencer los de Villena, nos dijeron que si nós lo mandábamos rendirían Villena al comendador. Y nós les mandamos que la rindiesen, y la rindieron a los frailes»

Después de la Reconquista, en el siglo XIV, aparece en el Libro de la caça (entre 1325 y 1326) de Don Juan Manuel. En él se trata del arte de la cinegética, y se da especial importancia a Villena y a su antigua laguna. 

«Et Villena ay mejor lugar de todas las caças que en todo el Regno de Murçia. Et aun dize don Iohan que pocos lugares vio el nunca tan bueno de todas las caças, ca de çima del alcaçar vera omne caçar garças e anades e gruas con falcones e con açores e perdices e codornices e a otras aves llaman flamenques que son fermosas aves e muy ligeras para caçar sinon porque son muy graves de sacar del agua ca nunca estan sinon en muy gran laguna de agua salada; et liebres et conejos. Otrosí, del alcaçar mismo veran correr montes de javalis et de çiervos et de cabras montesas. Et dice don Ihoan que todas estas caças fizo el yendo a ojo del alcaçar, et dize que tan açerca matava los javalis que del alcaçar podia muy bien conosçer por cara al que ante llegava a el. Et dize que sinon por que ay muchas aguilas et que a lugares en la huerta ay muy malos pasos, que el diria que era el mejor lugar de caça que el nunca viera».

Ya en el siglo XX, Azorín, que era natural de Monóvar, dedica un espacio en el capítulo «Donde escribí este libro» de su obra Las confesiones de un pequeño filósofo (1904) a hablar sobre la provincia de Alicante: 

«El verdadero Alicante, el castizo, no es el de la parte que linda con Murcia, ni el que está cabe los aledaños de Valencia; es la parte alta, la montañosa, la que abarca los términos y jurisdicciones de Villena, Biar, Monóvar y Pinoso. En uno de estos términos está la casa en que yo escribí este libro».

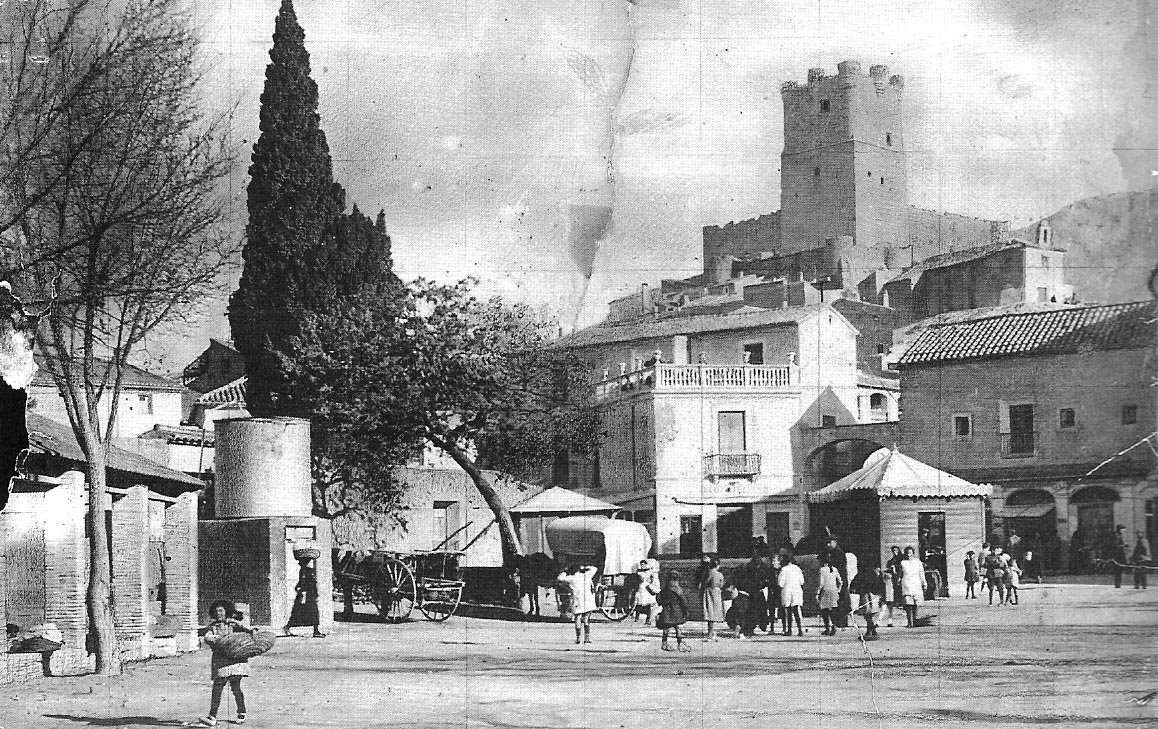
Vista de Villena desde el antiguo lavadero alrededor de 1900

El mismo autor, en su obra Antonio Azorín (1903) se detiene brevemente a hablar sobre las características de Villena, aprovechando una visita de los personajes: 

«Sarrió y Azorín han ido a Villena. Esta es una ciudad, vetusta, pero clara, limpia, riente. Tiene callejuelas tortuosas que reptan monte arriba; tiene vías anchas sombreadas por plátanos; tiene viejas casas de piedra con escudos y balcones voladizos; tiene una iglesia con filigranas del Renacimiento, con una soberbia reja dorada, con una torre puntiaguda; tiene una plaza donde hay un hondo estanque de aguas diáfanas que las mujeres bajan por una ancha gradería a coger en sus cántaros; tiene un castillo que aún conserva la torre del homenaje, y en cuyos salones Don Diego Pacheco, gran protector de los moriscos, vería ondular el cuerpo serpentino de las troteras».

El religioso villenense Gaspar Archent Avellán publicó el 1927 su principal obra, el Romancero villenense, colección de poemas arromanzados sobre la historia, leyendas y vida religiosa de Villena. Si bien escrito en español estándar, los personajes de algunos de los poemas utilizan expresiones o pronunciaciones propias del dialecto de Villena. En dialecto aparecieron también desde principios del siglo XX relatos breves y poemas, publicados generalmente en la prensa local. Se trata de autores también locales como José Menor Hernández «el Aguaor», José María García Amorós, Pedro López Hernández, José Guillén Hernández, José María Soler García, Alfredo Rojas Navarro o Eustaquio Cabanes Hernández. En el siguiente fragmento, aparecido en la revista El Bordoño en 1913, «el Frasquito» explica la leyenda de la aparición de la Virgen de las Virtudes:

Yo se lo desplicaré. Mira, antañazo hubo en Viyena una pidemia en que se morían las presonas como chinches; tan desagerá era la dichosa peste [...] que hubo nesecidá de nombrar una Patrona pa que nuestros mayores [...] rogaran pa que sarrematara aqueya catacombe. Se runieron las presonas más prencipales der pueblo en una sala mu grande y en er centro de ella una ulnia; metieron en ella papeletas con tos los santos y santas der armanaque, menos la Virgen de las Vertudes, que no estaba. Mete un chiquiyo la mano, y la primera papeleta que sacó, decía: «María de las Vertudes». Asombraos tos, repitieron la votación disca tres veces y las tres salió la mesma papeleta con el simpático nombre de «María de las Vertudes»; y es que Ella quería a la juerza estar entre nusotros porque sabía que en ca pecho de to er que narga en Viyena se levantaría un artarcico de fe y de cariño por ser pa tos lo que dicho enantes.

El novelista Max Aub en su obra La calle Valverde (1961), ambientada en el Madrid de la preguerra, cuenta lo que sigue de uno de los personajes: 

«Agustín Morales era toledano, de familia de humildes dulceros. El negocio no prosperaba porque el mazapán se hacía ya, principalmente, en Jijona y hasta en Logroño... Estudió el bachillerato a trompicones; tras ganar tres flores naturales, en Alcoy, Úbeda y Villena, descubrió el ultraísmo...».

Villena en el cine y la televisión
El castillo de la Atalaya fue escenario de varios fragmentos de la película La portentosa vida del pare Vicent (1978), dirigida por Carles Mira y en la que participaron actores como Albert Boadella, Ángela Molina y Ovidi Montllor. En 2008, se rodó en el cementerio de La Encina parte del largometraje Estigmas, del director Adán Aliaga. La ciudad también sirvió de marco para algunas escenas de la película Orson West (2011), dirigida por Fran Ruvira.
La Colonia de Santa Eulalia, pedanía compartida por Villena y Sax, así como el entorno natural que la rodea, fue entre 2007 y 2013 escenario de los exteriores de la serie de RTVV L'Alqueria Blanca.

### Lengua
Villena se encuentra dentro del predominio lingüístico oficial de español, ya que la ciudad, pese a haber sido conquistada por orden de Jaime I, perteneció a Castilla hasta 1836, año en que pasó a formar parte de la provincia de Alicante. Por tanto, y por las cuestiones históricas que han envuelto la situación del valenciano, la potenciación del uso de este último en Villena no comienza hasta la aprobación del Estatuto de Autonomía de la Comunidad Valenciana, en 1982.
Según el censo de 1991, el 65,9 % de la población del Alto Vinalopó pertenecía a Villena, y el grado de conocimiento se distribuía de la siguiente manera:
| Villena | 29,9 % | 5,1 % | 3,4 % | 1,0 % |

Las cantidades eran mínimas comparadas con las de otras poblaciones de la comarca como Cañada o Biar, donde casi el 100 % de la población lo entendía y aproximadamente el 90 % lo sabía hablar, y eran menores incluso que las de Sax y Salinas, los otros dos municipios de predominio español.
Debido a que desde 1991 han aumentado las medidas para la difusión del valenciano en toda la Comunidad Valenciana, y ha existido un aumento de la presencia del valenciano en Villena, en 2001 las cifras publicadas por la Consejería de Educación para toda la comarca eran sobre un 20 % de media mayores que en las de 11 años antes, teniendo en cuenta que el 15,6 % de la población pertenece a municipios valencianohablantes.[cita requerida]
| Alto Vinalopó | 69,37 % | 24,47 % | 26,07 % | 12,41 % |

El español en Villena
La amplísima mayoría de la población de Villena habla español como lengua habitual y generalmente como lengua materna. Sin embargo, el español hablado en Villena tiene ciertas características propias que lo encuadran como una variedad norteña del dialecto murciano. Al igual que sucede con este, tras la paulatina desaparición del analfabetismo (aún importante en la zona a principios del siglo XX), la elevación de la edad de escolarización obligatoria y el creciente peso de los medios de comunicación, los rasgos tradicionales han ido perdiendo importancia. Entre los estudios sobre el español de Villena hay que destacar el Diccionario villenero de José María Soler, en que recopiló miles de voces no existentes en el español estándar o que poseen otros significados o usos en Villena, amén de cientos de frases hechas y expresiones coloquiales. Del mismo autor es el Cancionero popular de Villena, donde recopila más de 2500 textos (partituras, romances, coplas, etc.) tradicionales de la ciudad y su comarca. Desde finales del siglo XIX han venido escribiéndose textos en «villenero», de entre los que cabe destacar las Charraícas del Paseo de Alfredo Rojas Navarro.
En lo que se refiere al léxico, destaca un buen número de arabismos que no existen o han evolucionado de manera distinta en español estándar (alhábega, «albahaca»; alcacil, «alcachofa»; corfa, «cáscara, corteza»; majarra, «hucha»; zafa, «palangana»). Asimismo, también incluye arcaísmos debidos a su lejanía geográfica de la Corte, y un cierto número de aragonesismos, entre los cuales quizá el más usado es perigallo «escalera de mano», procedente del bajo latín *pertigaculu. La mayor parte del léxico propio, sin embargo, procede del catalán. En estos términos se puede determinar con bastante facilidad en qué periodo se introdujeron debido a las reformas fonéticas habidas en español. Así, palabras con sonido /χ/ como gemecar (cat. gemecar) «gimotear» o solaje (cat. solatge) «poso» son anteriores al siglo XV, mientras que menchuga (cat. menjuga) «comida» o rebuche (cat. rebuig) «desecho» son posteriores. En cuanto al sonido /θ/ es curioso el caso del término catalán calze «gárgol», «jable», que dio calce «gárgol» y calse «jable». También cabe notar el uso habitual del diminutivo -ico.
En cuanto a la gramática, lo más destacable es la omisión ocasional del artículo determinado en frases como «ir a escuela» por «ir a la escuela» o el uso agramatical de «haber» en frases como *habemos cinco personas por «éramos / estábamos cinco personas». También se dan casos de no diptongación en la conjugación de ciertos verbos comunes: así se encuentra, p. ej., *frega por «friega» o *tostan por «tuestan».
En la actualidad la característica más destacable es la fonética, que a menudo puede ponerse en paralelo con la de las variedades andaluzas y el castellano vulgar hablado en el resto de la Península:
- Caída de las /s/, /r/ o /l/ implosivas finales: ['kasæ̞] por «casas», /kɔ'mɛ/ por «comer», [ka'næ̞] por «canal», aunque también se da la sustitución de las /r/ y /d/ finales por /l/ (fenómeno conocido como lambdaización): [kan'tal] por «cantar», [da'βil] por «David».
- Caída de consonantes sonoras intervocálicas; general en el caso de /d/ ([ko'mio] por «comido»; ['pare] por «padre»), y más ocasional con lo que respecta a la /b/ ([ka'eθa] por «cabeza») y /g/ ([χu'æ̞] por «jugar»).
- Aspiración de la /s/ implosiva; delante de sordas (explosivas) asimila el punto de articulación al del segundo elemento ([o'βippo] por «obispo»; ['mullo] por «muslo»).
- Asimilación regresiva de consonantes en grupos internos como /ds/ (pronunciado [aʰkri'βir] en vez de «adscribir»), /bs/ ([suʰtraθ'θjon] por «substracción»), /ks/ ([eʰpo'nente] por «exponente»), /rs/ ([inteʰ'tiθjo] por «intersticio»), /ns/ ([koʰ'tar] por «constar»), que puede provocar la geminación del segundo de los sonidos consonánticos como en /rn/ (['kanne] por «carne»), /rl/ (['kallos] por «Carlos»), /kt/ ([kon'tatto] por «contacto»), /dk/ ([akki'rir] por «adquirir») o /gd/ ([madda'lena] por «magdalena»).
- Históricamente, aunque hoy casi desaparecido, aspiración de algunas /f/ iniciales en /ç/, representada como «j»: [çe'lipe] por «Felipe»; ['çuan] por «fueran».[204]

### Medios de comunicación

#### Prensa escrita
Los primeros periódicos publicados en Villena fueron La Esmeralda y El Hijo de Villena ambos de 1881. Poco después apareció El Orejón, que comenzó a publicarse el 3 de septiembre de 1885, y se autocalificaba como «inofensivo, cándido y simplón hasta dejarlo de sobra». Su tono desenfadado y ameno lo convirtieron en uno de los periódicos más longevos de la ciudad, dado que siguió editándose hasta 1917. Años después, en 1891 surgió la revista tradicionalista La Verdad Católica. Entre los periódicos más importantes estuvieron los que se publicaron en el seno de los movimientos obreros, como Villena Obrera (1912-1913) —que tuvo que cesar debido a las pugnas entre socialistas y anarquistas y a las crecientes polémicas con los tradicionalistas— o La Voz del Obrero (1919), órgano de la Federación de Sociedades Obreras. De esta época son también los semanarios de interés general estuvieron Villena libre y Villena Joven.
En la actualidad en Villena se edita un periódico semanal en papel, El Periódico de Villena, y dos periódicos mensuales: El periódico de la Comarca, y Portada.info. Los tres cuentan con sus respectivas versiones digitales. Su alcance es comarcal, aunque dedican la mayor parte de su espacio a la ciudad y sus pedanías. También los periódicos provinciales Diario Información y Las Provincias de Alicante cubren las noticias más importantes de Villena. En cuanto a la prensa digital, el periódico más antiguo es Villena.net, que empezó a publicarse en 2001, mientras que el más visitado en 2010 era la versión digital de El Periódico de Villena.

#### Radio y televisión
En 2009 había en el casco urbano de Villena tres emisoras de radio: Radio Villena Ser, dependiente de la Cadena Ser, MQR (Más Que Radio), dependiente de la Cadena Cope, y Radio Interior Villena.
Por lo que respecta a la televisión, la cadena Intercomarcal TV cubre eventos del Alto Vinalopó, Vinalopó Medio, Hoya de Alcoy y zonas circundantes. Dedica un importante espacio a noticias y eventos referentes a Villena, dada su condición de centro administrativo y económico regional.

### Deporte

#### Instalaciones deportivas

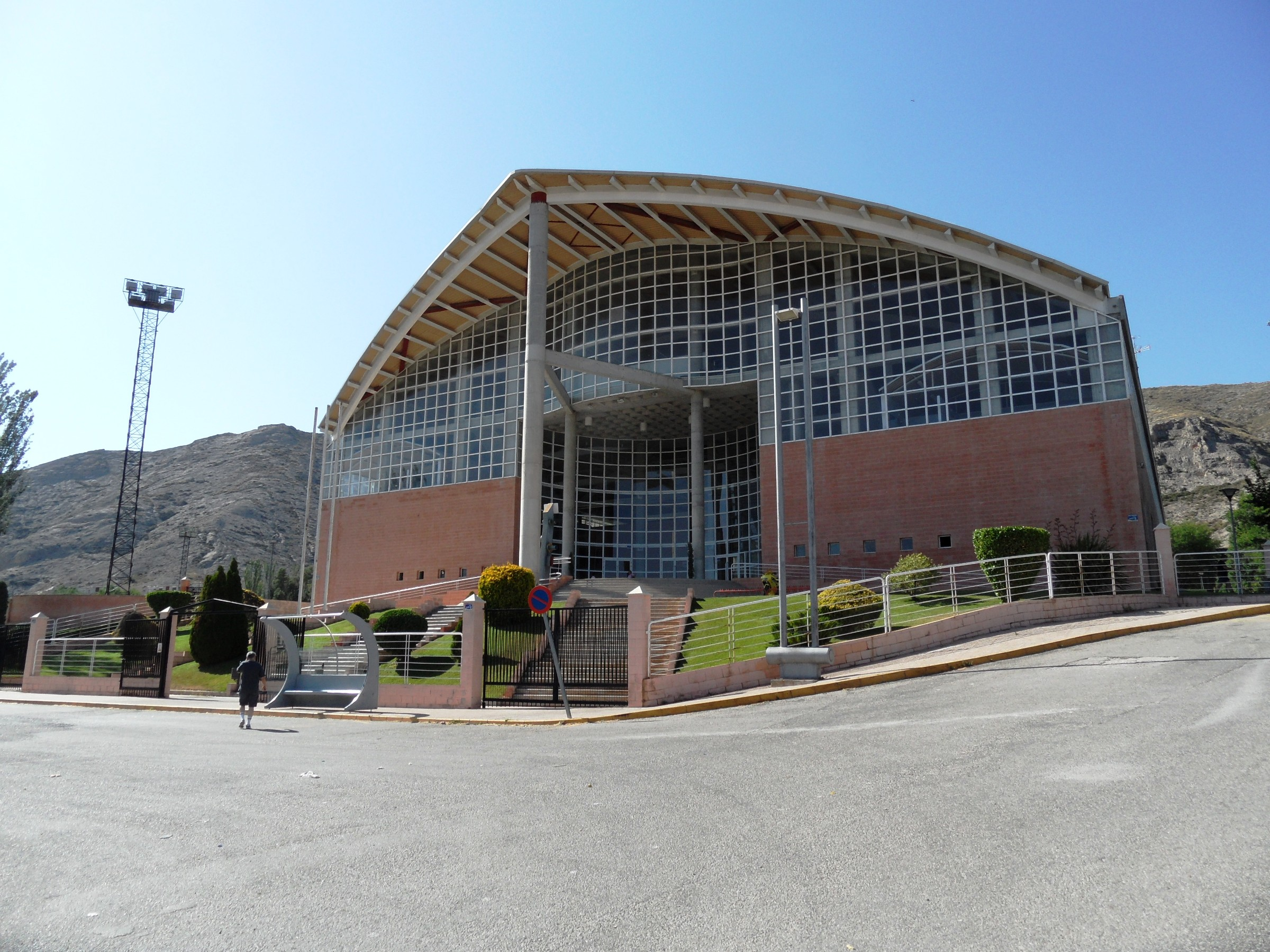
Polideportivo municipal

La mayor parte de instalaciones deportivas de la ciudad se encuentran concentradas en el polideportivo municipal, en el barrio San Francisco de Asís, en las afueras de la ciudad. Cuenta con una piscina deportiva de 50 x 25 m, dos piscinas pequeñas, pistas de atletismo, de tenis y de fútbol, un pabellón cubierto de 54 x 31 m y varias salas cubiertas. En sus cercanías está situado el estadio de fútbol La Solana, que alberga los partidos del Villena Club de Fútbol y del Sporting Villena C.F.
A unos 500 m de la ciudad se encuentran las instalaciones del Círculo Agrícola Mercantil Villenense, que cuenta con piscina, pistas de petanca y pádel, tenis, frontones y un campo de fútbol 7, entre otras. Además, en las cercanías de la ciudad se encuentra Equelite JC Ferrero Sport Academy, la academia de tenis de Juan Carlos Ferrero.

#### Deporte al aire libre

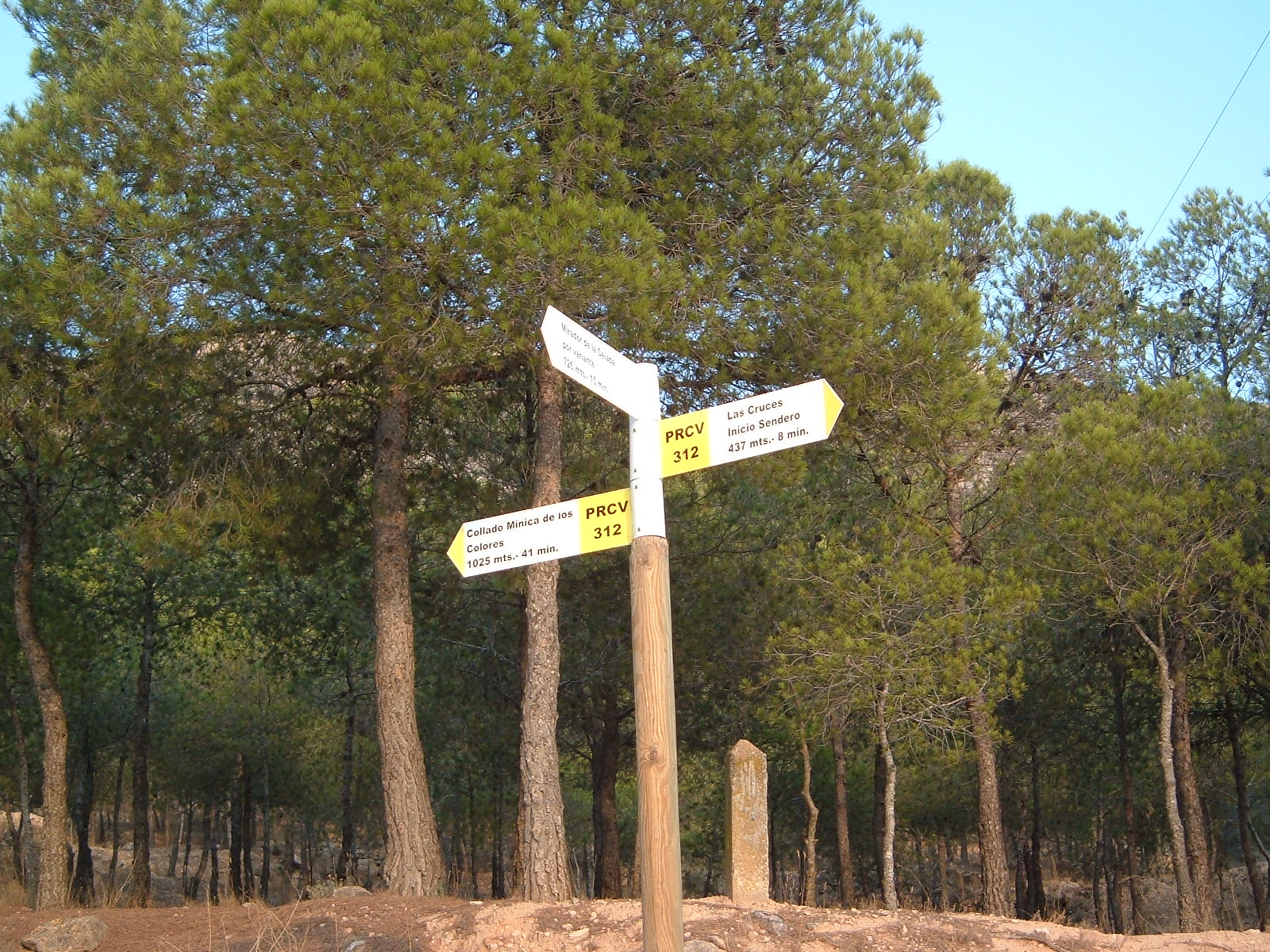
Poste con la señalización de varios senderos en la sierra de la Villa

El amplio término de Villena ofrece muchas posibilidades para practicar el senderismo. El municipio está atravesado de este a oeste por la vía verde del Chicharra, que sigue el camino del antiguo VAY, y de norte a sur por el Camino de Santiago y la ruta del Cid. Además, existen 22 rutas señalizadas que se extienden por toda el área facilitando el acceso a pie y en bicicleta a muchos de los puntos naturales, históricos y culturales del término.
En la sierra de la Villa, a cuyos pies se sitúa la ciudad, existen dos vías ferratas, de la sierra de la Villa y del castillo de Salvatierra. Tanto en esta sierra como en la de Peña Rubia se pueden practicar ala delta y parapente. También se organizan carreras de campo a través, así como de orientación.

#### Entidades deportivas
- Villena Club de Fútbol:[229] es el principal equipo de fútbol de la ciudad de Villena. En 2009 jugaba en la Primera Regional de la Comunidad Valenciana.
- Sporting Villena C.F:[230] en la temporada 2016-17 milita en la Primera Liga Regional de la Comunidad Valenciana.
- Club de Baloncesto V-74:[231] fundado en 1974, es el principal equipo de baloncesto de la ciudad de Villena.
- Club Deportivo Bel-liana Fútbol Sala:[232] principal equipo de fútbol sala de la ciudad, fundado en 2003.
- Club Atletismo Promesas Villena:[233] principal club de Atletismo de la ciudad de Villena, fundando en 1976.
- Escuela de Judo CAMV: La sección de Judo del CAMV se inició en 1965, fue la 2.ª actividad deportiva del CAM, donde creció hasta os años 80. A finales de los 80 el judo desaparece como disciplina deportiva al desplazar las instalaciones a la ciudad deportiva a 1km del centro urbano. En la última década ha vuelto con fuerza de la mano del judoca de villena Francisco Beltrán maestro nacional de Nacional de judo y defensa personal. esta nueva andadura empezó en abril del 2014 hasta lla fecha.

## Localidades hermanadas
- Escalona, España (1982)[234] con motivo del 700 aniversario del nacimiento de Don Juan Manuel, que fue señor de Villena, Escalona y Peñafiel.
- Peñafiel, España (1982)[234][235] con motivo del 700 aniversario del nacimiento de Don Juan Manuel, que fue señor de Villena, Escalona y Peñafiel.